# Praha
Praha je hlavní město a současně největší město Česka, zároveň je 13. nejlidnatějším městem Evropské unie. Leží mírně na sever od středu Čech na řece Vltavě. Praha se rozkládá na území 496 km² a žije zde okolo 1,4 milionu obyvatel, v pražské metropolitní oblasti žije zhruba 2,1 milionu obyvatel. Praha je jedním z krajů a zároveň správním centrem Středočeského kraje, který ji obklopuje. V Praze se koncentruje většiny státních institucí, sídlí zde prezident republiky, parlament, vláda, ústřední státní orgány a vrchní soud. Hlavní město je také ekonomickým, výzkumným, kulturním a náboženským centrem země. 
Do dnešní podoby se Praha vyvíjela jedenáct století. Coby historická metropole byla hlavním městem Českého knížectví, Českého království a sídelním městem císařů Svaté říše římské. Město hrálo významnou roli v české a protestantské reformaci, ve třicetileté válce a v dějinách 20. století jako hlavní město Československa, a to jak během první i druhé světové války, tak v poválečné komunistické éře. Praha je místem řady kulturních pamětihodností, mezi ty hlavní patří Pražský hrad, Karlův most, Staroměstské náměstí se Staroměstským orlojem, Josefov, Petřín a Vyšehrad.
Praha je vysoce ekonomicky vyspělým a bohatým regionem s vysokou životní úrovní, přičemž tímto vyniká nejen nad české, ale i nad evropské standardy. V roce 2019 z indexu kvality života vyplynulo, že Praha má druhou nejlepší kvalitu života v Česku. Podle statistik Eurostatu je devátým nejbohatším regionem v Evropě. HDP na obyvatele v Praze dosahuje 171 % průměru celé Evropské unie (HDP na obyvatele Česka dosahuje pouze 80 %). V žebříčku globalních měst je hodnocena jako Beta+ metropole.
V Praze sídlí od roku 1348 jedna z nejstarších evropských univerzit, Univerzita Karlova, a množství dalších vysokých škol. Hlavní město se ve žebříčku světových výzkumných měst časopisu Nature umístilo na 114. místě a je centrem výzkumu v zemi.
Praha je také všeobecně považována za jedno z nejkrásnějších měst v Evropě. Historické centrum města s jedinečným panoramatem Pražského hradu, největšího hradního komplexu na světě, je od roku 1992 zapsáno do seznamu světového kulturního dědictví organizace UNESCO. Právě historické jádro města a mnohé památky přilákají ročně miliony turistů ze zemí celého světa. V roce 2017 navštívilo Prahu 8,5 milionu turistů, byla tak pátým nejnavštěvovanějším městem Evropy, po Londýně, Paříži, Istanbulu a Římu.

## Název a přívlastky
Oficiální název Praha, či hlavní město Praha (zkratka HMP) má Praha od roku 1920, předtím od sjednocení pražských měst roku 1784 byl název královské hlavní město Praha.
Praha se nazývá Praga v latině a ve většině románských a slovanských jazyků; Prag v němčině, dánštině, švédštině a v srbochorvatštině; Praag v nizozemštině, Prague v angličtině a francouzštině; Prága v maďarštině; Praha je ve slovenštině, ukrajinštině a běloruštině.
Z brněnského hantecu pochází lidové pojmenování Prágl.

### Původ názvu
Původně zněl název Praga, teprve v době vrcholného středověku došlo v češtině k hláskové změně [g] na [h]. Poprvé jméno města zaznamenal Ibráhím ibn Jákúb ve svém arabsky psaném cestopise v 60. letech 10. století v podobě obvykle přepisované jako Frága.
Pro zjištění původu názvu není dostatek historických zmínek a vědecký problém nebyl uspokojivě vyřešen, existuje více teorií kombinující hledisko jazykové a věcné (geografické, archeologické). Nejčastěji se uvádí původ od slova „práh“, nebo od „pražit, (vy)prahnout“, nechybí však ani teorie o předslovanském původu (jako v případě názvu Vltava).
Odvození názvu od slova práh se vyskytuje už v nejstarším výkladu (etymologické pověsti) kronikáře Kosmy, když věštkyně Libuše přikazuje město založit na místě, kde uprostřed lesa muž tesá práh (zde myšlen spodní trám roubené stavby). Reálnější je teorie odvozující název od skalnatých říčních prahů na Vltavě (případně i Brusnici), se kterou přišel V. F. Durych poté, co vltavské prahy bylo vidět po protržení pražských jezů při velké povodni roku 1784. Prahy před postavením jezů vytvářely díky štěrkovým nánosům místa vhodná jako brody, které byly podle některých názorů nejdůležitější pro vznik Prahy a podobně i u varšavského předměstí Praga. Teorie je poměrně přesvědčivá věcně, ale má nedostatky jazykové: problém je neodlišný tvar polské Pragy, nedoložení tohoto významu slova ve starší češtině a zejména jak se z prag stalo Praga, což se J. Birnbaum snažil vysvětlit plurálem po vzoru „oblaka“ (místo „oblaky“ jako prahy), případně duálem.
S původem od pražit, vyprahnout (něm. prageln, lat. frigere) přišel V. V. Tomek, který odvozoval název od vypalování ohněm prostoru pro založení Pražského hradu uprostřed lesa (dle Kosmy). Tuto teorii zrevidoval A. Profous, který předpokládal název praha od prahnouti podobně jako dráha od drhnouti, podle suchého, sluncem vyprahlého ve spodu břidlicového návrší Pražského hradu. Přejímaná teorie však má nedostatky věcné, návrší se zřejmě označovalo Žiži, ale především dle archeologického průzkumu I. Borkovského byl pražský ostroh zalesněn a nacházely se zde vlhké rokle.
Zvažoval se též etymologicky nepodložený výraz *Pra-grad -> (Pra-gad) -> Praga -> Praha.[zdroj⁠?!]

### Přívlastky
- Praga Caput Regni (latinsky Praha hlava království) byl používán od středověku, v roce 1518 u příležitosti spojení Starého a Nového Města byl vyznačen na Staroměstské radnici[27].
- Praha matka měst (Praga mater urbium) bylo od roku 1927 součást znaku Prahy.
- Praga Caput Rei publicae (Praha hlava republiky) je součástí znaku od roku 1991.[28]
- Praha stověžatá zřejmě poprvé použil historik Josef Hormayer počátkem 19. století, tou dobou věže spočítal matematik a filozof Bernard Bolzano a dospěl k číslu 103 (bez vodáren a soukromých domů).[29]

## Historie

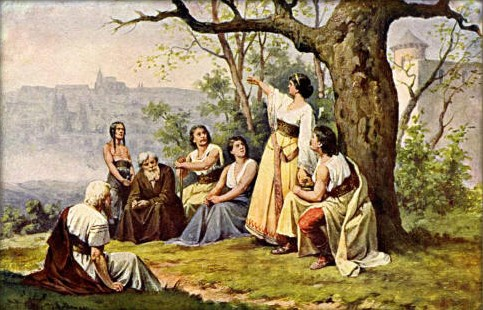
Kněžna Libuše věští slávu Prahy, obraz Josefa Mathausera

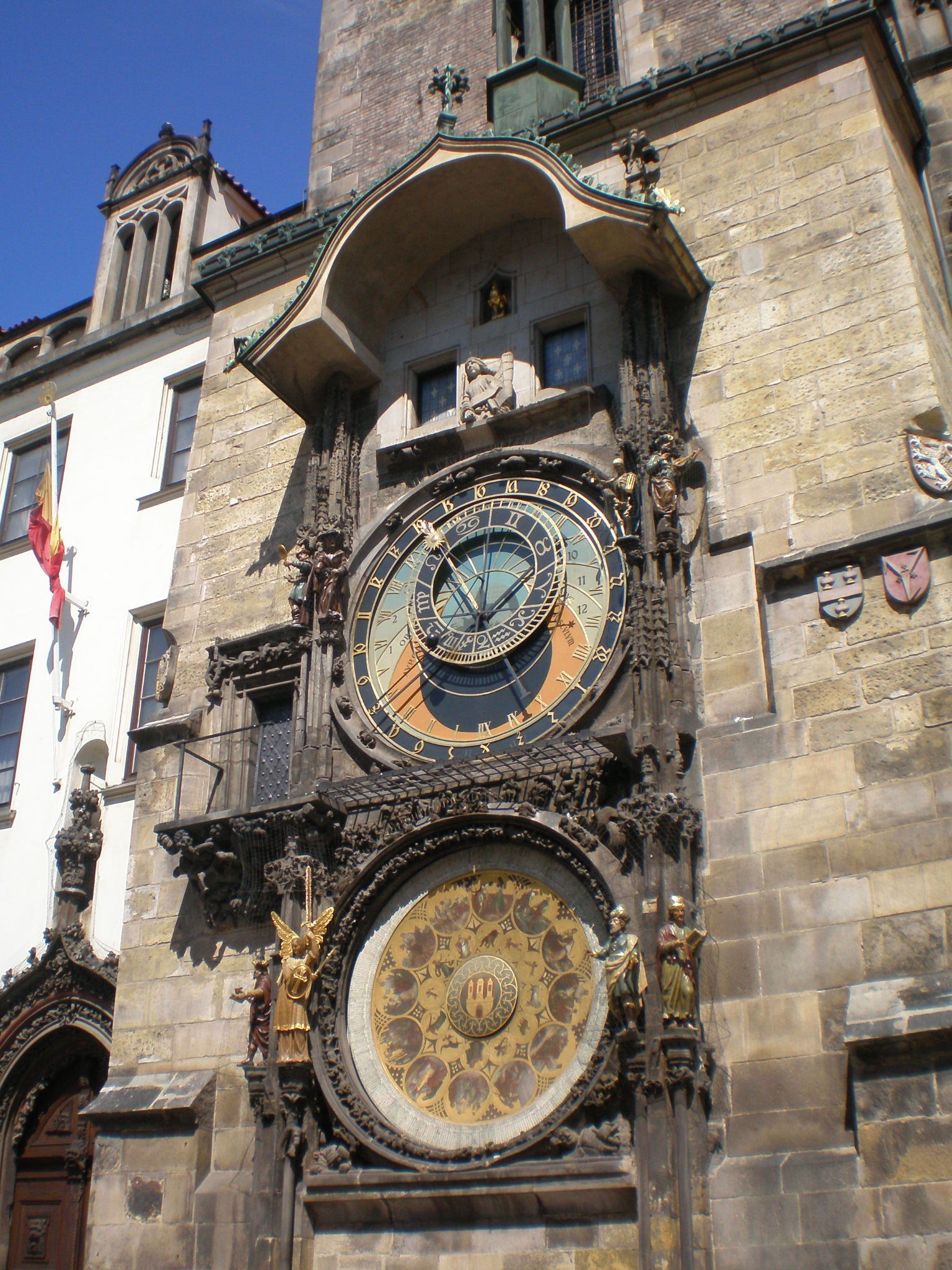
Staroměstský orloj byl instalován v roce 1410, což ho dělá třetím nejstarším na světě a nejstarším stále funkčním

Na území dnešní Prahy sídlila v předhistorické době řada nejrůznějších kmenů – poslední nálezy u Křeslic datují zdejší osídlení do doby před sedmi tisíci lety (jde o kulturu s lineární – dříve volutovou – keramikou). Okolo 200 let př. n. l. bylo na místě Závist založeno sídliště Keltů (Bójové). Kolem oblasti, kde nyní stojí Praha, zmiňuje Ptolemaiova mapa (2. století n. l.) germánské město s názvem „Casurgis“. Během stěhování národů v 6. století, začali osídlovat pražskou kotlinu Slované.
Podle legendy byla Praha založena v 8. století českou kněžnou a věštkyní Libuší a jejím manželem Přemyslem, zakladatelem dynastie Přemyslovců. Legenda říká, že Libuše vyšla na skalnatý útes vysoko nad Vltavou a prorokovala: „Město vidím veliké, jehož sláva hvězd se bude dotýkat.“ Na místě nařídila vystavět hrad a město nazvala Praha.

### Počátky hradu a města Prahy
Důležitým kultovním místem se stal ostroh nad řekou Vltavou, zřejmě s pahorkem Žiži, kde nechal kníže Bořivoj postavit koncem 9. století druhý křesťanský kostelík v Čechách, zasvěcený Panně Marii. Za vlády Bořivojova syna Spytihněva I. na počátku 10. století byla celá plošina ostrohu obehnána obranným valem a vznikl zde knížecí palác. Tak byly položeny základy Pražského hradu, kam přesídlil kníže se svojí družinou z Levého Hradce. Praha se stala centrem rodícího se českého státu. Z Pražského hradu a dalších hradišť ve středních Čechách začali přemyslovští vládci spravovat okolní území, kde si postupně podřídili místní obyvatele a přiměli je k odvádění dávek. Existence knížecího hradu přivedla do jeho podhradí řemeslníky a obchodníky – začalo se rodit středověké město.[zdroj?]

### Středověk

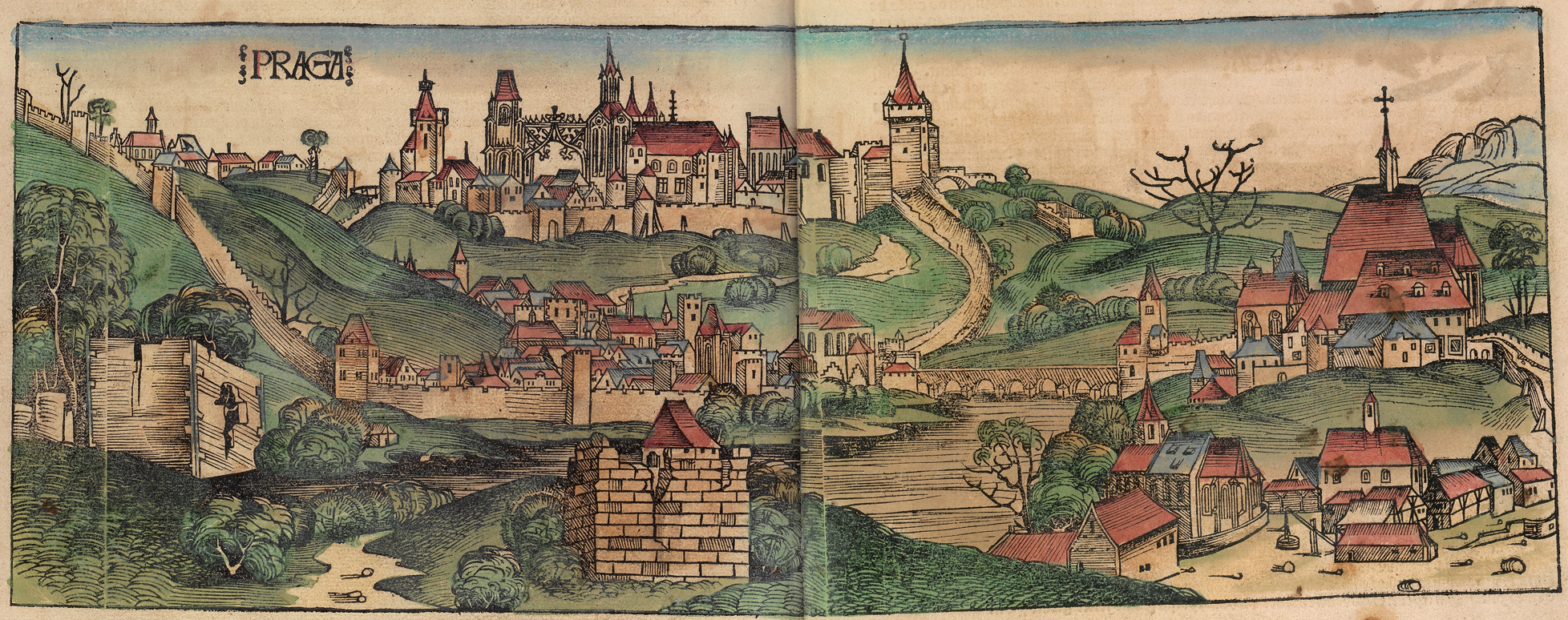
Pohled na Prahu, dřevořez, 1493

Počátkem 12. století byla Praha kvetoucím městem, nad nímž se vznosně vypínal knížecí Hrad. „Tam žijí Židé mající plno zlata a stříbra, tam jsou ze všech národů nejbohatší kupci, tam jsou nejzámožnější peněžníci, tam stojí tržiště a něm plno kořisti…“, lákala krále podle kronikáře Kosmy kněžna Vipirka. Kupec Ibráhím ibn Jákúb napsal již v 10. století o Praze, že je to „město z kamene“, což bylo ve své době znakem spíše bohatých měst. Tehdejší Praha se rozkládala na území dnešního Starého Města. Pojmenování Starší – respektive latinsky Maior, to znamená také Větší – Město pražské získala poté, co Přemysl II. Otakar udělil roku 1257 magdeburská městská práva pražskému podhradí, osídlenému již minimálně od 10. století. Tak vzniklo Menší Město pražské – Malá Strana. Příliv řemeslníků a kupců do obou měst sílil, zvláště když se v době panování Karla IV. Praha stala císařskou residencí a císař zamýšlel učinit z ní hlavní město Svaté říše římské. Prostor vymezený hradbami pražských měst však začal být pro početné příchozí brzy příliš těsný, a tak panovník přistoupil k velkorysému podniku – v roce 1348 založil Nové Město pražské a vytyčil pro ně rozsáhlé území rozprostírající se mezi Vyšehradem, Poříčím a Starým Městem. To bylo postupně zaplňováno měšťanskými domy, prostornými tržišti, zahradami, nádhernými stavbami kostelů a klášterů. Velikostí a nádherou mohla Praha této doby soupeřit s nejslavnějšími městy Římem, Florencií, Paříží, Kolínem, napsal o sídelním městě Karla IV. František Palacký. V době Karlově ovšem byla většina jím založených kostelů jen rozestavěna. Bohatým italským městům jako Řím, Florencie, Benátky se nemohla rovnat. Tehdy Praha sice patřila mezi největší města v Evropě a stala se rozlohou třetím největším v celé Svaté říši římské, ale počet obyvatel Prahy byl tehdy ovšem menší než v Římě, Benátkách, Janově, Florencii, Miláně, Cařihradu, Paříži či Londýně.

### Sjednocení pražských měst

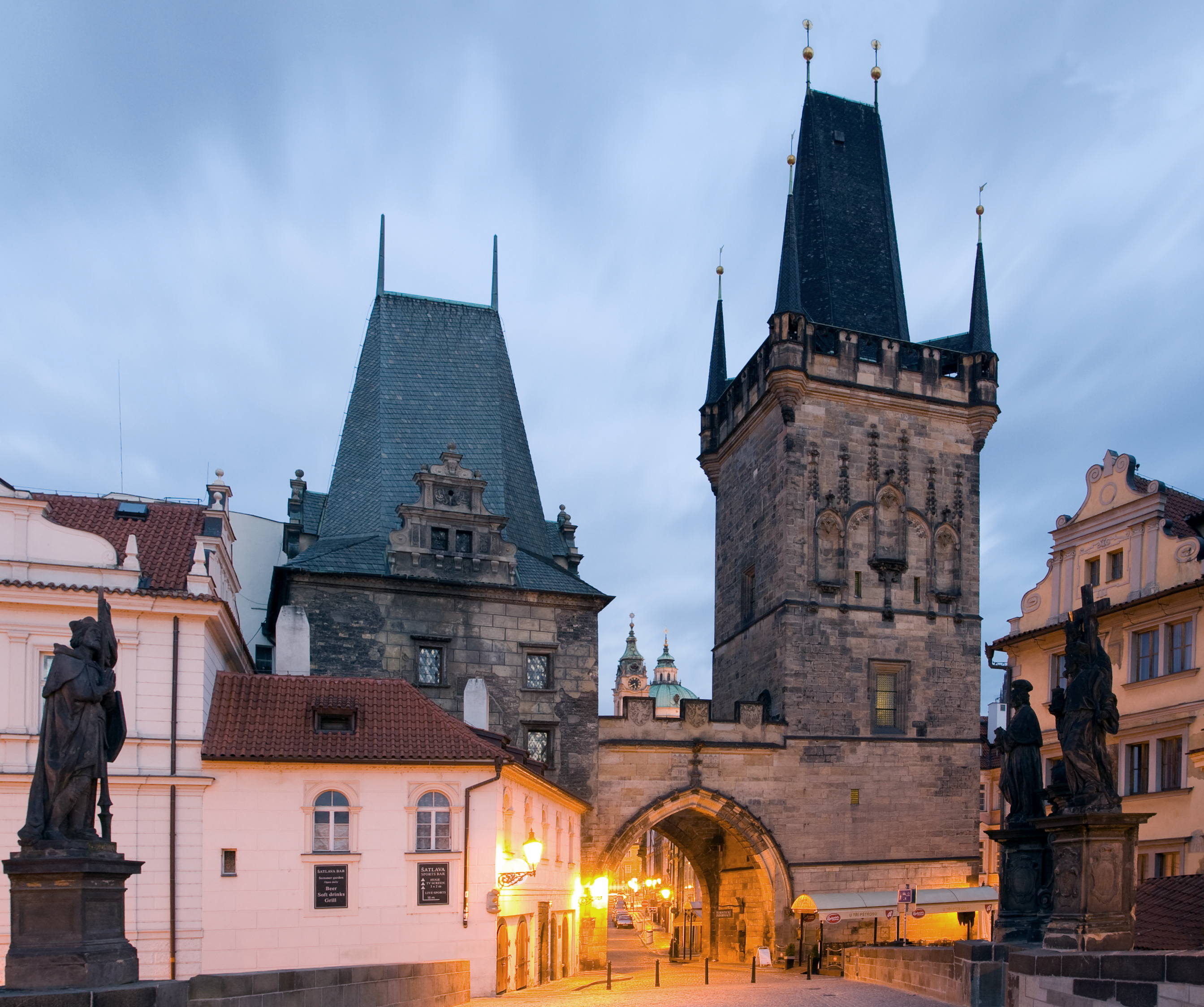
Malostranské věže Karlova mostu

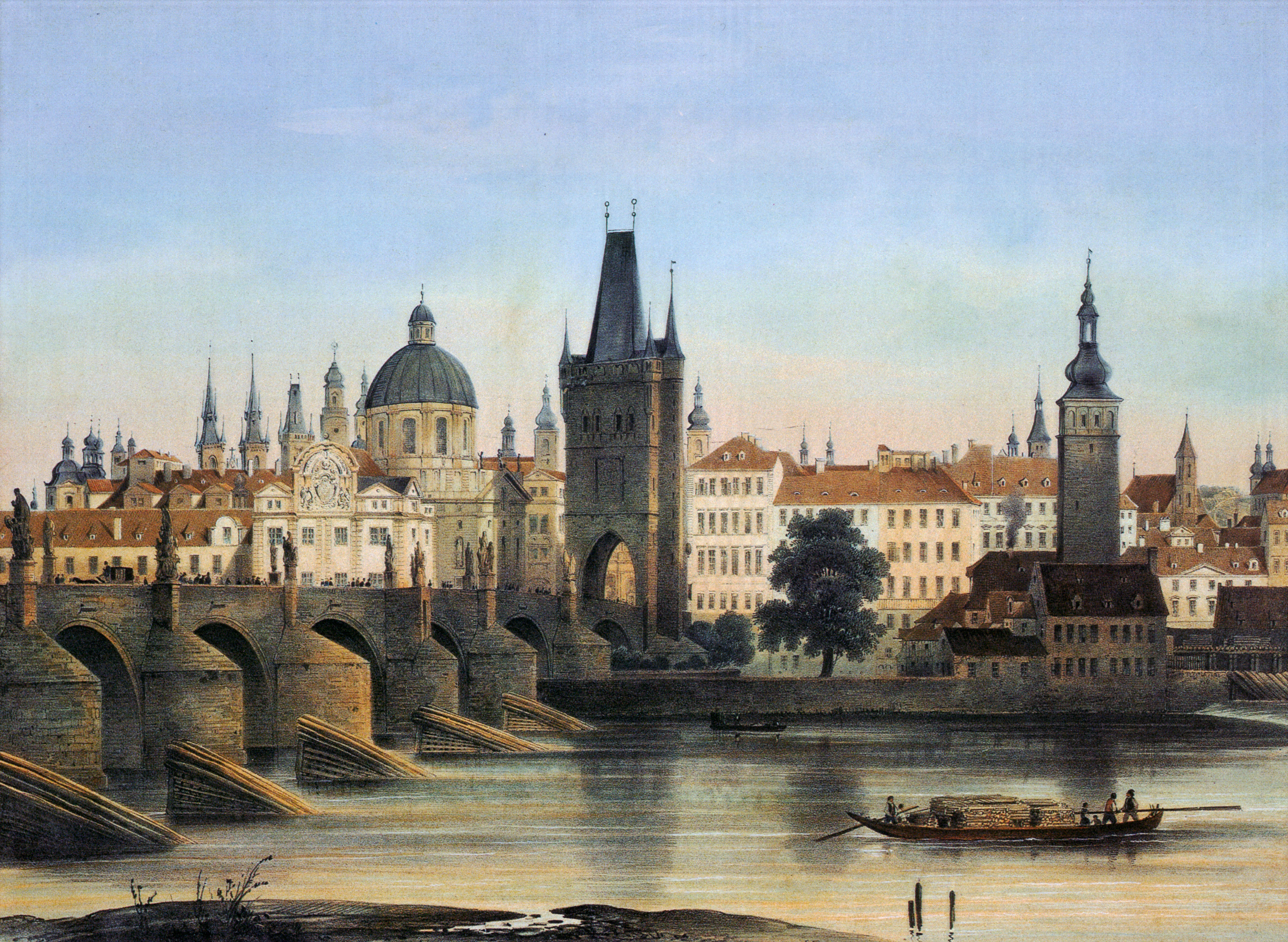
Karlův most, rok 1840

K prvnímu pokusu o sjednocení Starého a Nového Města došlo v roce 1518 na popud staroměstských měšťanů vedených Janem Paškem z Vratu. Roku 1523 král Ludvík Jagellonský potvrdil sjednocenou městskou radu, a tak spojení pražských měst legalizoval. Jednotná Praha však byla již roku 1528 znovu rozdělena.
Sjednotit pražská města natrvalo do jednoho správního celku se podařilo až roku 1784 za vlády císaře Josefa II. Královské hlavní město Praha pak tvořilo Nové a Staré Město pražské, Malá Strana a Hradčany. Postupně byl připojen Josefov, Vyšehrad a Holešovice.
Z důvodu tureckého ohrožení Vídně se v roce 1583 císař Rudolf II. přestěhoval s celým dvorem do Prahy. V roce 1611 Praha zažila vpád pasovských vojsk. Po bitvě na Bílé hoře bylo v červnu 1621 na Staroměstském náměstí provedena exekuce vzbouřenců proti habsburskému císaři později známá jako „poprava 27 českých pánů“. V roce 1648 se Praha ubránila Švédům, kteří uloupili velkou uměleckou sbírku z Pražského hradu.
Poslední morová epidemie v Čechách v letech 1713–1715 si v Praze vyžádala na 13 tisíc obětí, tedy asi 1/4 populace. Po porážce rakouské armády v bitvě u Prahy roku 1757 byla Praha několik týdnů obléhána pruskými vojsky. Při pruském ostřelování města bylo zničeno na 880 domů.
Na konci 19. století byla Praha již industrializovaným, rychle se rozvíjejícím městem se železnicí a továrnami, které bylo největší v českých zemích. Roku 1893 byla zahájena pražská asanace, která zasáhla Josefov a Podskalí; začaly se rozvíjet elektrické dráhy, k městu se v roce 1901 připojila Libeň.

### Velká Praha

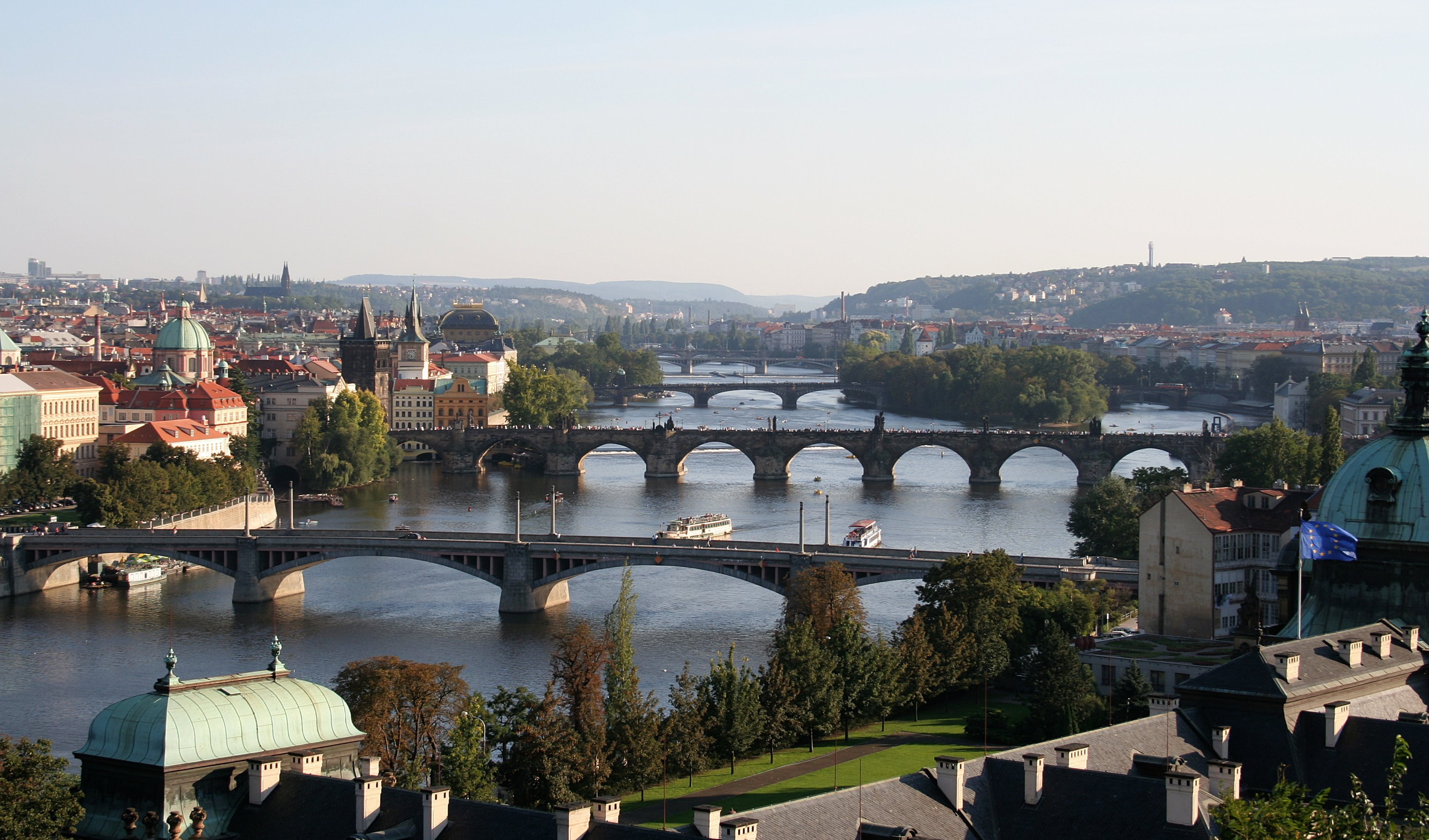
Mosty přes Vltavu, pohled z Letné

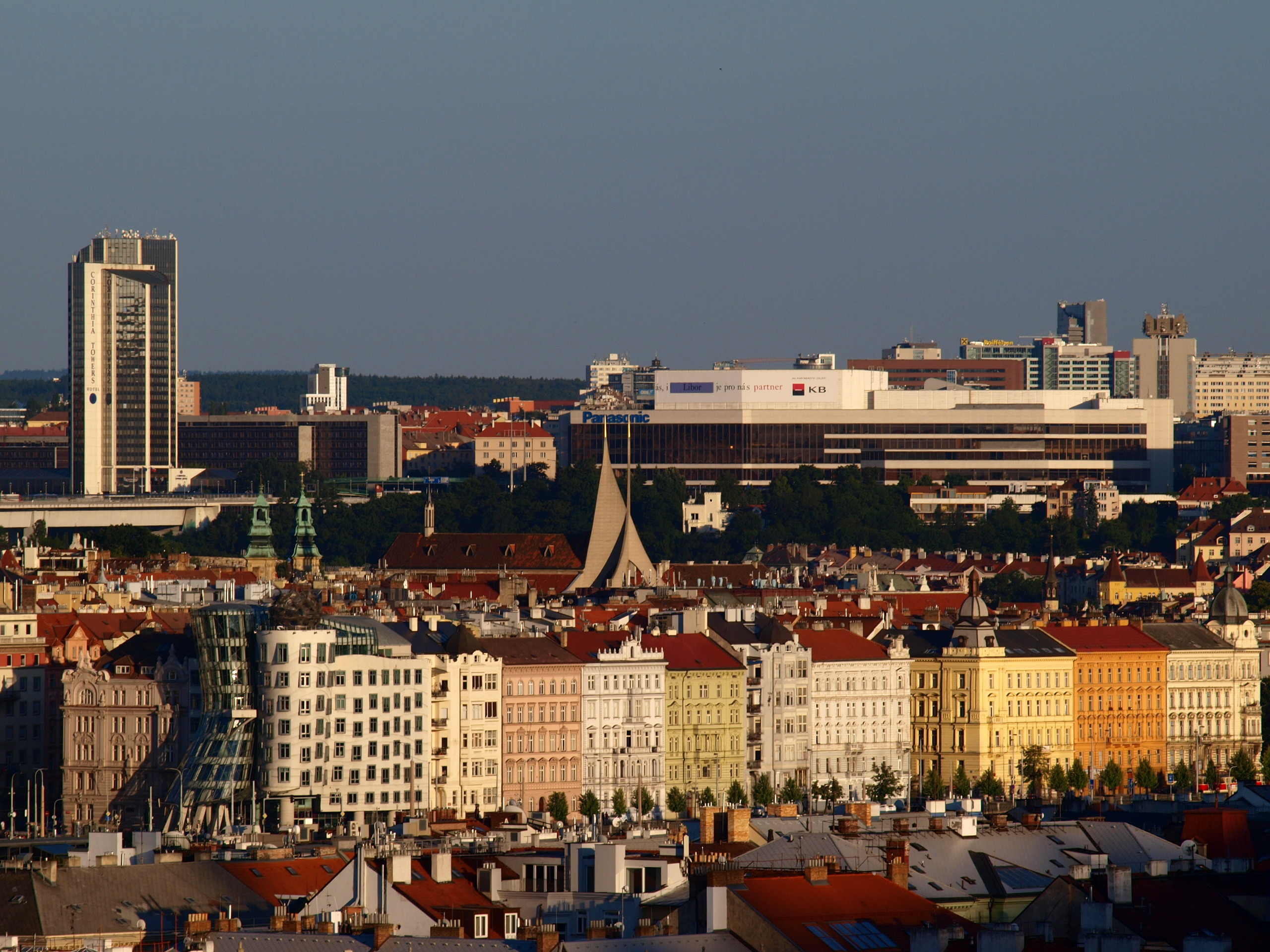
Panorama Prahy z Petřína.
V popředí je řada secesních domů na levé straně zakončená Tančícím domem na nábřeží Vltavy. Za ní uprostřed obrázku je dvojvěž Emauzského kláštera a vpravo Kongresové centrum

Na konci první světové války byla vyhlášena nezávislost českého státu, ke kterému se vzápětí připojilo Slovensko. V Praze docházelo k ničení symbolů rakouského mocnářství. Přitom byly zničeny nebo odstraněny i některé památky, jako byl například Mariánský sloup na Staroměstském náměstí a pomník maršála Václava Radeckého (socha byla umístěna v Lapidáriu Národního muzea na Výstavišti a pomník nahrazen – později rovněž odstraněným – pomníkem Ernesta Denise) na Malostranském náměstí nebo socha císaře a krále, Habsburka Františka I. na Smetanově nábřeží, kam se v roce 2003 vrátila.
Jako hlavní město nově ustanoveného Československa byla Praha i nadále modernizována a rozšiřována. Roku 1922 byla založena Velká Praha, do které byla zahrnuta všechna předměstí včetně do té doby samostatných měst jako Královské Vinohrady, Nusle nebo Košíře. Praha, v níž vedle sebe žilo české, německé a židovské obyvatelstvo, se stala pozoruhodným kulturním centrem. Historizující styl, v němž bylo postaveno např. Národní divadlo, pseudogotické chrámy sv. Prokopa na Žižkově a sv. Ludmily na Náměstí Míru či byla přestavěna vyšehradská bazilika, rázně odvrhla secese přelomu století (mimo jiné Obecní dům, nová budova Hlavního nádraží, Hotel Central v Hybernské ulici, Petřínská rozhledna, Průmyslový palác v Holešovicích a Husův pomník na Staroměstském náměstí). Desetileté secesní období přerušila první světová válka. Na konci dvacátých let 20. století se začal v architektuře projevovat funkcionalismus; byla také dostavěna gotická Katedrála svatého Víta. V září 1929 (za prezidenta T. G. Masaryka a arcibiskupa Františka Kordače, jak je uvedeno nad klenbou triumfálního oblouku chóru dómu) byla dokončena dostavba katedrály a slavnostně otevřena u příležitosti tisíciletí zavraždění svatého Václava.
Světově unikátní je architektura kubistická – jedině v Praze přešel kubismus z malířských pláten do architektury (Pavel Janák, Josef Gočár, Josef Chochol), ambiciózním plánem bylo založení kubistického sídliště na Vyšehradě.

### Druhá světová válka

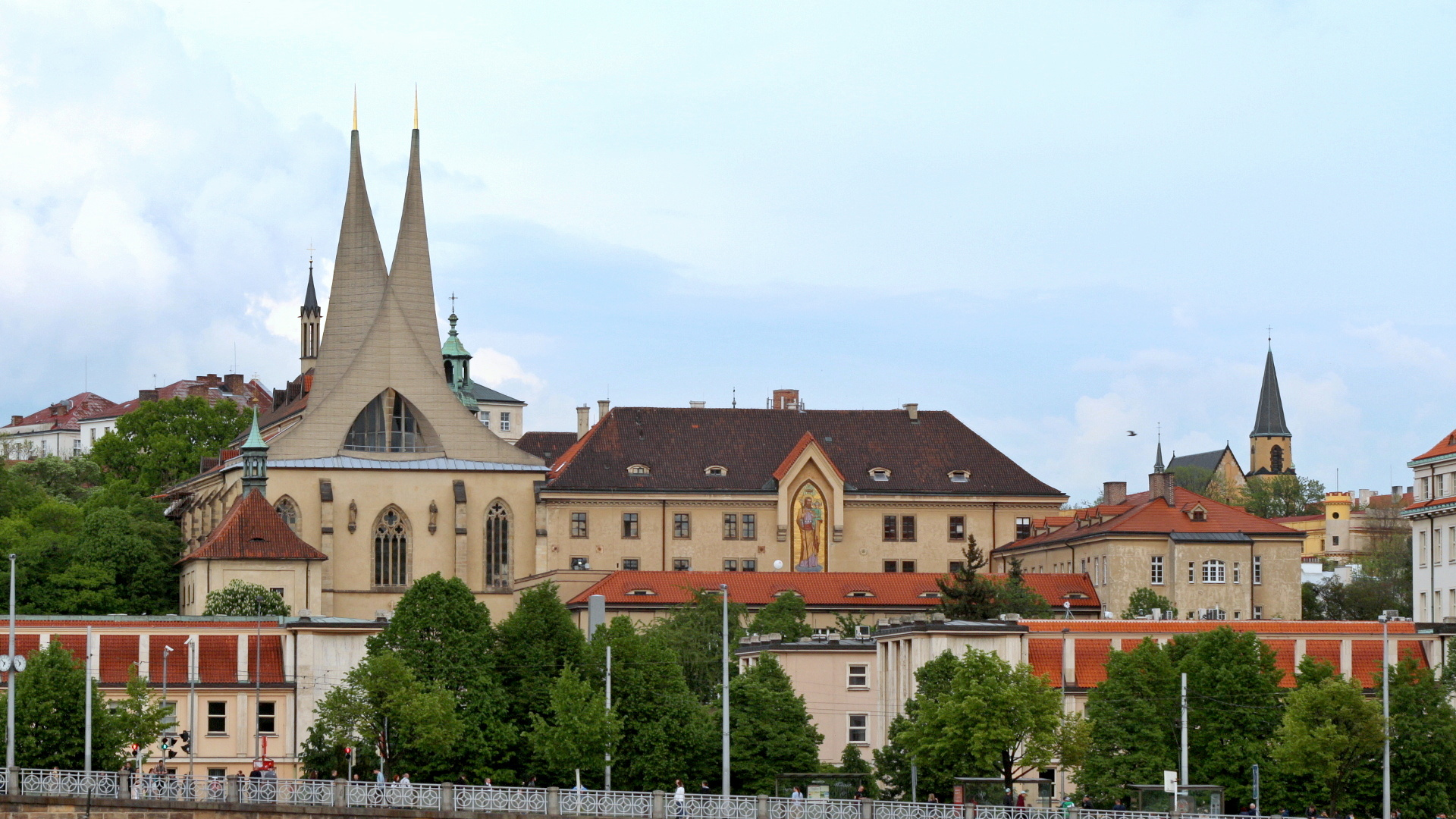
Emauzský klášter a památník
Praha svým vítězným synům

Od 15. března 1939 byla Praha hlavním městem Protektorátu Čechy a Morava. Kulturní život byl ochromen; po incidentu, jehož obětí byl student Jan Opletal, byly zavřeny vysoké školy a předáci studentů popraveni. Během druhé světové války byli z Prahy deportováni do koncentračních táborů příslušníci tzv. „méněcenných ras“, tedy zejména židovské a cikánské (dle tehdejšího označení) obyvatelstvo. Běžné byly popravy a věznění odpůrců nacistického Německa. Nechvalně proslulou se v této souvislosti stala například úřadovna gestapa v Petschkově paláci nebo střelnice v Kobylisích či Pankrácká sekyrárna. Za podporu odboje byl zatčen a popraven pražský primátor Otakar Klapka. Režim dále zesílil represe po úspěšném atentátu na zastupujícího říšského protektora Reinharda Heydricha v květnu 1942, po kterém byly vyhlazeny vesnice Lidice a Ležáky. 5. května 1945 vypuklo Pražské povstání, při kterém zahynulo kolem 7 400 lidí z řad spojenců a civilistů a na 1 000 vojáků nacistické armády. Podle dohod mezi spojenci z protihitlerovské koalice zůstala americká armáda stát 6. května na demarkační čáře u Plzně, zatímco Rudá armáda dorazila do Prahy po tvrdých bojích během Pražské ofenzívy až 9. května. Pražskému povstání významně pomohli Vlasovci, kteří byli po válce vydáni do Sovětského svazu. Po skončení války byli téměř všichni pražští Němci z Prahy vysídleni.

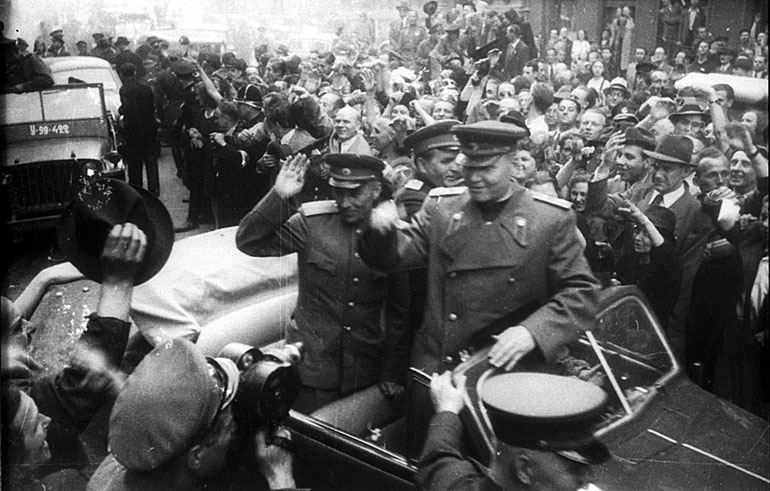
Pražané vítají maršála Koněva po osvobození Prahy v květnu 1945

Válečné škody na pražské zástavbě byly minimální; plánovanou likvidaci města už nemohl v té době oslabený a ustupující nacistický režim provést, k vážnějšímu poškození tedy došlo pouze za trojnásobného bombardování americkými letadly na konci války: 15. listopadu 1944 v Holešovicích, 14. února 1945 zejména v Novém Městě, Nuslích, na Vinohradech a 25. března 1945 na strategické cíle ve Vysočanech, Libni a Kbelích. Při únorovém náletu zahynulo 701 lidí. Výraznými stavbami, které vznikly jako náprava válečných škod, jsou věže kláštera v Emauzích nebo novější Tančící dům.

### Praha jako hlavní město socialistického Československa
Po druhé světové válce začala vznikat první sídliště, a to napřed v období tzv. první dvouletky (1946–1948). V únoru 1948 se chopila moci Komunistická strana Československa. Výstavba sídlišť začala v padesátých letech a výrazně se urychlila v 60. letech. Původní zástavba byla někde nahrazena panelovými domy. V letech 1960, 1968, 1970 a 1974 bylo k Praze připojeno dalších celkem více než 60 obcí. V roce 1968 do Prahy vtrhla vojska Varšavské smlouvy (SSSR, Polska, Maďarska, Bulharska a NDR) a zahájila okupaci, která trvala až do sametové revoluce. V 60. a 70. letech se zmodernizovaly důležité dopravní stavby jako letiště a hlavní nádraží, začalo se budovat metro a takzvaný ZÁKOS – systém kapacitních městských komunikací, z nichž jedna oddělila Národní muzeum od Václavského náměstí. Na protest proti potlačování svobod a pasivnímu přístupu veřejnosti po okupaci Československa armádami států Varšavské smlouvy se tam 16. ledna 1969 upálil Jan Palach. Pro obyvatele byla na zelených loukách okolo Prahy budována panelová sídliště (největší v Česku je Jižní Město).
9. května 1974 byl otevřený první úsek pražského metra (linka C), roku 1977 úsek druhé linky (linka A) a roku 1985 první úsek třetí linky (linka B).
Postupující ekonomický úpadek země zasáhl i Prahu, což se projevilo v zanedbaném vzhledu města i ve zhoršování služeb. Praha se stala centrem sametové revoluce, která ukončila mocenský monopol komunistické strany.

### Praha po sametové revoluci

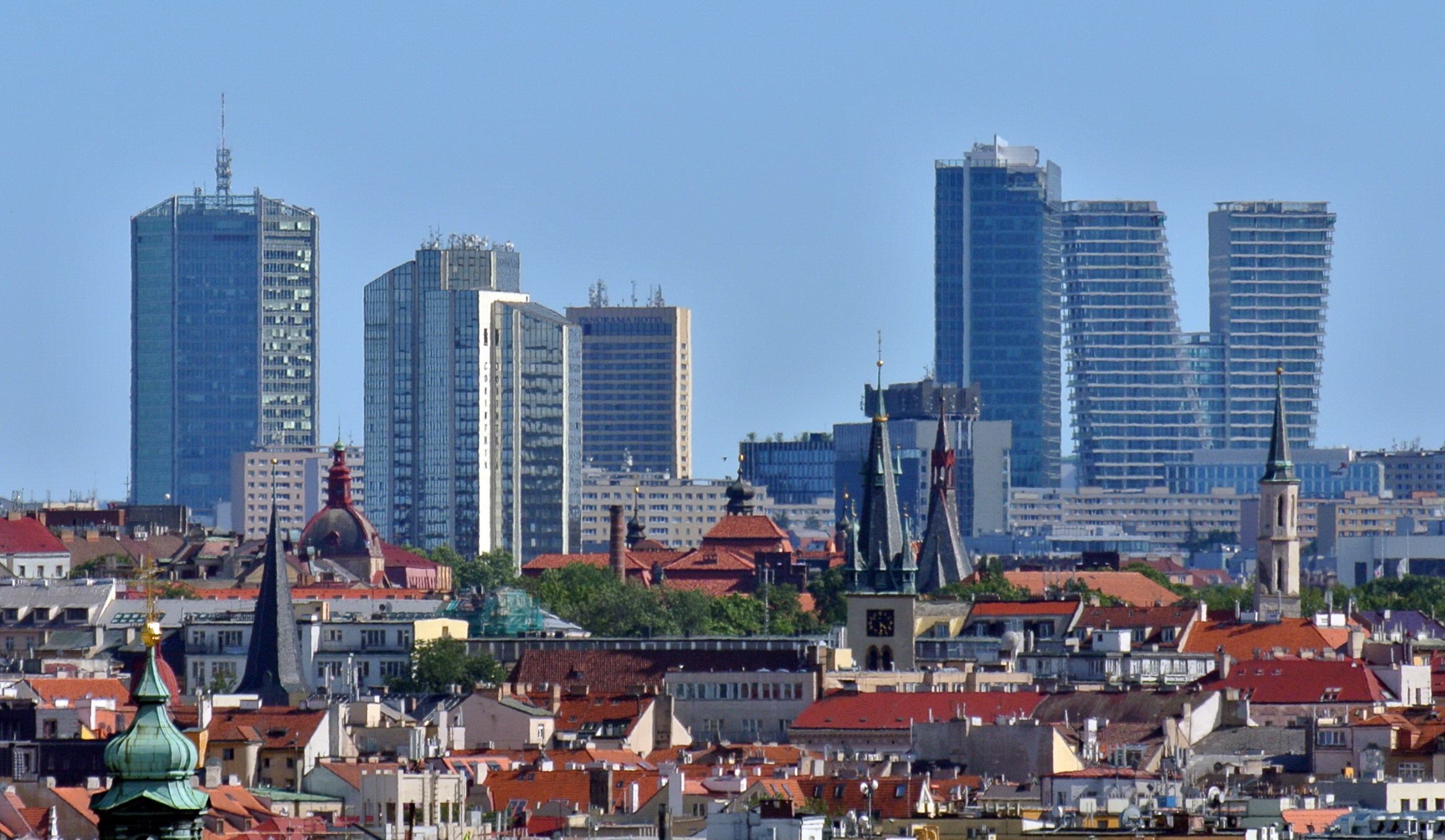
Pražské mrakodrapy na Pankrácké pláni

Zavedením standardních vztahů se západoevropskými zeměmi se Praha ještě více otevřela turistice. Rozvoj soukromého vlastnictví a podnikání se nakonec projevil ve zkvalitnění služeb a také v opravě chátrajících budov v samém historickém jádru města. V roce 1993 se Praha po rozdělení Československa stala hlavním městem České republiky. Koncem devadesátých let se Praha opět stala významným kulturním centrem Evropy a byla výrazně ovlivněna globalizací.[zdroj?]
V roce 2000 se zde konal summit MMF a SB a město bylo svědkem rozsáhlých antiglobalizačních protestů. V roce 2002 Prahu těžce poničila povodeň, která poškodila například pražskou zoo, která se však poté rychle zotavila, anebo pražské metro, kde zaplavila 18 stanic všech tří tras metra, jež byly uzavřené až na půl roku. Bylo zaplaveno nemalé území Prahy a desetitisíce obyvatel byly evakuovány. Roku 2003 Praha zahájila kandidaturu na letní olympijské hry 2016, ale nedostala se do užšího seznamu kandidátů.
Individuální automobilová doprava, která před rokem 1990 nebyla tak intenzivní jako v mnohých městech západní Evropy, rychle rostla, a to vedlo k rychlému zhoršení dopravní situace ve městě. Počet cestujících MHD vzrostl od roku 2001 z 1,104 miliard na 1,186 miliard lidí v roce 2017, z toho 461 miliónů cestovalo metrem. Nejvytíženější stanicí metra je I. P. Pavlova, nejvytíženější tramvajovou linkou linka číslo 22.

## Geografie

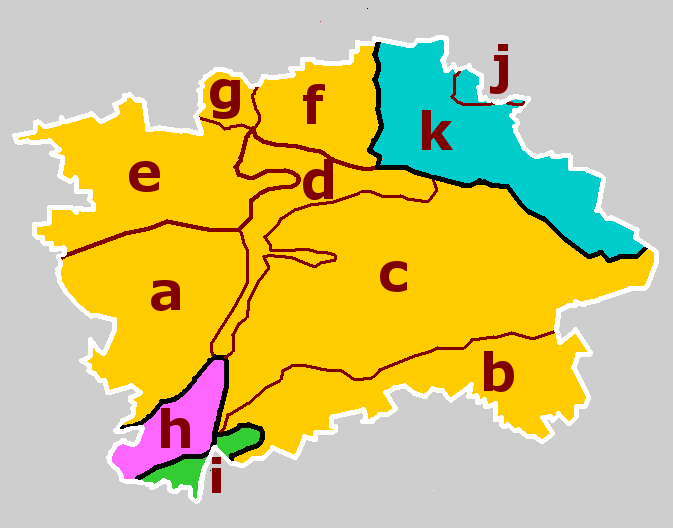
Geomorfologické celky na území Prahy:
Pražská plošina
Hořovická pahorkatina
Brdská vrchovina
Středolabská tabule
(podrobnější legenda je v popisku obrázku)

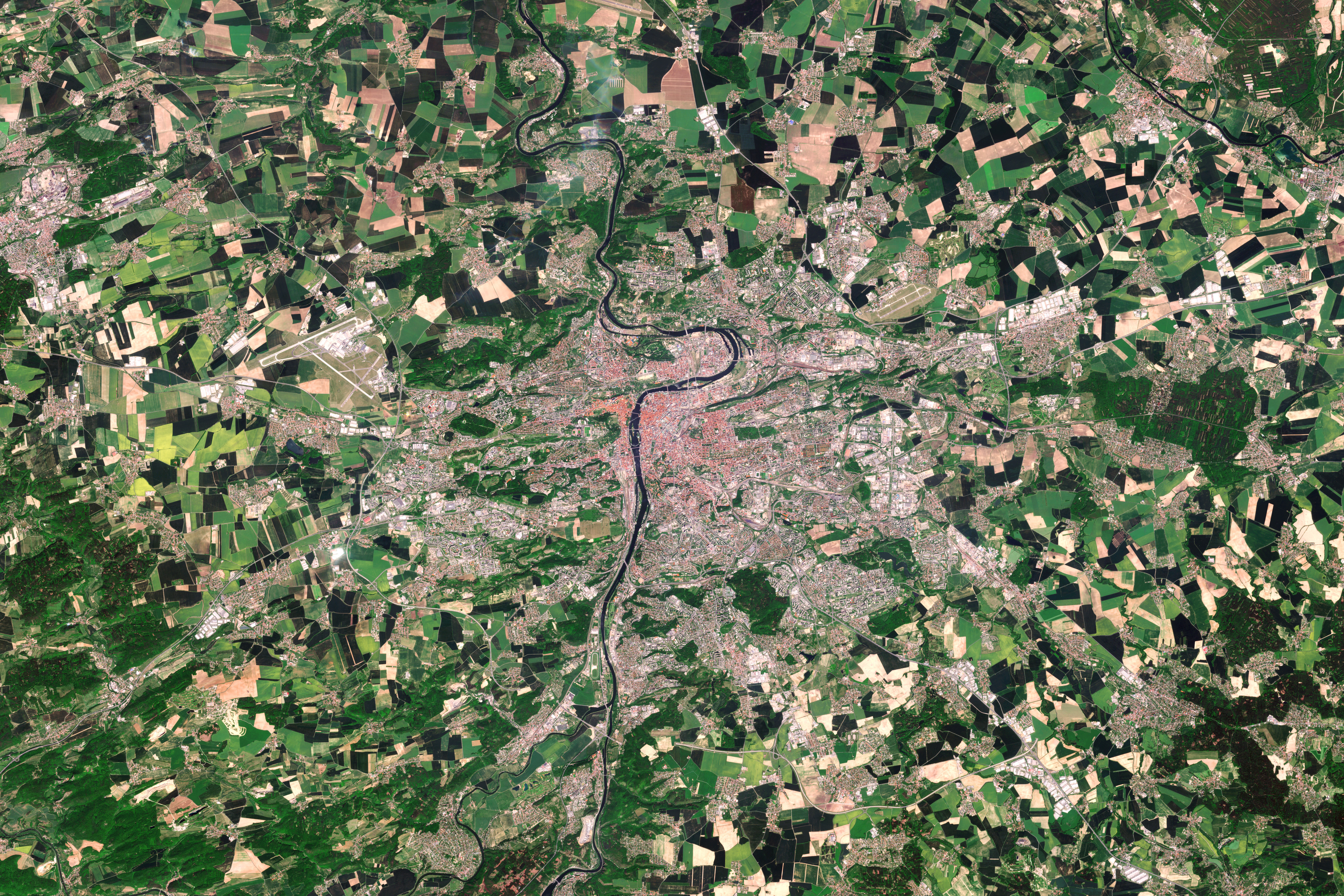
Satelitní snímek Prahy (Sentinel, 2022)

Praha leží mírně na sever od středu Čech. Centrum se rozkládá v údolí Vltavy a jejích přítoků. Jejich erozní činnost vymodelovala členitý reliéf, nejnižším bodem je hladina Vltavy u Suchdola (175 m n. m.), nejvyšším pak lokalita Teleček mezi Sobínem a Chrášťany (399 m n. m.). Nejvyšším vrcholem Prahy je Kopanina (393 m n. m.). V centru je výrazný vrchol Petřín (331 m n. m.) s Petřínskou rozhlednou z roku 1891, strmě se zdvihající od Vltavy.
Z hlediska geomorfologického členění náleží většina rozlohy hlavního města k celku Pražská plošina a jen menší díl na severovýchodě spadá do Středolabské tabule (Březiněves, Letňany, Čakovice, Miškovice, Vinoř, Prosek, Kbely, Satalice, Horní Počernice a Klánovice). Na samý jih města pronikají svými výběžky další dva celky – niva při ústí Berounky (Lipence, Zbraslav, Lahovice, Radotín) náleží k Hořovické pahorkatině, zatímco Brdská vrchovina zasahuje svým nejzazším koncem mezi Baněmi a Točnou až na pravý vltavský břeh (skupina vrchů Čihadlo, Šance a Hradiště).

### Podnebí
Podnebí v Praze je mírné, teplejší než na jiných místech ve stejné zeměpisné šířce (50° s.š.) – např. v kanadském Winnipegu činí v zimě průměrná denní teplota −12 °C, noční −20 °C. Způsobuje také občasný silný vítr, jeho průměrná rychlost je 5 m/s (14 km/h). Větry ale ne vždy vanou ze západu.
Průměrný roční úhrn srážek za roky 1961–1990 ze stanice Praha-Ruzyně byly 526,6 mm, z toho nejvíce napršelo v květnu (78 mm) a nejméně v lednu a únoru (23 mm). Za roky 2000–2007 bylo průměrně ročně 160 dnů deštivých. Ročně je zde přibližně 60 zasněžených dnů, nejvíce v lednu, kde průměrná výška sněhu je 5 cm. Průměrně je zde ročně přes 1 600 slunečných hodin (4,4 hodiny denně). Nejvíce slunečných hodin je v červnu (230, za den 7,7) a nejméně v prosinci (38, za den 1,2).
Průměrná roční teplota se pohybuje okolo 8,5 °C. V nejchladnějším měsíci lednu je průměrná denní teplota 1 °C, noční −3 °C. V nejteplejším měsíci červenci je průměrná denní teplota 24 °C, noční 13 °C. Ročně je okolo 100 mrazivých dnů a 30 ledových dnů. Relativní vlhkost vzduchu se v průměru pohybuje mezi 60 a 95 % s tím, že nejvlhčí bývá prosinec a nejsušší duben. Průměr ročních maxim výšky sněhu je na Ruzyni 20 cm, na Karlově 12 cm. Nejvýše naměřená hodnota od roku 1951 byla na Ruzyni dne 6. března 1970 57 cm a na Karlově 20. prosince 1969 34 cm.
Na globální oteplování a letní vysoké teploty v Praze radnice reagovala v roce 2017 Strategii klimatické adaptace, která byla přijata v roce 2017. Zahrnuje větší podporu zeleně, lepší hospodaření s vodou, vytváření nových vodních ploch či zadržování vody v půdě. V roce 2019 vyhlásila Rada hlavního města Prahy tzv. stav klimatického závazku, ve kterém se zabývala snížením emisí oxidu uhličitého a dalších škodlivých látek.
Přehled průměrné teploty a srážek podle měsíců
| Praha – podnebí                                                                                           | Praha – podnebí | Praha – podnebí | Praha – podnebí | Praha – podnebí | Praha – podnebí | Praha – podnebí | Praha – podnebí | Praha – podnebí | Praha – podnebí | Praha – podnebí | Praha – podnebí | Praha – podnebí | Praha – podnebí |
| Období | leden           | únor            | březen          | duben           | květen          | červen          | červenec        | srpen           | září            | říjen           | listopad        | prosinec        | rok             |
| --- | --------------- | --------------- | --------------- | --------------- | --------------- | --------------- | --------------- | --------------- | --------------- | --------------- | --------------- | --------------- | --------------- |
| Průměrné denní maximum [°C]                                                                               | 1,4             | 3,1             | 7,7             | 13,4            | 18,7            | 21,2            | 23,6            | 23,5            | 18,6            | 12,8            | 5,5             | 2,1             | 12,6            |
| Průměrné denní minimum [°C]                                                                               | −3,6            | −3,3            | −0,1            | 3,5             | 8,4             | 11,3            | 13,4            | 13,0            | 9,1             | 4,9             | 0,3             | −2,2            | 4,6             |
| Průměrné srážky [mm]                                                                                      | 23,6            | 23,1            | 28,1            | 38,2            | 77,2            | 72,7            | 66,2            | 69,6            | 40,4            | 30,5            | 31,9            | 25,3            | 526,8           |
| Zdroj: Ročenka Praha – Životní prostředí 2005 Statistické údaje za roky 1961–1990 ze stanice Praha-Ruzyně |                 |                 |                 |                 |                 |                 |                 |                 |                 |                 |                 |                 |                 |

### Kvalita ovzduší

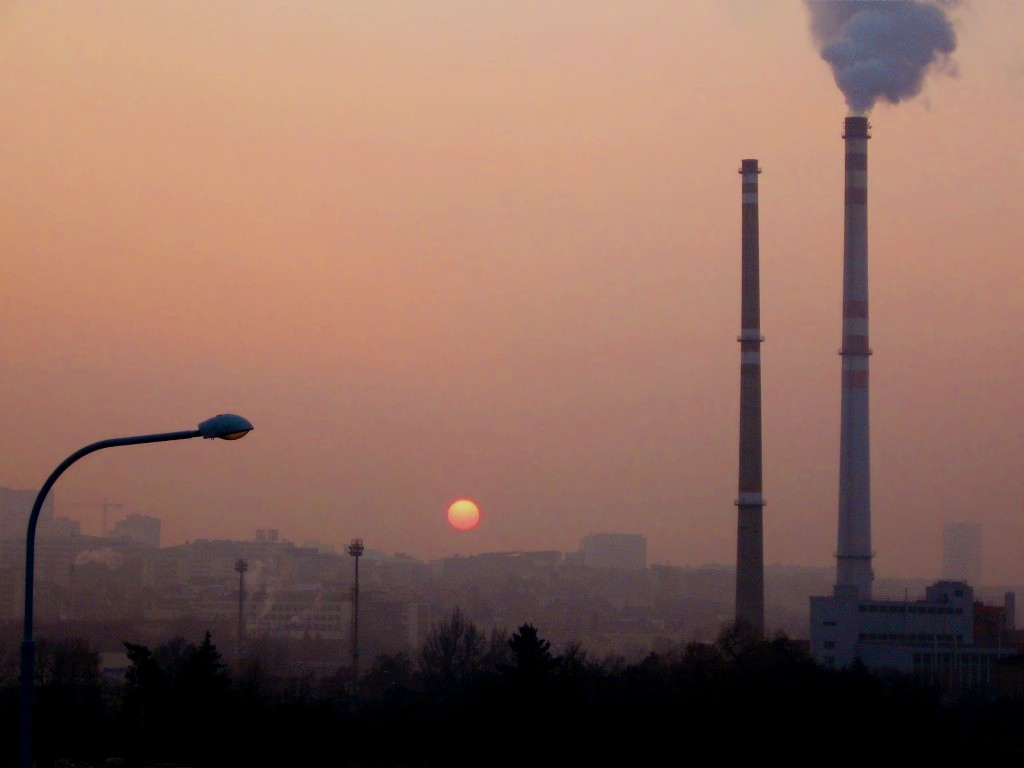
Smog na Jižní spojce u Michelské teplárny

Praha má dlouhodobě problém se špatnou kvalitou ovzduší a často se zde tvoří smog. Emisní limity oxidu dusičitého v pražském ovzduší na mnoha místech dlouhodobě překračují doporučené hodnoty Světové zdravotnické organizace i Evropské unie. Hlavní příčinou znečištění ovzduší je příliš vysoký počet automobilů. V roce 2023 v Praze přibylo meziročně 43 975 aut na více než 1,3 milionu vozů. Měření kvality ovzduší v roce 2024 ukázalo výrazné překročení limitů. Např. v Plzeňské ulici sahal výskyt nanočástic až k 60 mikrogramů na metr krychlový. WHO přitom za přijatelné a bezpečné znečištění považuje přítomnost pouze 5 mikrogramů částic na metr krychlový. Nejvyšší měření koncentrace oxidu dusičného v Praze byly naměřeny při výjezdu v tunelu v Dejvicích (Praha 6), v ulicich Mezibranská (Praha 1), Ječná (Praha 2), Sokolská (Praha 2), Argentinská/Dělnická (Praha 7), Rumunská (Praha 2), U Bulhara (Praha 1), Na Veselí (Praha 4) atd. Přestože je směrnice evropského parlamentu o kvalitě ovzduší v ČR závazná od ledna 2010, tak jsou limity pro koncentraci oxidu dusičitého dlouhodobě překračovány.

## Ekonomika

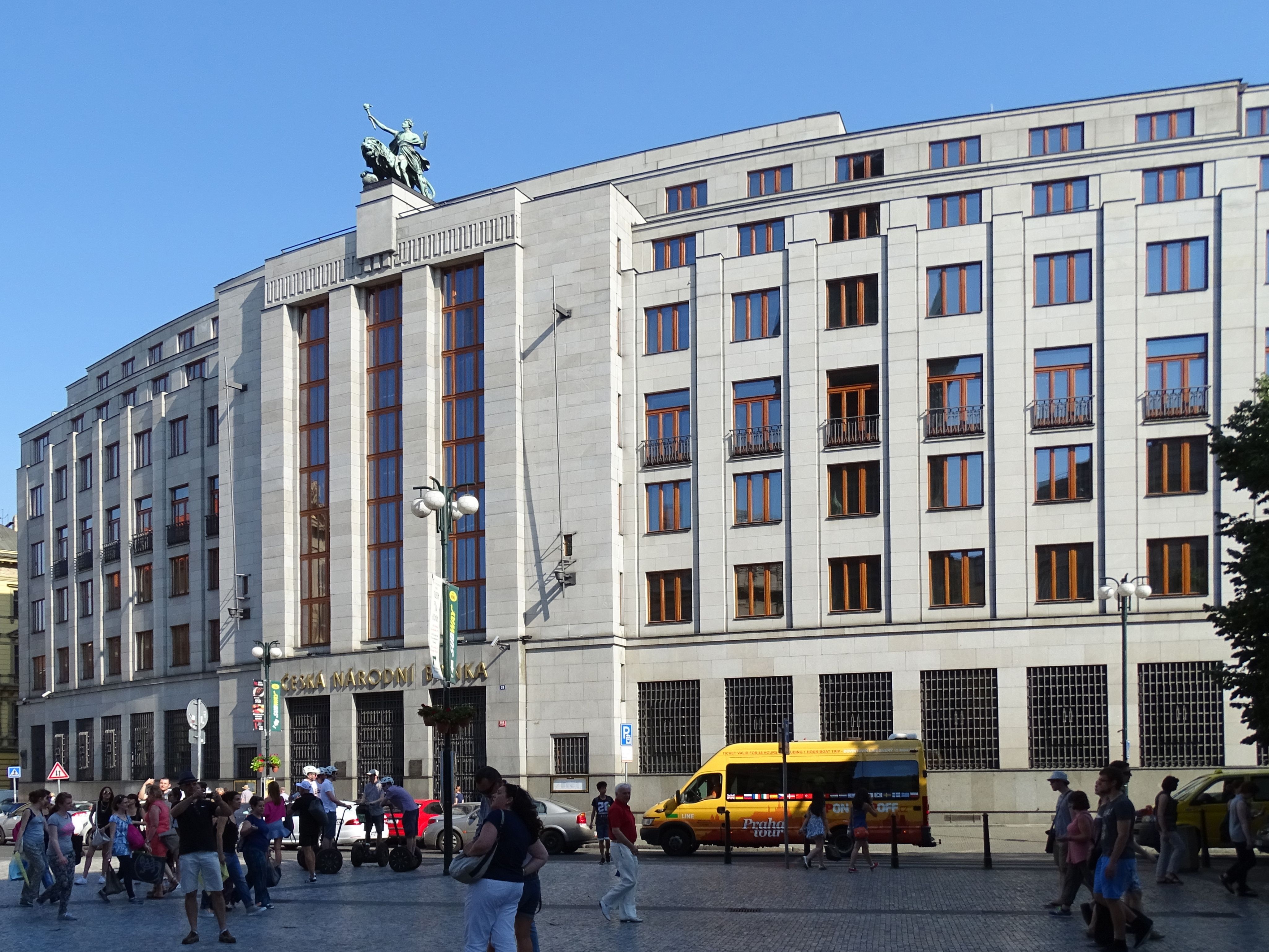
Sídlo České národní banky v Praze

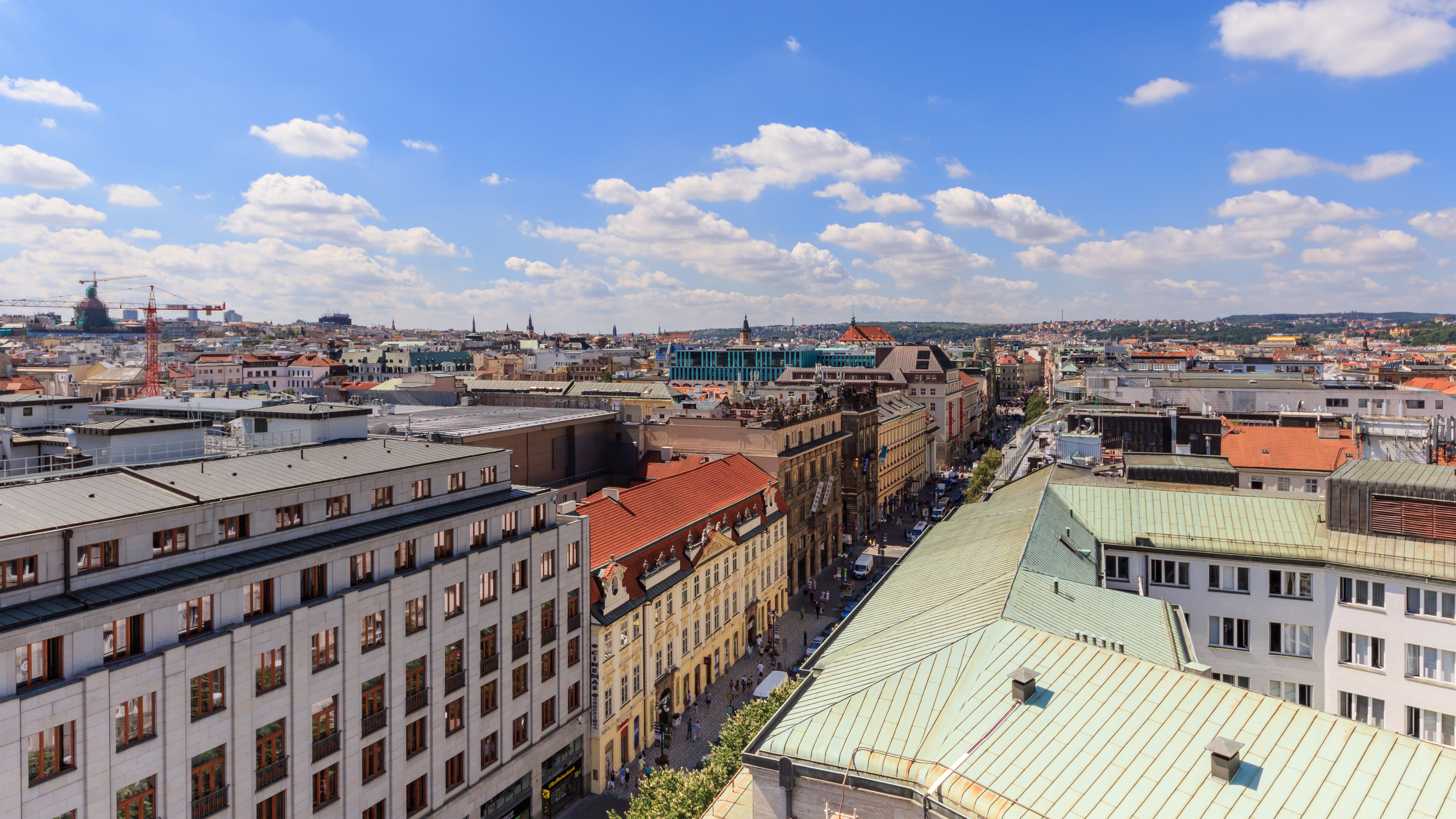
Ulice Na příkopě a Pařížská jsou nejdražšími ulicemi mezi zeměmi V4

Praha je v porovnání se zbytkem ČR výrazně bohatším regionem a svojí ekonomickou silou převyšuje evropský průměr. V roce 2019 se ve studii Eurostatu umístila jako 3. nejbohatší region v Evropě s hrubým domácím produktem v paritě kupní síly na úrovni 205 % průměru Evropské unie.
Hlavní město Praha patří tradičně k nejdůležitějším hospodářským centrům Česka. Vedle význačného filmového průmyslu a zřejmě nejvýznačnějšího odvětví, turistiky, se zde nachází i mnoho závodů zpracovatelského průmyslu.[zdroj?]
Hrubý domácí produkt v pražském kraji obnášel roku 2002 kolem 620 miliard Kč (tzn. 25,7 % celkového HDP v tržních cenách; v přepočtu na hlavu to činí 226 % celorepublikového průměru).[zdroj?]

### Ekonomická aktivita obyvatel
Praha dlouhodobě vykazuje, v porovnání se zbytkem ČR, výrazně nižší podíl obecně ekonomicky neaktivních jedinců i nezaměstnaných. Míra zaměstnanosti se v Praze pohybuje kolem 60 %, v porovnání s 55 % v celé ČR, míra nezaměstnanosti se potom v Praze pohybuje kolem 2–3 %, v porovnání s 6–9 % v celé ČR.[zdroj?]
V Praze jsou také běžné vyšší mzdy, než ve zbytku ČR. Průměrná hrubá měsíční mzda činila v roce 2023 v Praze 57 275 Kč, kdežto v celé ČR 43 341 Kč. Zvláštností Prahy je také zhruba dvakrát vyšší rozdíl mezi mzdou průměrnou a mediánovou mzdou, rozdíl se blíží 25%. Tento ukazatel znamená, že mzdy vysoko a nízko-příjmových zaměstnanců se v Praze liší více, než ve zbytku republiky.
Velice znatelné je také zaměření ekonomické činnosti v Praze na oblasti služeb a další činnosti terciérního sektoru, který zaměstnává asi 80 % ekonomicky aktivních Pražanů, v porovnání s celou ČR, kde terciérní sektor zaměstnává pouze 58 % ekonomicky aktivních. Analogicky obrácená je situace v průmyslovém (sekundárním) a zemědělsko-těžebním (primárním) sektoru, které v Praze zaměstnávají 20 % respektive 0 % ekonomicky aktivních obyvatel, kdežto v celé ČR 39 %, respektive 3 %.[zdroj?]
Specifický pro Prahu je také zvýšený podíl ekonomicky aktivních jedinců, kteří v Praze nebydlí, ale za prací do Prahy cestují. Z celkového počtu ekonomicky aktivních v Praze jich v Praze také sídlí asi 81 %, kdežto 19 % jedinců do Prahy za ekonomickými aktivitami cestuje (z toho nejvýznamnější je skupina obyvatel Středočeského kraje, kteří tvoří 13 % všech pracujících v Praze). Obráceně ale 96 % Pražanů má svoje ekonomické aktivity soustředěné v Praze a pouze 4 % Pražanů za nimi cestuje mimo Prahu.[zdroj?]

### Zemědělství
Asi devět tisíc hektarů, což je 18,5 % rozlohy Prahy, zabírá zemědělská půda (údaj k roku 2020), většina se nachází v okrajových katastrech města. Pšenice, ječmen a vzácněji i další obilniny se pěstují asi na pěti tisících hektarech, na 2000 ha se pěstuje řepka. Např. brambory zabírají 9 ha. Veliký (i v rámci celorepublikového srovnání) je počet ovocných stromů, např. jabloní je v Praze 104 tisíc. Praha je též vinařskou obcí v rámci Mělnické vinařské podoblasti. Vinice zabírají zhruba 15 ha (2020). Nejstarší vinicí je patrně Svatováclavská na Pražském hradě. Mezi další významné vinice patří vinice Salabka nebo vinice svaté Kláry.

### Zpracovatelský průmysl

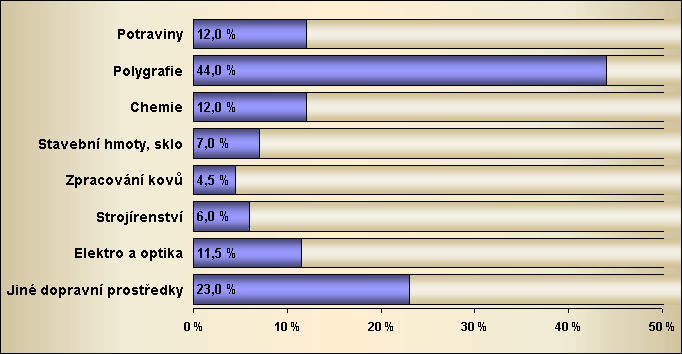
Hospodářství Prahy 2002
(v procentech)

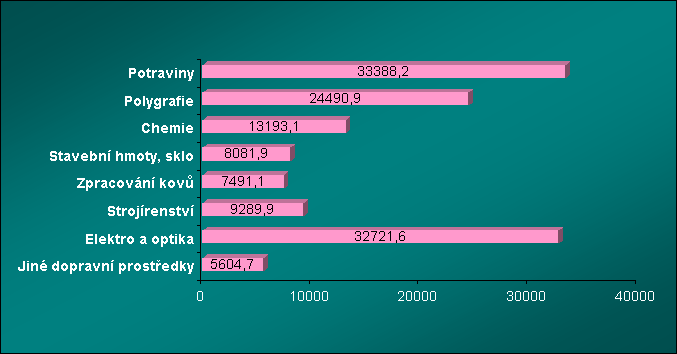
Hospodářství Prahy 2002
(v milionech Kč)

Zpracovatelský průmysl hlavního města Prahy zaujímá s 7,6 procenty celkové průmyslové výroby páté místo v regionální struktuře všech čtrnácti krajů. Průmyslové závody se soustřeďují zejména na severovýchodě a jihozápadě města. Na území hlavního města bylo roku 2003 registrováno 733 průmyslových závodů (s více než dvaceti zaměstnanci) s celkem 111 tisíci pracujících.[zdroj?]
Objemem své výroby se v Praze jednoznačně prosazují dvě odvětví: produkce potravin a produkce elektrických a optických přístrojů, obě odvětví s přibližně 33 miliardami Kč v roce 2002 nebo podílem 12 % na produkci odvětví v celé republice (tržby za vlastní výrobky a služby v běžných cenách; viz i diagramy). Význačnou roli zde hraje především výroba rozhlasových a televizních přijímačů.[zdroj?]
Tato odvětví jsou následována polygrafickým průmyslem s téměř 24,5 miliardami Kč tržeb. Význam tohoto odvětví vyplývá ze skutečnosti, že v hlavním městě se toto odvětví silně koncentruje (44 % celkové produkce) a Praha zde zaujímá první místo ze všech regionů.[zdroj?]
Mimo to se v Praze nacházejí i další význačné závody tradičních průmyslových sektorů a odvětví, které přispívají k velkému významu hlavního města jako průmyslového střediska:
- kovodělný průmysl
- výroba strojů a zařízení
- chemie a farmaceutický průmysl
- průmysl výrobků ze skla, keramiky a porcelánu, stavební hmoty
- výroba dopravních prostředků

Další průmyslová odvětví hrají spíše méně významnou roli.[zdroj?]

### Cestovní ruch

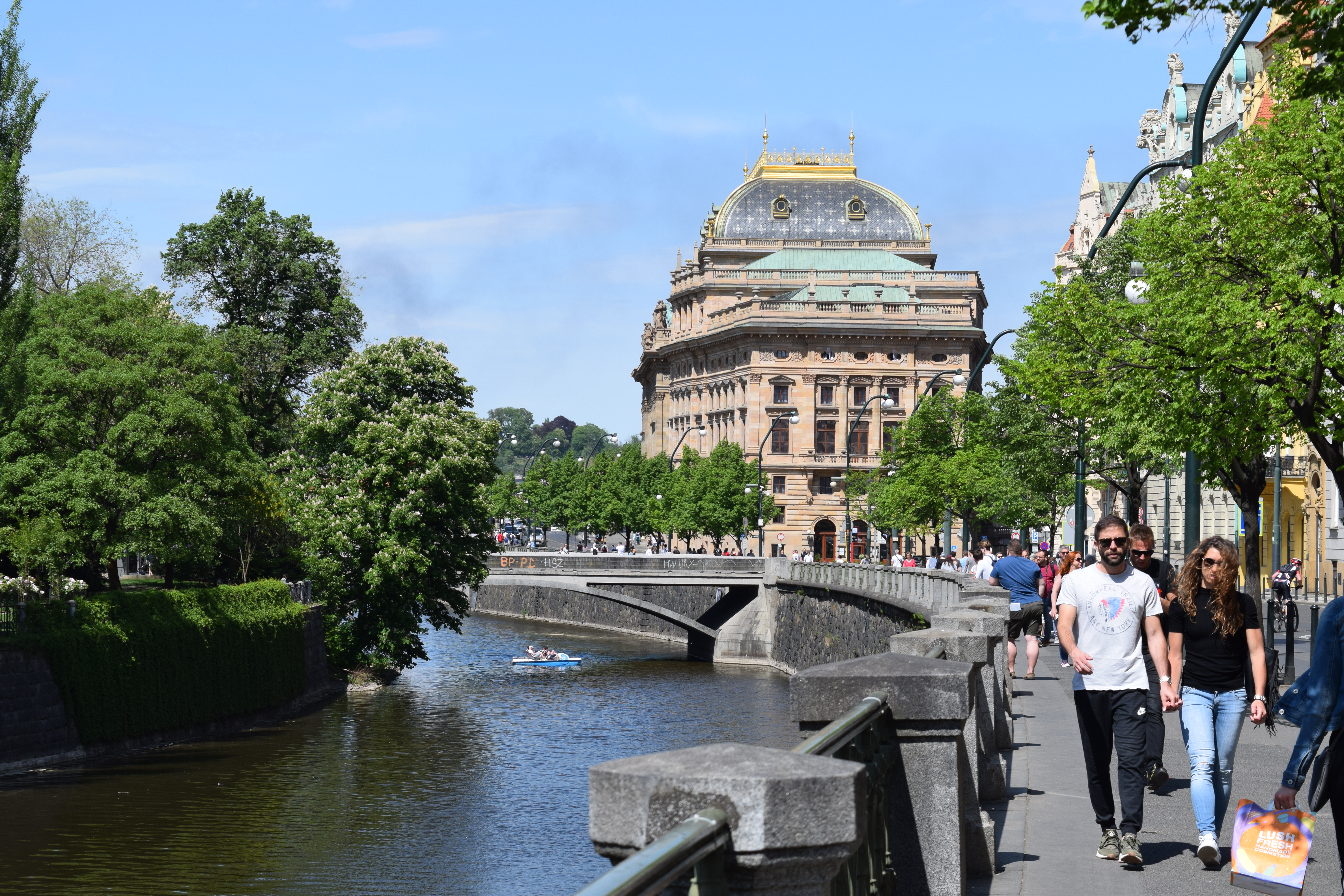
Promenáda u řeky Vltavy poblíž Národního divadla v Praze (2018)

Postavení Prahy jako turistického cíle je dokumentováno mj. tím, že české hlavní město bylo zařazeno na šesté místo ve světovém seznamu nejlepších cílů celého světa pro rok 2016, který uveřejnil server Tripadvisor. V Evropě byla Praha v roce 2017 s více než 8,5 milionu turistů páté nejnavštěvovanější město po Londýně, Paříži, Istanbulu a Římě, kterážto města jsou všechna podstatně větší než Praha.
Podle výzkumného programu Globalization and World Cities Research Network je Praha klasifikována jako globální město kategorie „Beta+“. To znamená, že její zapojení do světové ekonomiky je moderátní, avšak uvnitř kategorie „Beta“ je Praha řazena do nejvyšší ze tří subkategorií. V téže kategorii jako Praha se nacházejí například Boston, Düsseldorf, Mnichov, Káhira a Auckland.
| Země                   | Počet turistů |
| ---------------------- | ------------- |
| Německo                | 877 352       |
| Spojené státy americké | 453 105       |
| Spojené království     | 410 527       |
| Itálie                 | 302 278       |
| Rusko                  | 280 641       |
| Slovensko              | 280 479       |
| Jižní Korea            | 236 449       |
| Francie                | 228 833       |
| Čína                   | 226 105       |
| Polsko                 | 225 890       |

### Sídla významných firem

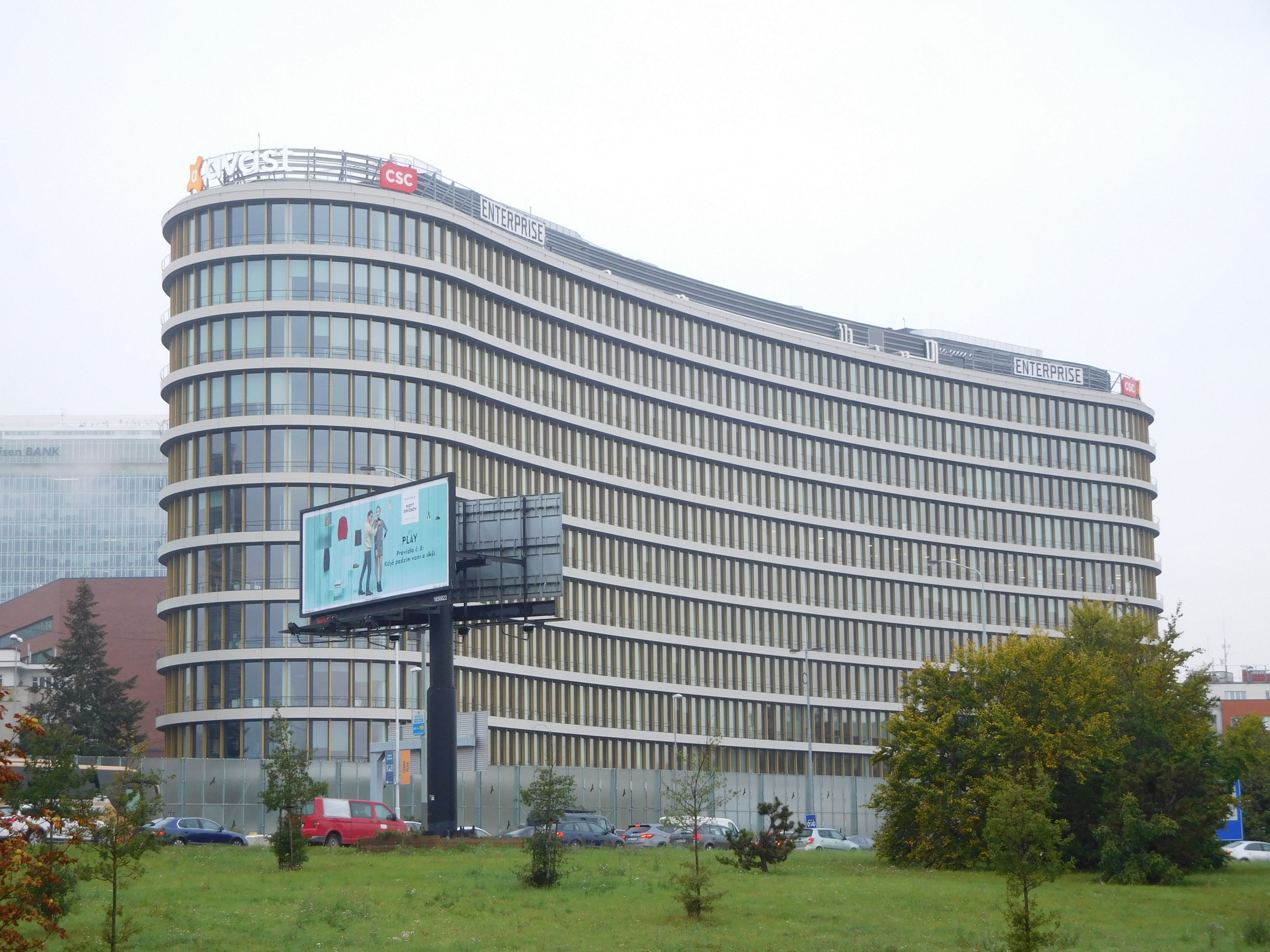
Budova Enterprise v Nuslích, kterou z většiny obývá česká firma Avast Software

V Praze má své sídlo například správce české národní internetové domény CZ, sdružení CZ.NIC. Najdeme zde také sídlo vyhledávače Seznam.cz, antiviru Avast, českou pobočku Google, vývojáře Skype, aukčního serveru eBay. Z významných mediálních domů zde sídlí vydavatelství MAFRA, Economia, Televize Nova, Televize Prima, Česká televize, Český rozhlas, Svobodná Evropa a další média. Technologicky je Praha místem, kde fyzicky běží řada serverů v rámci velkých datacenter.

## Obyvatelstvo

### Počet obyvatel města
V Praze žije celkem přibližně 1,40 milionu obyvatel, evidováno k trvalému pobytu jich bylo k 1. lednu 2020 úhrnem 1 345 539. K tomu je potřeba připočítat asi 200–250 tisíc obyvatel, které metodika statistického úřadu nezachytí. Dalších zhruba 200 tisíc lidí do města dojíždí za prací i za studiem. Podle analýzy vycházející z anonymizovaných dat mobilních operátorů se v roce 2018 v Praze dlouhodobě zdržovalo 1,55 mil. osob s mobilním telefonem. Praha je 13. největším městem Evropské unie. Je zde evidováno také přes 81,4 tisíc psů, nejvíce jich žije na Praze 4.
| Rok  | Obyv.   | ±% p.a. |
| ---- | ------- | ------- |
| 1250 | 4 000   | —       |
| 1300 | 10 000  | +1,85 % |
| 1378 | 40 000  | +1,79 % |
| 1500 | 25 000  | −0,38 % |
| 1610 | 60 000  | +0,8 %  |
| 1798 | 79 000  | +0,15 % |
| 1869 | 270 389 | +1,75 % |

| Rok  | Obyv.     | ±% p.a. |
| ---- | --------- | ------- |
| 1880 | 349 574   | +2,36 % |
| 1890 | 437 373   | +2,27 % |
| 1900 | 559 433   | +2,49 % |
| 1910 | 667 664   | +1,78 % |
| 1920 | 729 820   | +0,89 % |
| 1930 | 950 465   | +2,68 % |
| 1950 | 1 057 570 | +0,54 % |

| Rok  | Obyv.     | ±% p.a. |
| ---- | --------- | ------- |
| 1961 | 1 133 056 | +0,63 % |
| 1970 | 1 140 795 | +0,08 % |
| 1980 | 1 182 186 | +0,36 % |
| 1991 | 1 214 174 | +0,24 % |
| 2001 | 1 169 106 | −0,38 % |
| 2011 | 1 268 796 | +0,82 % |
| 2021 | 1 301 432 | +0,25 % |

### Počet obyvatel metropolitní oblasti
Praha je jádrem Pražské metropolitní oblasti, která k 1. 1. 2020 měla rozlohu 4 627 km² a žilo v ní 2,15 milionu obyvatel, přičemž se pro rok 2039 očekává již 2,5 milionu obyvatel, z nichž bude 41 % bydlet v zázemí Prahy.

### Struktura populace
Roku 2011 žilo v Praze 613 738 mužů a 655 058 žen. Průměrný věk všech obyvatel činil 41,2 let, u mužské části pak 39,7 let, u ženské části 42,7 let.

Věková struktura obyvatel obce Praha roku 2011
Rodinný stav obyvatel obce Praha roku 2011
Vzdělání obyvatel obce Praha roku 2011

### Migrace

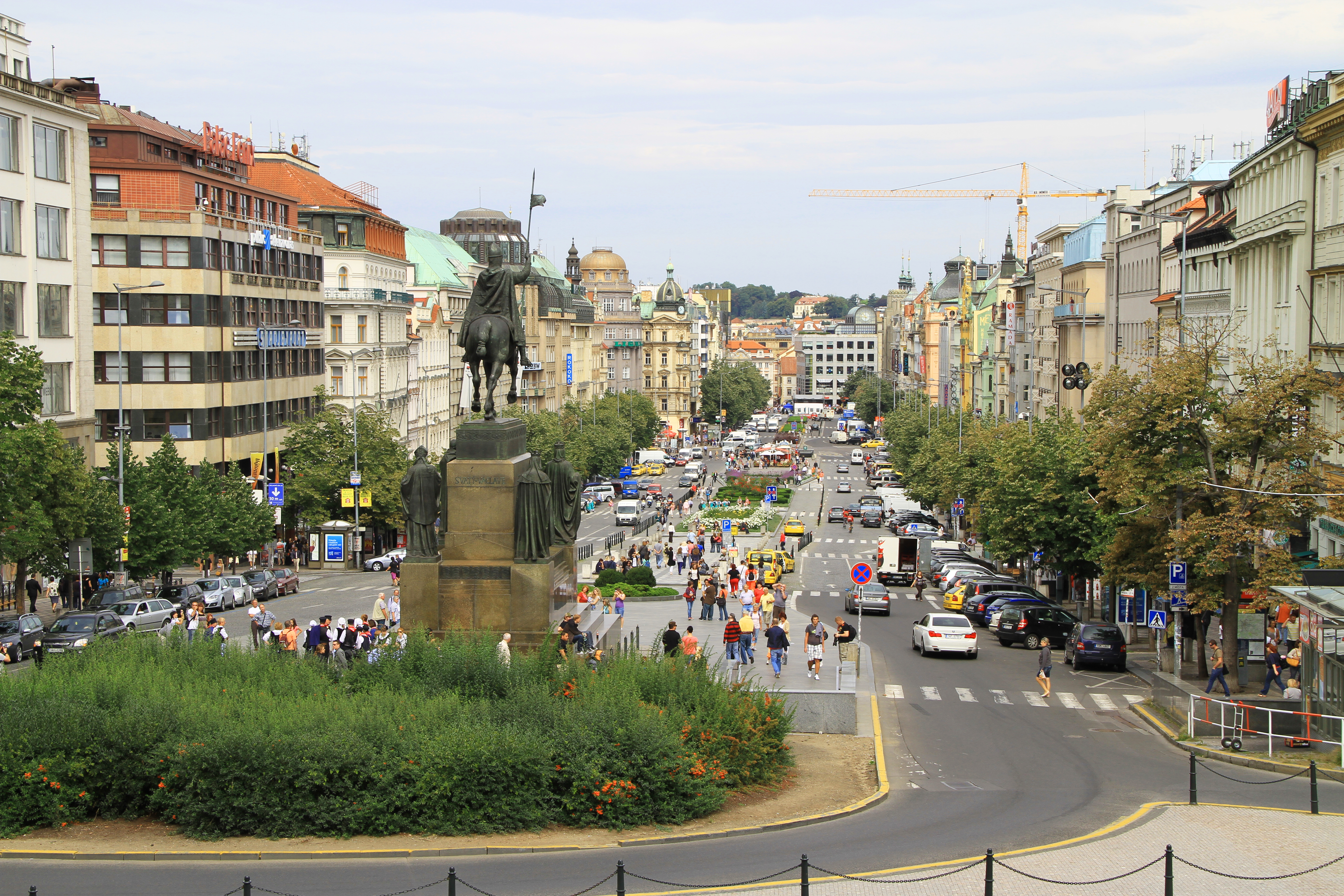
Rušné Václavské náměstí

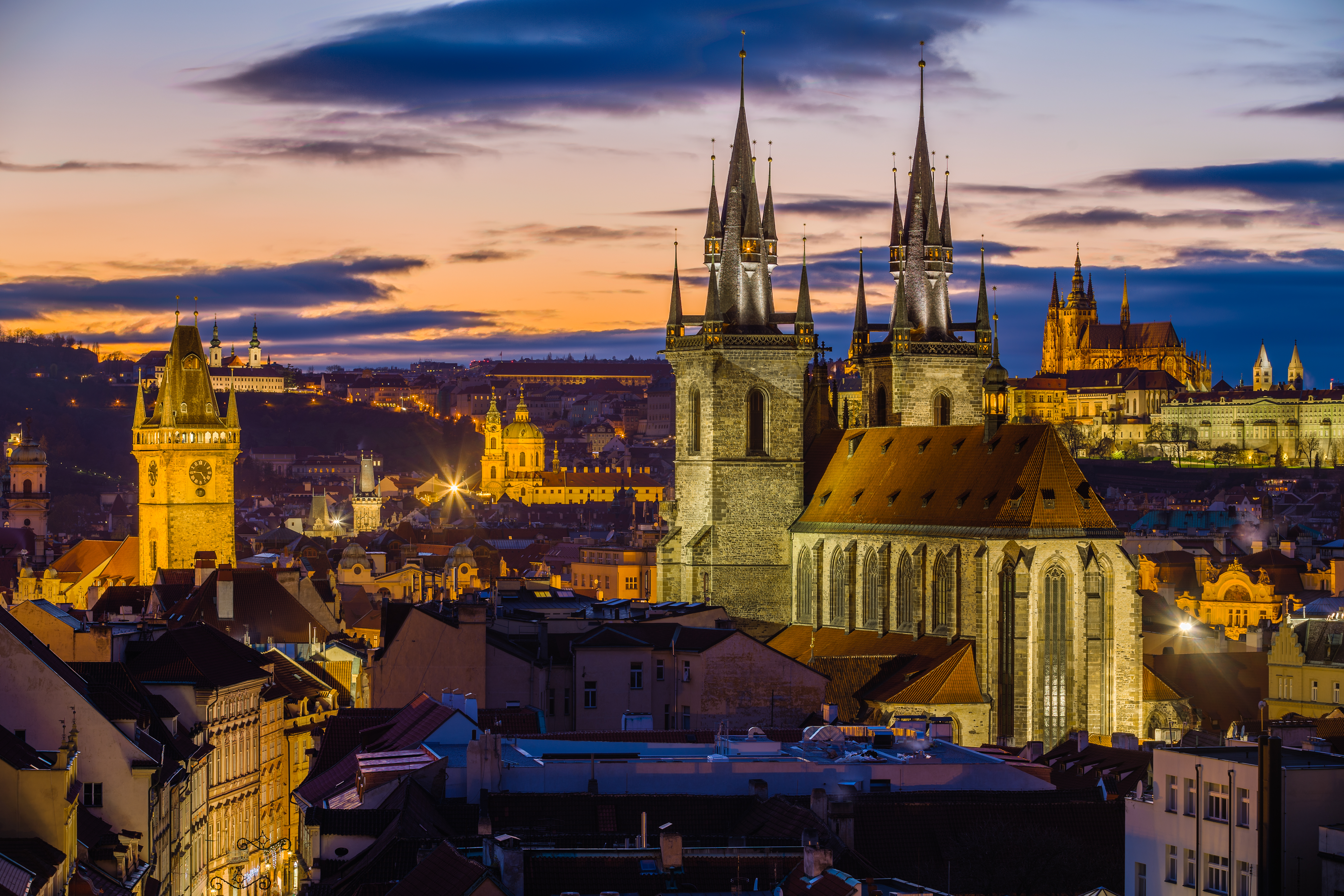
Historické centrum z Prašné brány

V roce 2011 do Prahy dojíždělo za prací a studiem 199 360 lidí, z toho 128 675 (65 %) ze Středočeského kraje. Z Prahy vyjíždělo 23 332 lidí, z toho 16 989 (73 %) do Středočeského kraje.
Ve městě je několik romských komunit, podíl Romů v populaci je nižší než průměr v ČR (při sčítání lidu v roce 2001 bylo procento uvedené romské národnosti poloviční proti celorepublikovému průměru, nižší je pouze v Kraji Vysočina). Podle výzkumu pro MPSV a ESF z roku 2006 je v Praze šest sociálně vyloučených romských lokalit s odhadovaným počtem obyvatel přes 9 000, nacházejí se ve čtvrtích Smíchov, Žižkov, Libeň, Karlín, Černý Most a Harfa. Dle sčítání pražského magistrátu z roku 2019 se ve městě pohybovalo 3 250 bezdomovců.
Praha má vysokou míru počtu přistěhovalých i počtu vystěhovalých. Mezi přistěhovalými je výrazně vysoký podíl cizinců. Pražané se vystěhovávají nejvíce do Středočeského kraje, konkrétně okresů Praha-východ a Praha-západ, které spadají do metropolitní oblast Prahy. Ta má přes 2,1 milionu obyvatel a rozlohu 4 822 km².

### Národnosti a občanství obyvatel
Podle Sčítání lidu, domů a bytů 2011 bylo na území Prahy zjištěno 1 268 796 lidí, přičemž 821 688 deklarovalo národnost českou, 3 754 moravskou a 246 slezskou. Z cizinců 23 089 národnost slovenskou, 21 316 ukrajinskou a 6 313 lidí vietnamskou. Ostatní národnosti nepřesáhly 2 000 obyvatel. 343 112 lidí národnost neuvedlo.

#### Historické národnosti
V minulosti v Praze žilo heterogenní obyvatelstvo – vedle Čechů Němci a Židé; ve středověku a raném novověku také Italové. Architektonické památky italského původu tvoří velkou část Malé Strany. Židovského původu několik budov, které se zachovaly po asanaci Josefova, například Jubilejní synagoga na Novém Městě, Španělská synagoga, Staronová synagoga, Obřadní síň na Olšanech a Nová synagoga v Libni. V roce 1880 byla obcovacím jazykem 86,2 % obyvatel Prahy čeština a 13,7 % pak němčina. V roce 1920 se k česko-slovenské národnosti přihlásilo 94,2 % obyvatel Prahy, 4,6 % k německé a 0,9 % k židovské.

#### Cizinci vsoučasnosti
Od poloviny 90. let v Praze opět stoupá počet cizinců. V roce 2001 žilo v Praze 61 477 cizinců, v roce 2012 pak již 162 715, když tvořili 13 % obyvatelstva. Na Prahu a Středočeský kraj připadá více než polovina z celkového počtu cizinců v ČR.
Z celkového počtu obyvatel žijících v Praze, který v roce 2020 činil 1 335 084 lidí, tvořili cizinci 228 531 (17,1%) obyvatel. Podle cizinecké policie z hlediska státní příslušnosti mají v Praze mezi cizinci nejvyšší zastoupení Ukrajinci, kteří tvořili více než jednu čtvrtinu všech cizinců (26,0 %), dále státní příslušníci Slovenska (15,2 %), Ruska (11,5 %), a Vietnamu (6,1 %).
| \| Státní příslušnost cizinců přihlášených k pobytu v hl. m. Praha (2020)[101] \| Státní příslušnost cizinců přihlášených k pobytu v hl. m. Praha (2020)[101] \| Státní příslušnost cizinců přihlášených k pobytu v hl. m. Praha (2020)[101] \| Státní příslušnost cizinců přihlášených k pobytu v hl. m. Praha (2020)[101] \| Státní příslušnost cizinců přihlášených k pobytu v hl. m. Praha (2020)[101] \| \| --------------------------------------------------------------------------- \| --------------------------------------------------------------------------- \| --------------------------------------------------------------------------- \| --------------------------------------------------------------------------- \| --------------------------------------------------------------------------- \| \| \| \| \| \| \| \| Ukrajina \| Ukrajina \| \| 59 324 \| 59 324 \| \| Slovensko \| Slovensko \| \| 34 824 \| 34 824 \| \| Rusko \| Rusko \| \| 26 192 \| 26 192 \| \| Vietnam \| Vietnam \| \| 13 995 \| 13 995 \| \| Čína \| Čína \| \| 5 466 \| 5 466 \| \| Rumunsko \| Rumunsko \| \| 5 321 \| 5 321 \| \| Velká Británie \| Velká Británie \| \| 5 257 \| 5 257 \| \| Bulharsko \| Bulharsko \| \| 5 233 \| 5 233 \| \| Spojené státy \| Spojené státy \| \| 4 617 \| 4 617 \| \| Kazachstán \| Kazachstán \| \| 4 427 \| 4 427 \| \| Německo \| Německo \| \| 4 363 \| 4 363 \| |                |  |        |        |
| Státní příslušnost cizinců přihlášených k pobytu v hl. m. Praha (2020) |                |  |        |        |
| |                |  |        |        |
| Ukrajina | Ukrajina       |  | 59 324 | 59 324 |
| Slovensko | Slovensko      |  | 34 824 | 34 824 |
| Rusko | Rusko          |  | 26 192 | 26 192 |
| Vietnam | Vietnam        |  | 13 995 | 13 995 |
| Čína | Čína           |  | 5 466  | 5 466  |
| Rumunsko | Rumunsko       |  | 5 321  | 5 321  |
| Velká Británie | Velká Británie |  | 5 257  | 5 257  |
| Bulharsko | Bulharsko      |  | 5 233  | 5 233  |
| Spojené státy | Spojené státy  |  | 4 617  | 4 617  |
| Kazachstán | Kazachstán     |  | 4 427  | 4 427  |
| Německo | Německo        |  | 4 363  | 4 363  |

### Náboženství
Podle sčítání lidu 2011 se za věřící v Praze považuje téměř 240 000 obyvatel, což činí 18,9 %. Z tohoto počtu se asi tři pětiny (140 000 obyvatel) hlásí k určité církvi.
Asi 80 000 obyvatel se přihlásilo k římskokatolické církvi, 7000 k Českobratrské církvi evangelické, 6770 k české pravoslavné církvi, 6300 k Církvi československé husitské, 2600 k ruské pravoslavné církvi, 2500 k řeckokatolické církvi, a 1800 k Církvi bratrské; 7000 obyvatel dále uvedlo náboženství jako „katolické“ (nerozlišené).
Nedělních katolických mší svatých se účastní od cca 1 % obyvatel ve 4. vikariátu do 7,75 % obyvatel v 1. vikariátu (2014). Římskokatolická církev je v Praze organizovaná do čtyř vikariátů: prvního (centrum), druhého (levobřežní), třetího (jihovýchod) a čtvrtého (severovýchod). Ty se dále člení na místní farnosti.

## Kultura

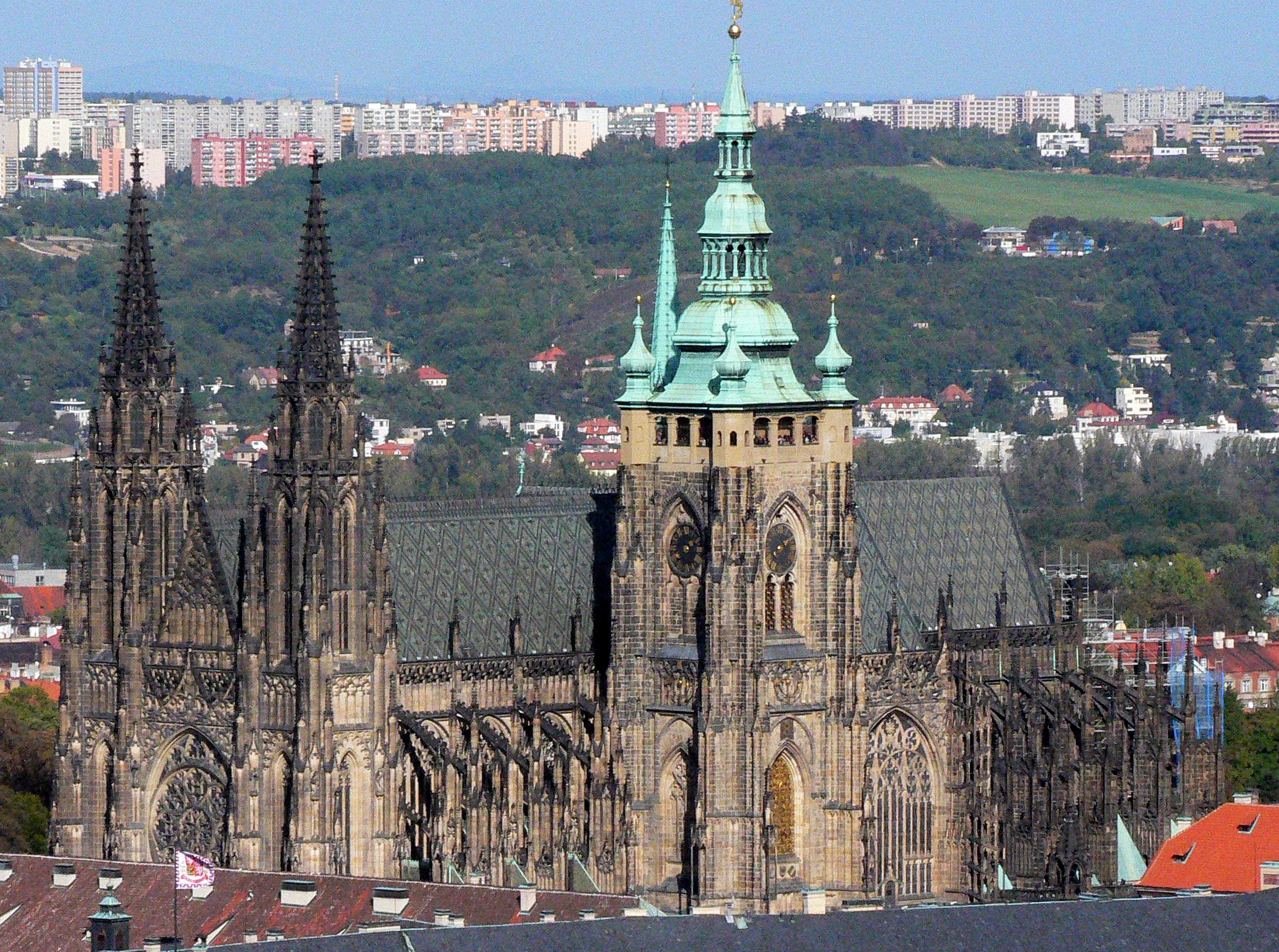
Katedrála svatého Víta, Václava a Vojtěcha

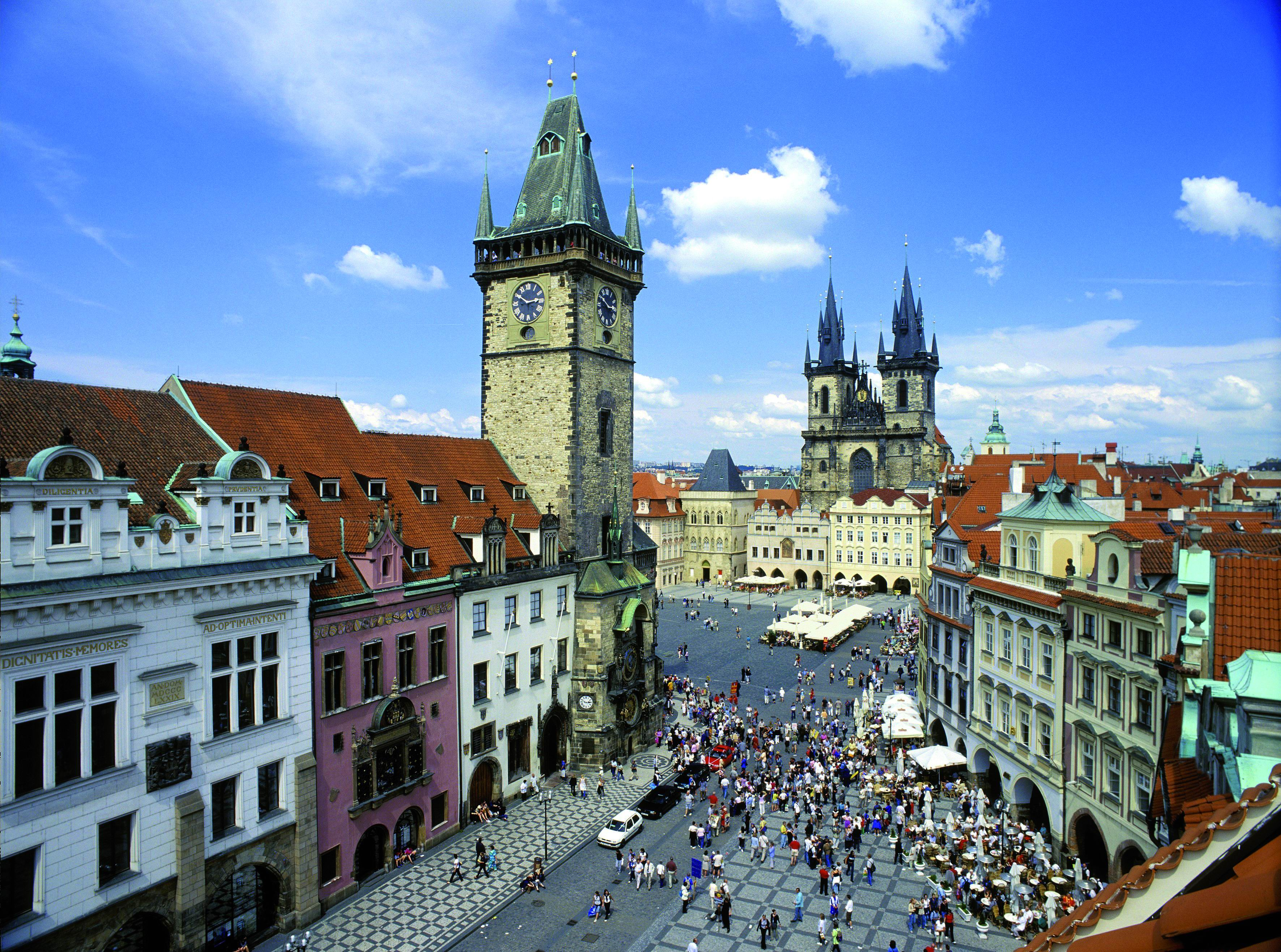
Staroměstské náměstí obklopují Týnský chrám a Staroměstská radnice

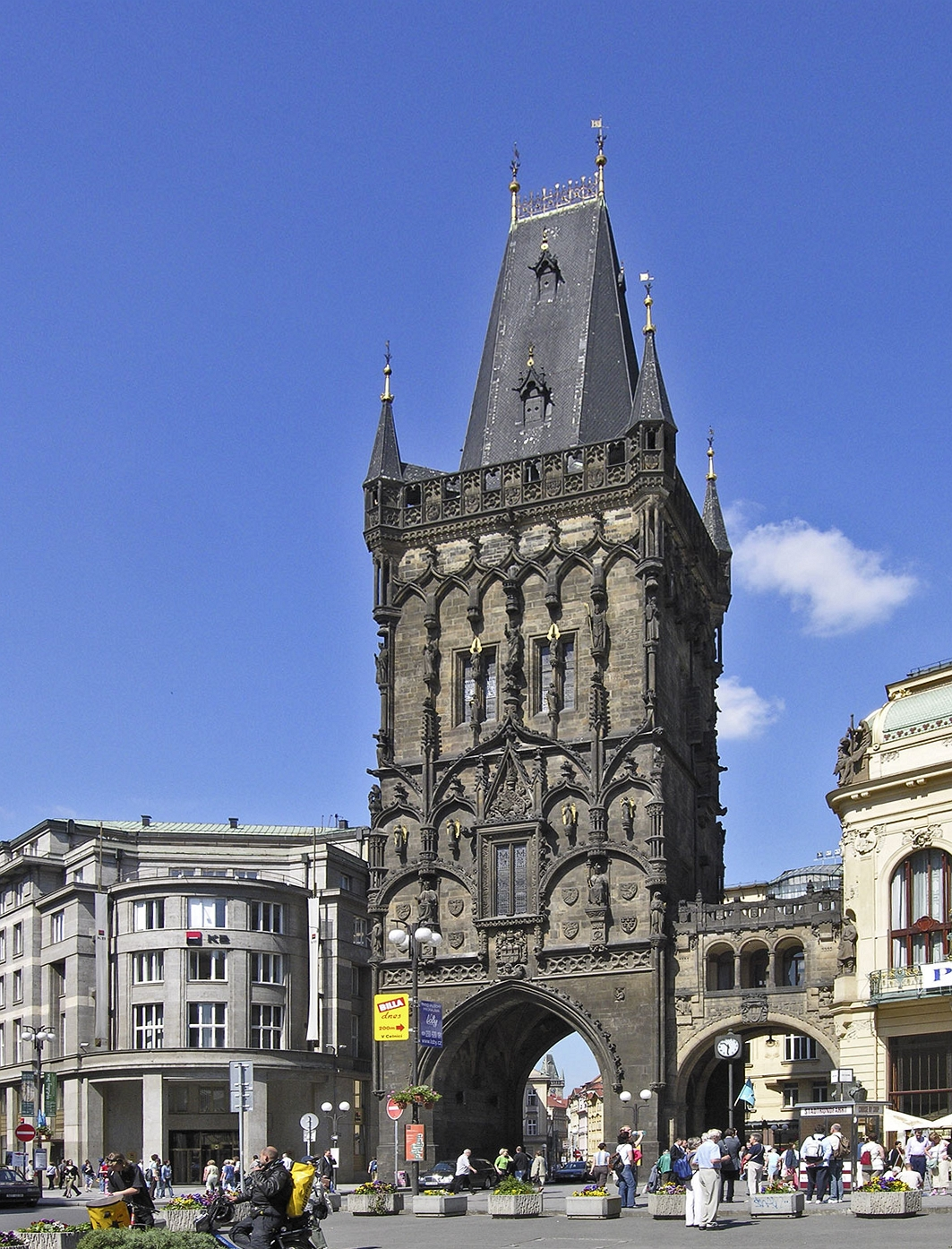
Gotická Prašná brána

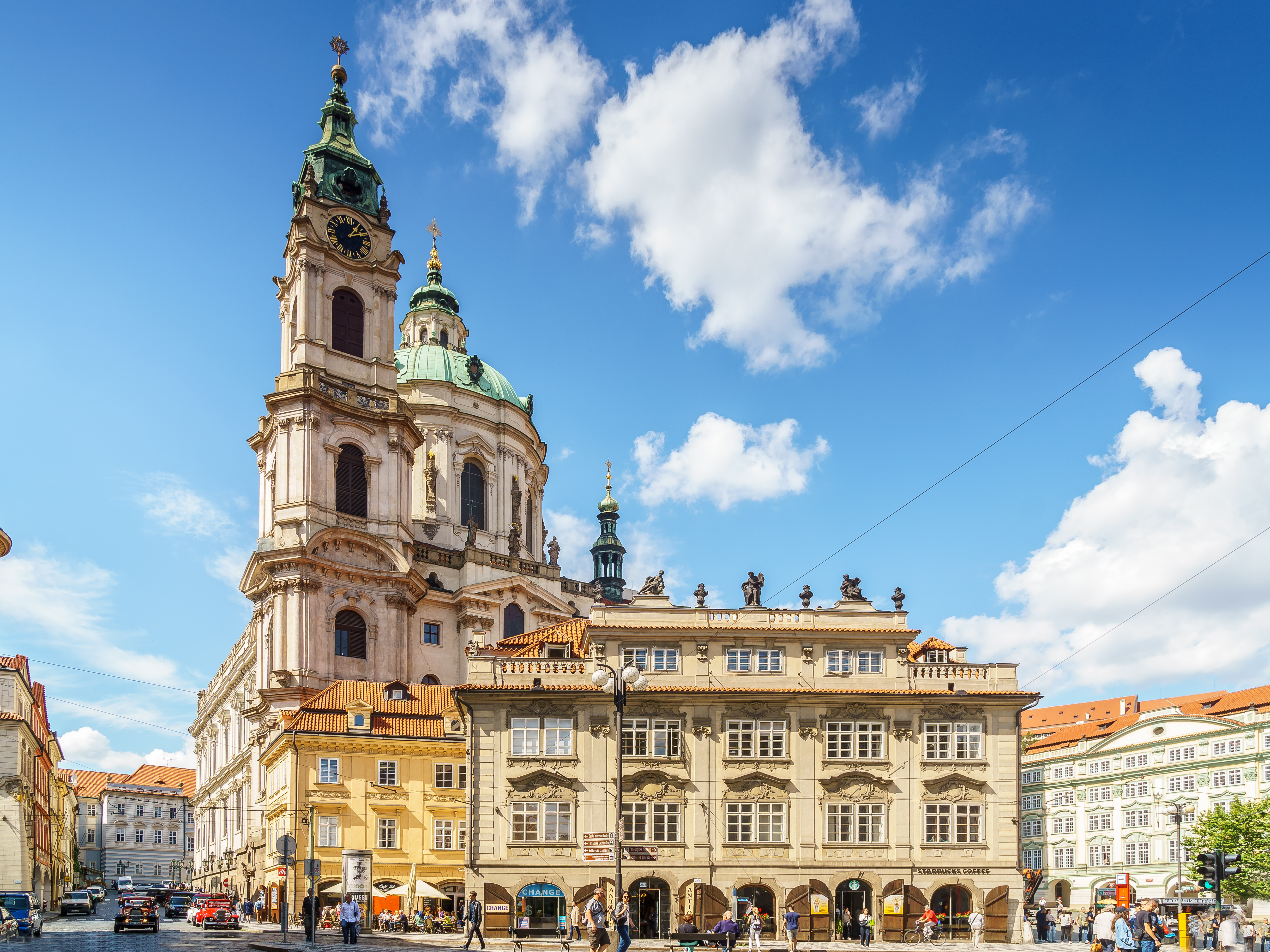
Kostel sv. Mikuláše na Malé Straně je nejlepší ukázkou pražského baroka

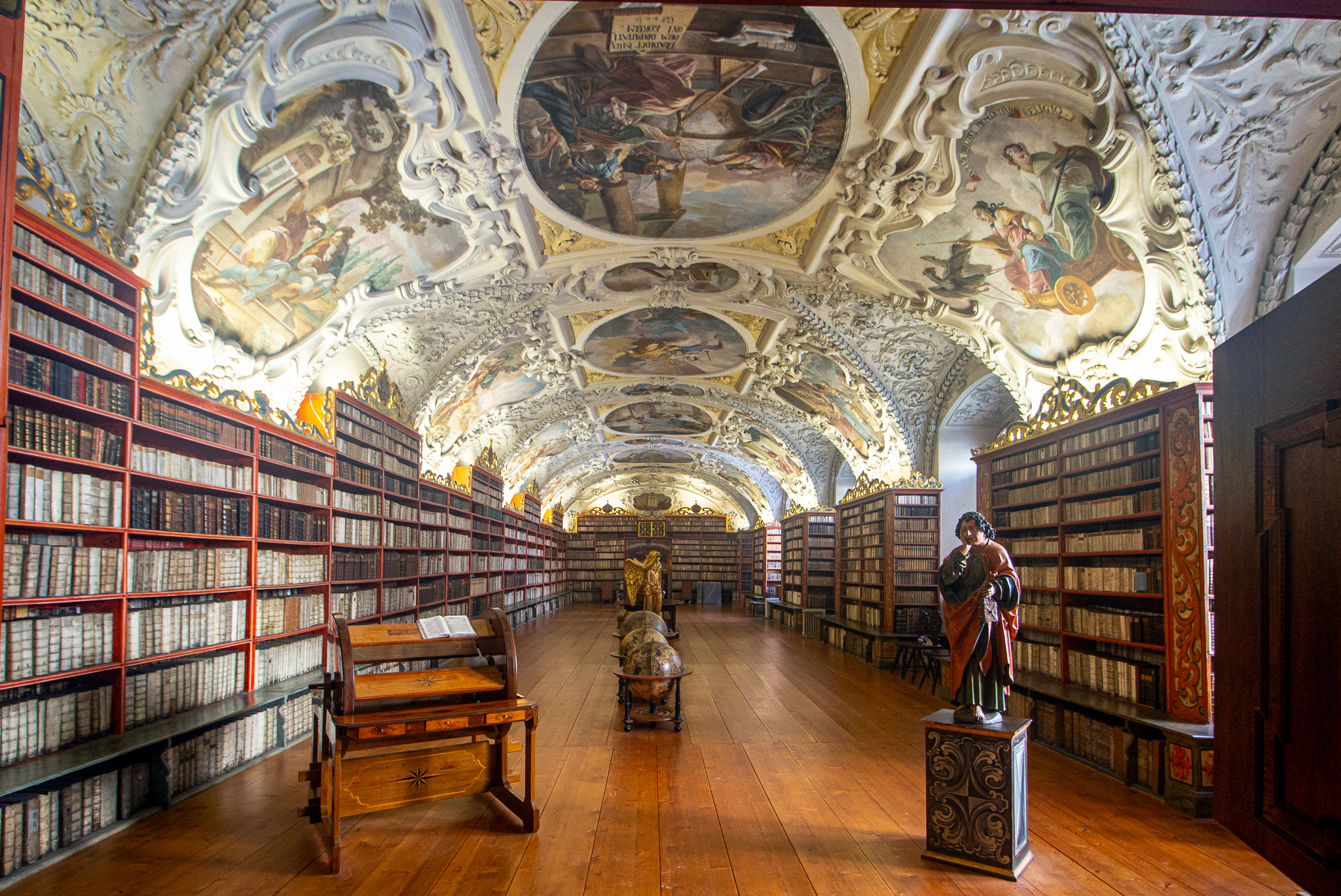
Theologický sál Strahovského kláštera

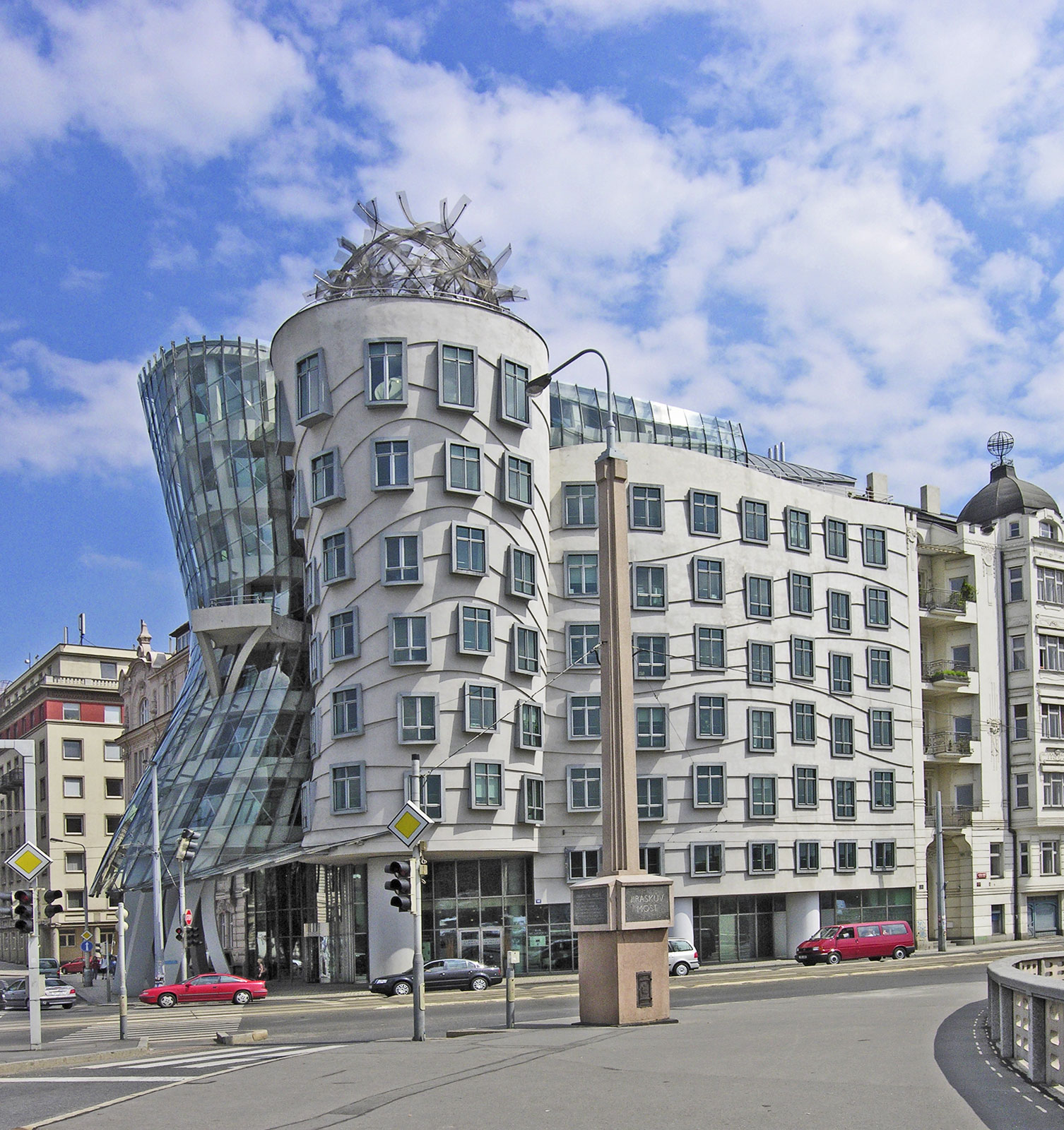
Tančící dům od V. Miluniće
a F. Gehryho

Praha je kulturní metropolí celé České republiky, Evropské město kultury 2000. Působí zde desítky muzeí, galerií, divadel, kin a nejrůznějších kulturních institucí. Národní galerie v Praze spravuje největší sbírku výtvarného umění v Česku. Ve stálé expozici Veletržního paláce jsou díla světových umělců jako např. Mucha, Picasso, Monet nebo Van Gogh. Každoročně se zde koná nejnavštěvovanější festival v Česku, světelný Signal Festival.
Pražský magistrát vynakládá na kulturu ročně stamilionové částky; způsob přerozdělování finančních prostředků však v letech 2007–2008 ohrozil především některá menší divadla, a stal se tak předmětem ostrých sporů.
V roce 2011 proběhl projekt Praha – město literatury, jenž měl za úkol podpořit vnímání Prahy jako místa, které podporuje četbu a zájem o literaturu. Jedním z cílů pak bylo získání titulu UNESCO kreativní město literatury. V rámci projektu např. bylo po Praze rozmístěno několik reproduktorů ve tvaru ptačích budek, z nichž byly pouštěny audioknihy českých autorů.

### Pamětihodnosti a turistické zajímavosti
Praha díky je své bohaté historii významným světovým kulturním centrem a po Londýně, Paříži, Římě a Istanbulu je pátým nejnavštěvovanějším městem Evropy.[zdroj⁠?!] Neobyčejné množství a koncentrace dochovaných architektonických památek je mimo jiné zapříčiněno relativně minimálním poškozením za druhé světové války (na rozdíl od mnoha ostatních evropských velkoměst). Pražská památková rezervace (PPR) zahrnuje městské části s největší koncentrací památek. S rozlohou 8,66 km² patří mezi největší rezervace svého druhu na světě. Na území Prahy je celkem 37 národních kulturních památek (z toho 28 na území PPR).

#### Památky Pražské památkové rezervace
Následující seznam uvádí pouze nejvýznamnější památky. Více objektů je uvedeno na stránce Seznam pražských památek. Kurzivou zvýrazněné objekty jsou národními kulturními památkami.

##### Kostely a kaple
- Na Pražském hradě
  - Katedrála svatého Víta, Václava a Vojtěcha
  - Bazilika svatého Jiří
  - Kaple sv. Kříže
  - Kostel Všech svatých
- Kostel Matky Boží před Týnem
- Kostel svatého Mikuláše (Staré Město)
- Kostel svatého Mikuláše (Malá Strana)
- Kostel Narození Páně (Praha)
- Betlémská kaple
- Na Vyšehradě
  - Kostel sv. apoštolů Petra a Pavla
  - Rotunda svatého Martina

##### Kláštery
- Strahovský klášter
- Emauzský klášter
- Anežský klášter
- Klášter augustiniánů kanovníků

##### Paláce
- Rohanský palác
- Palác Kinských
- Černínský palác
- Valdštejnský palác
- Schwarzenberský palác
- Thunovský palác
- Kolovratský palác

##### Stavby určené pro vzdělání a kulturu
- Karolinum
- Národní divadlo
- Národní muzeum
- Klementinum
- Rudolfinum

##### Ostatní stavby
- Karlův most
- Staroměstská radnice
- Obecní dům
- Staroměstská vodárenská věž
- Historická budova pražského hlavního nádraží

#### Památky mimo území Pražské památkové rezervace
- Letohrádek Hvězda
- Břevnovský klášter
- Trojský zámek
- Veletržní palác

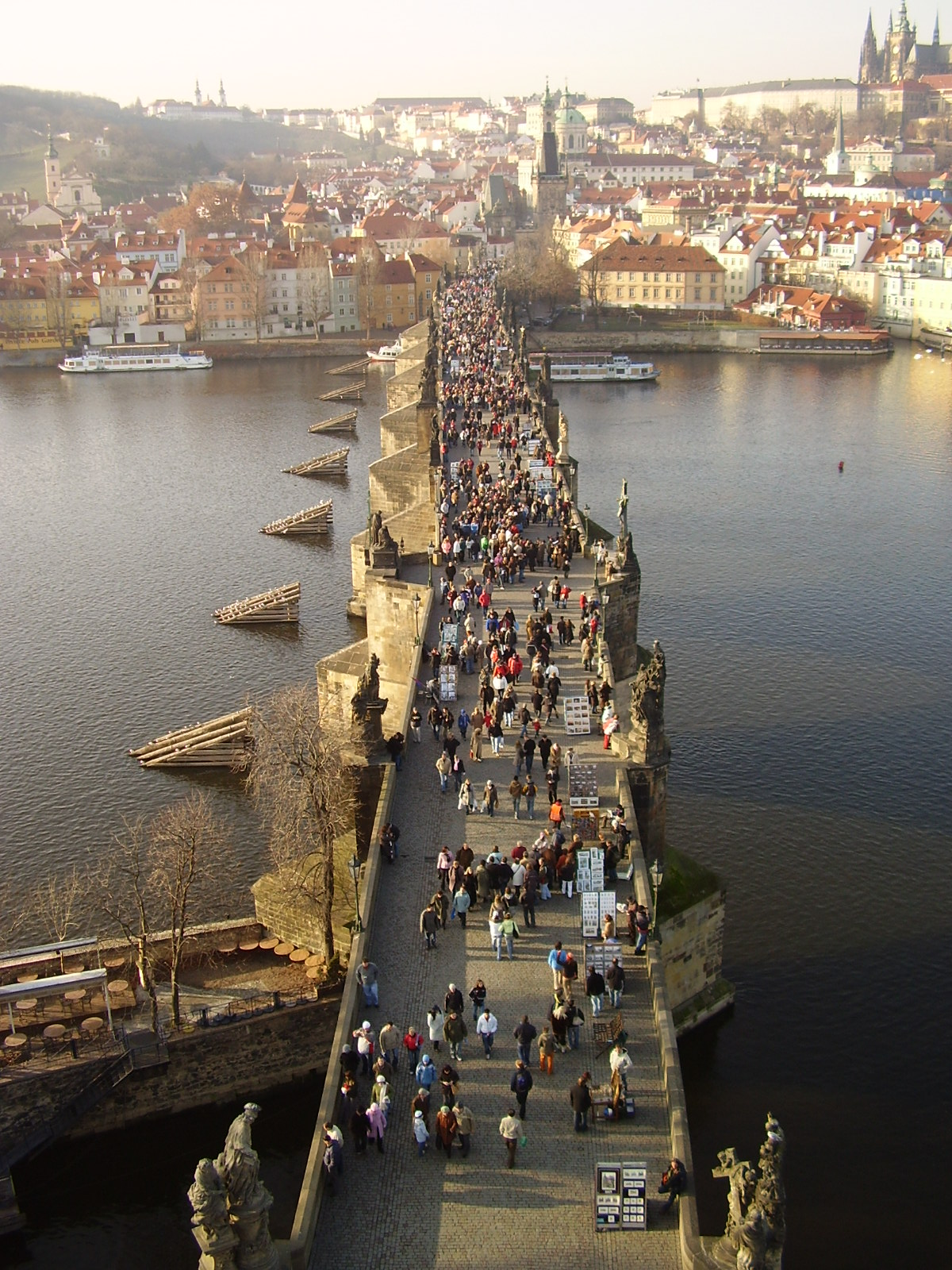
Karlův most byl postaven ve 14. století
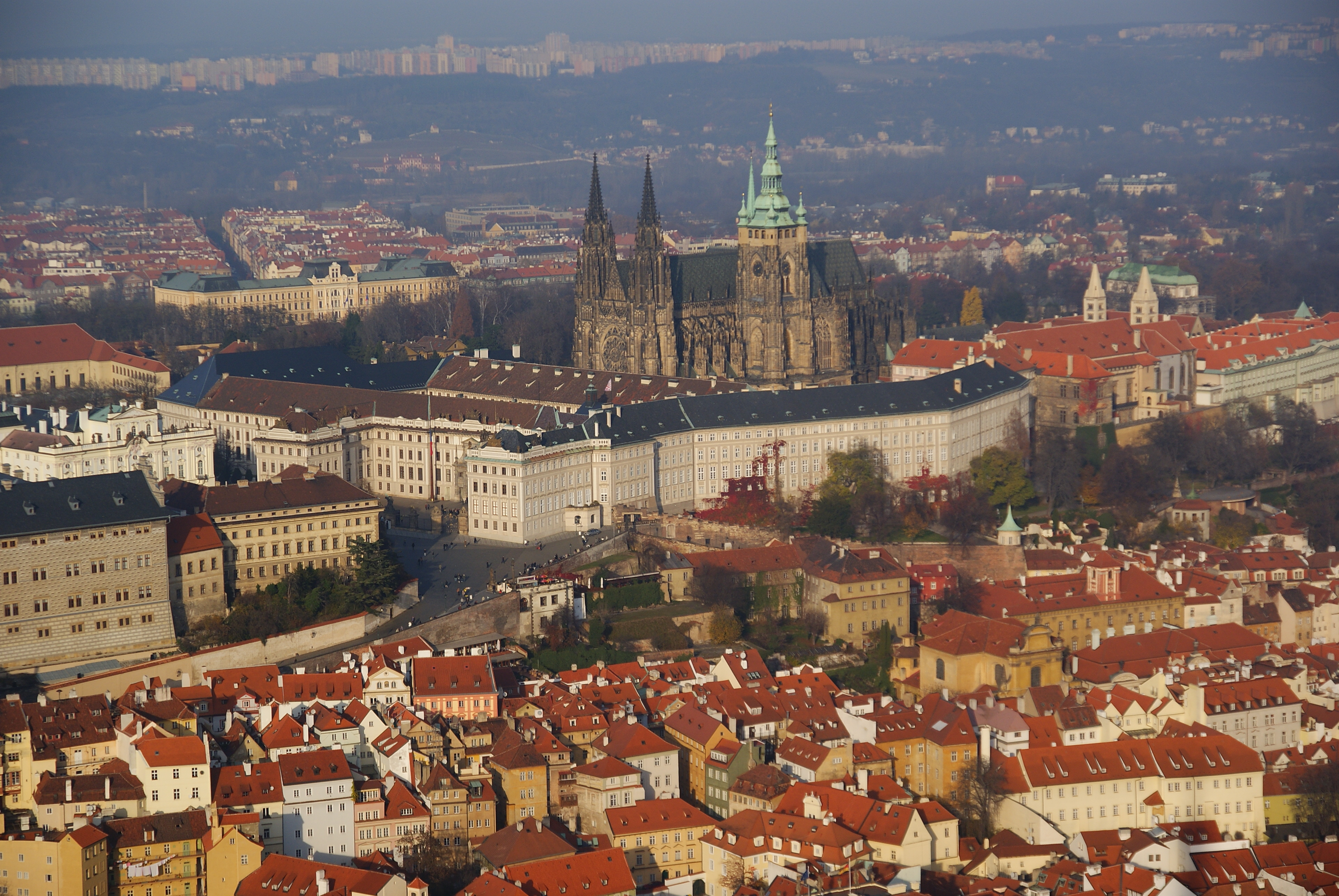
Pražský hrad je největší souvislý hradní komplex na světě
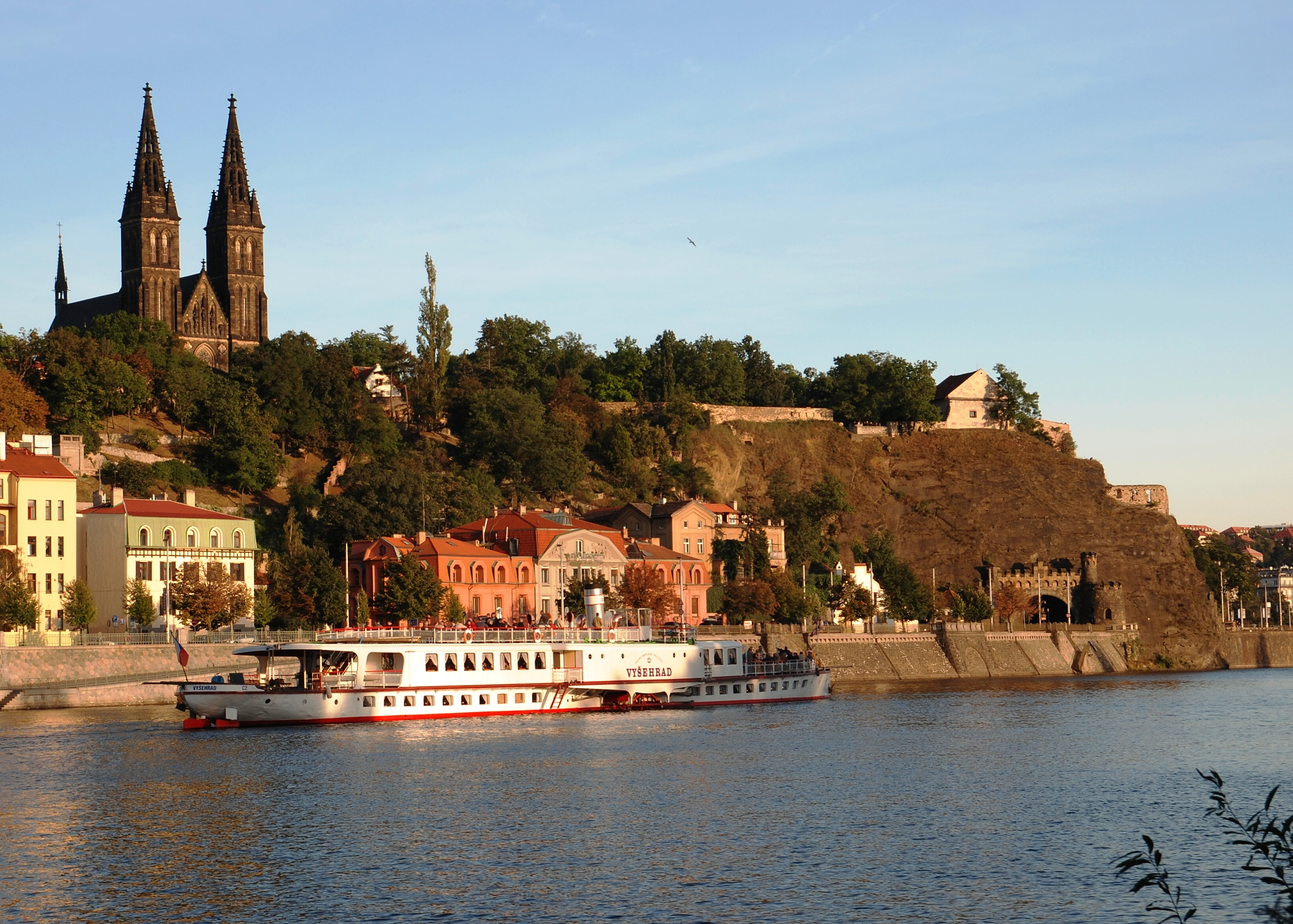
Vyšehrad, historická pevnost s bazilikou sv. Petra a Pavla
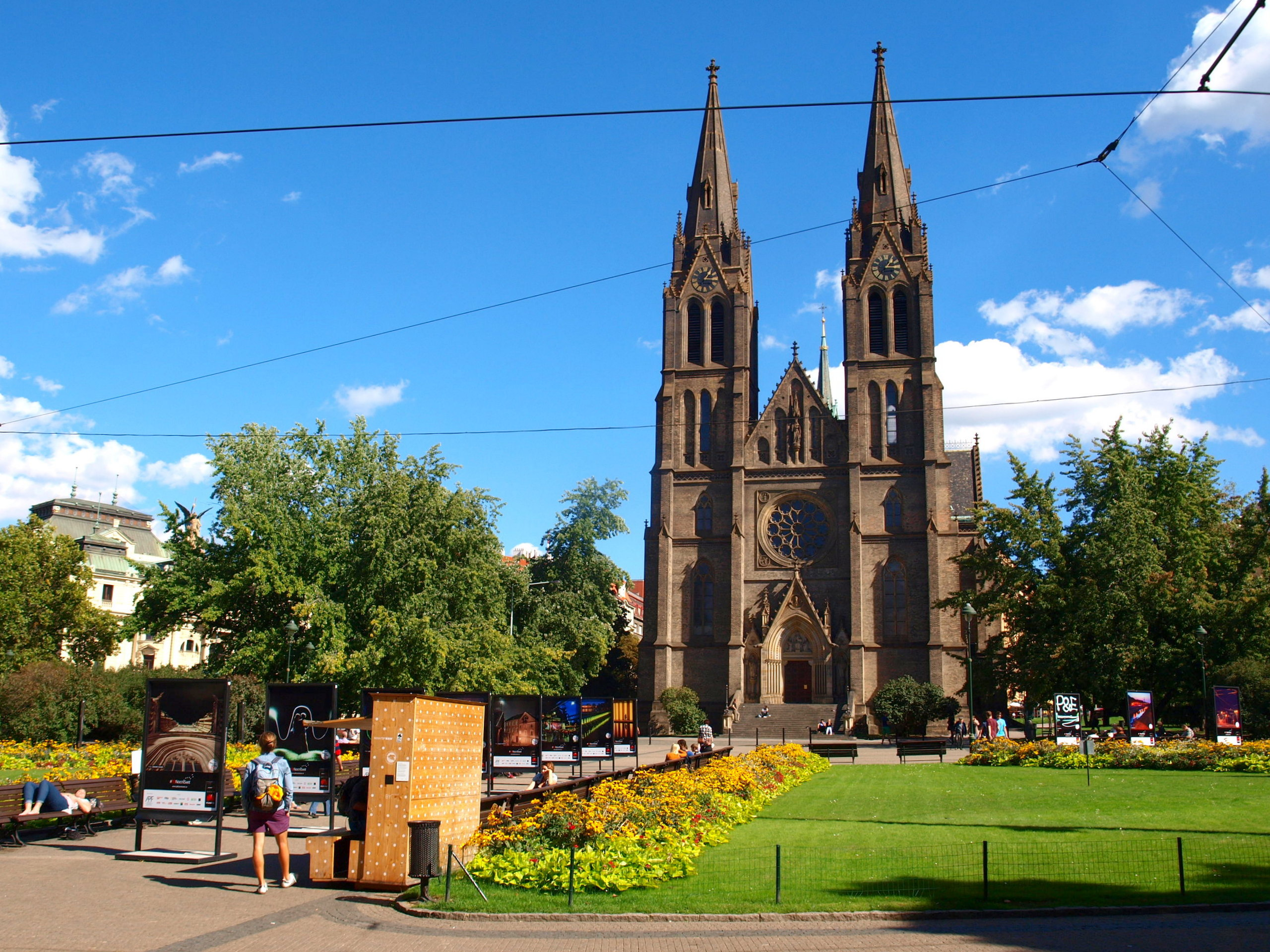
Náměstí Míru s kostelem sv. Ludmily, vlevo je mezi stromy částečně vidět Vinohradské divadlo
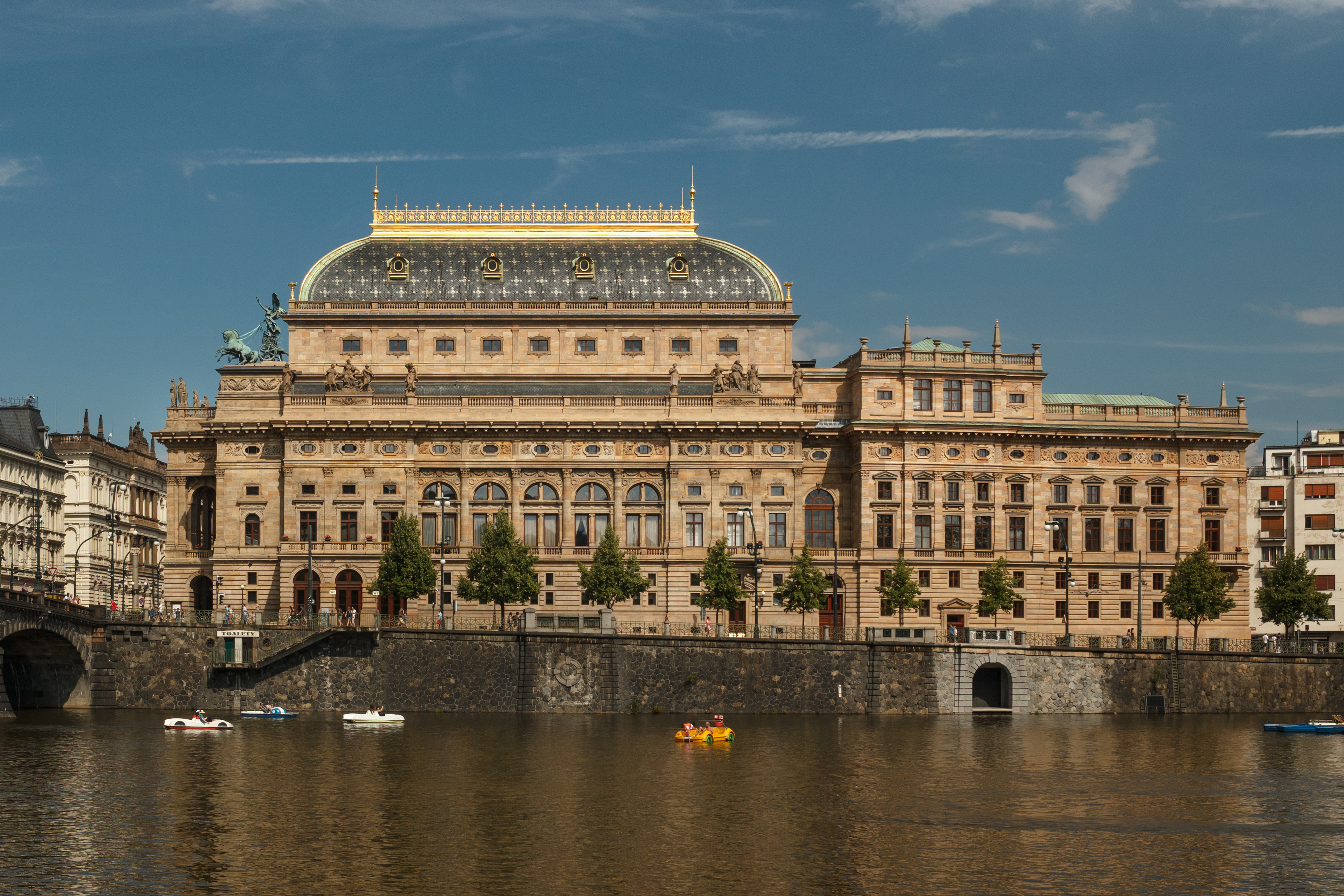
Národní divadlo nabízí operu, balet i činohru
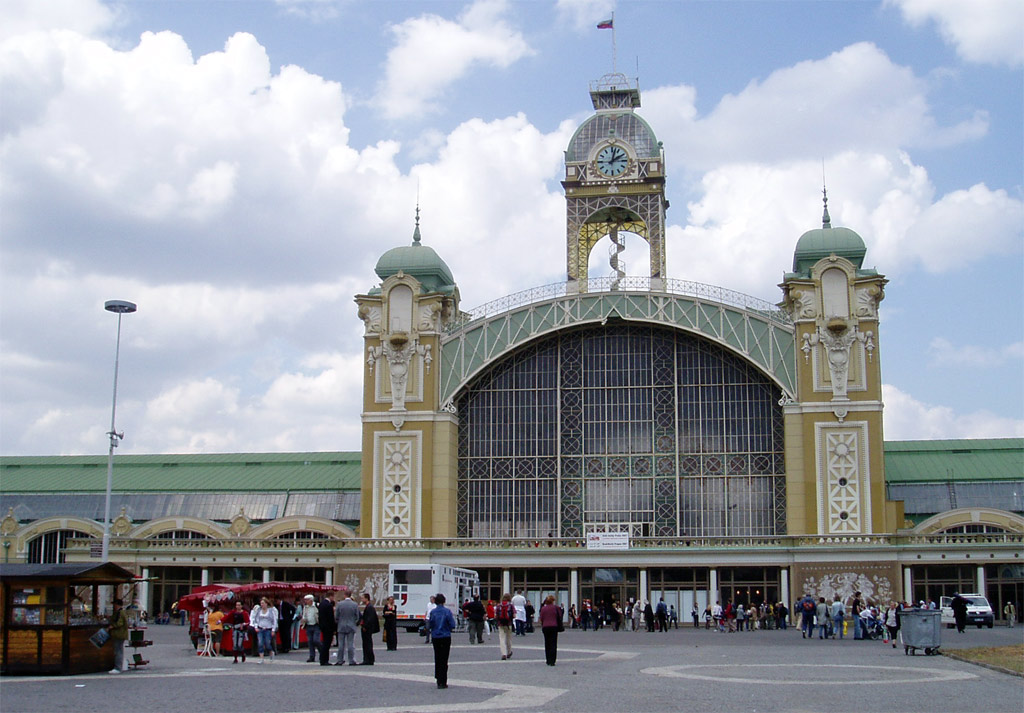
Na Pražském Výstavišti se nachází Průmyslový palác
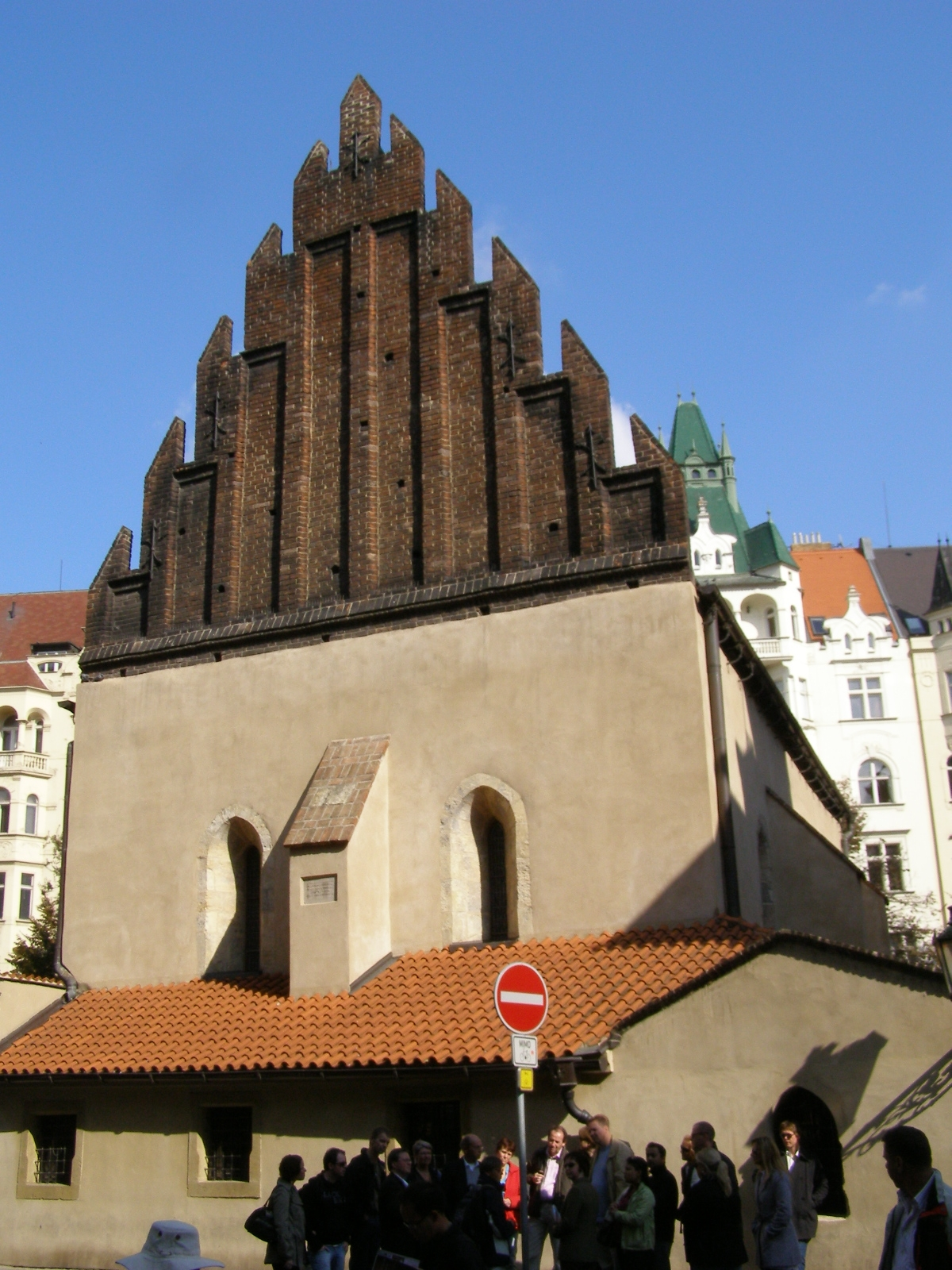
Staronová synagoga je nejstarší stále využívanou synagogou v Evropě
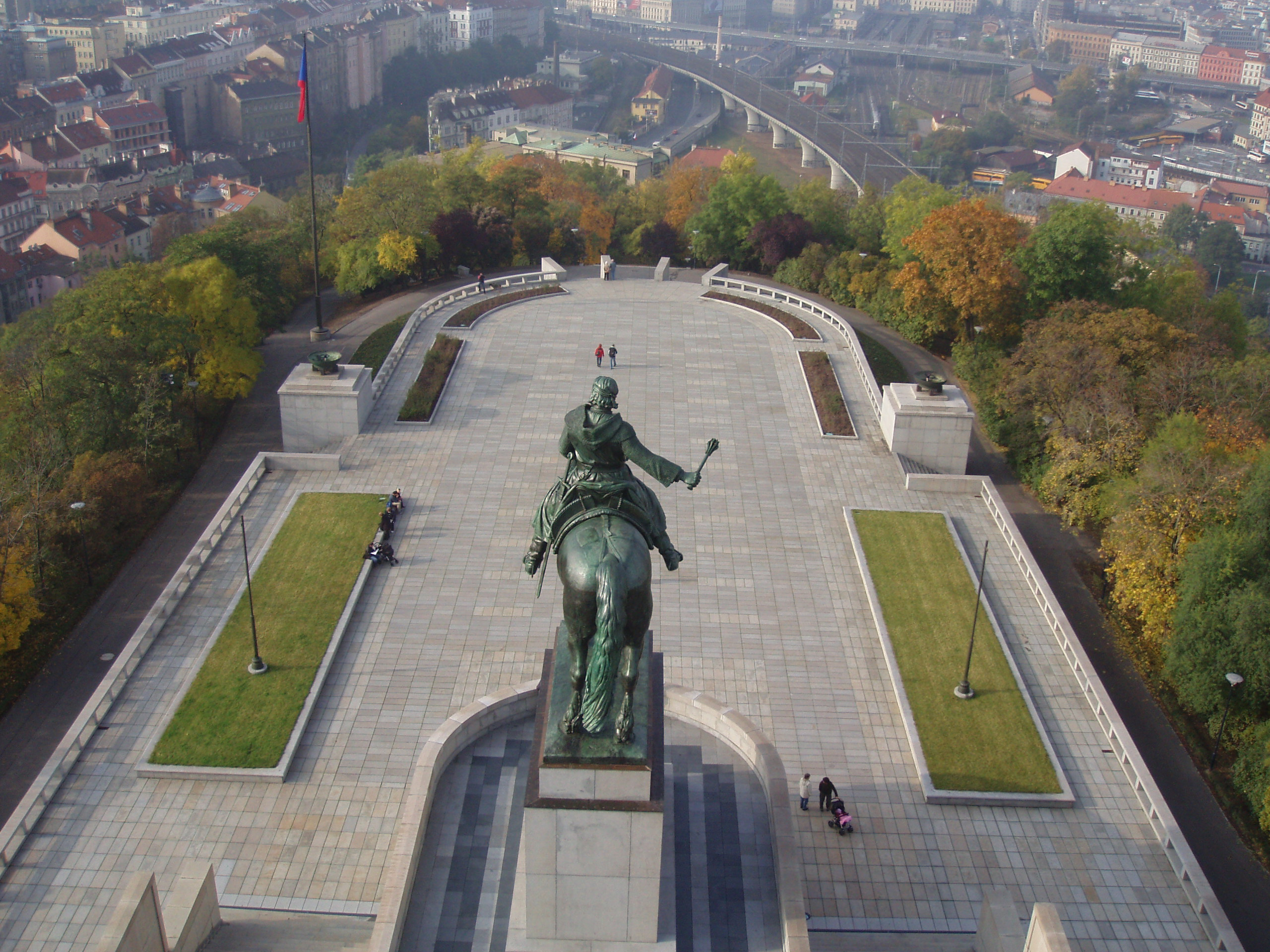
Socha Jana Žižky je třetí největší bronzová jezdecká socha na světě
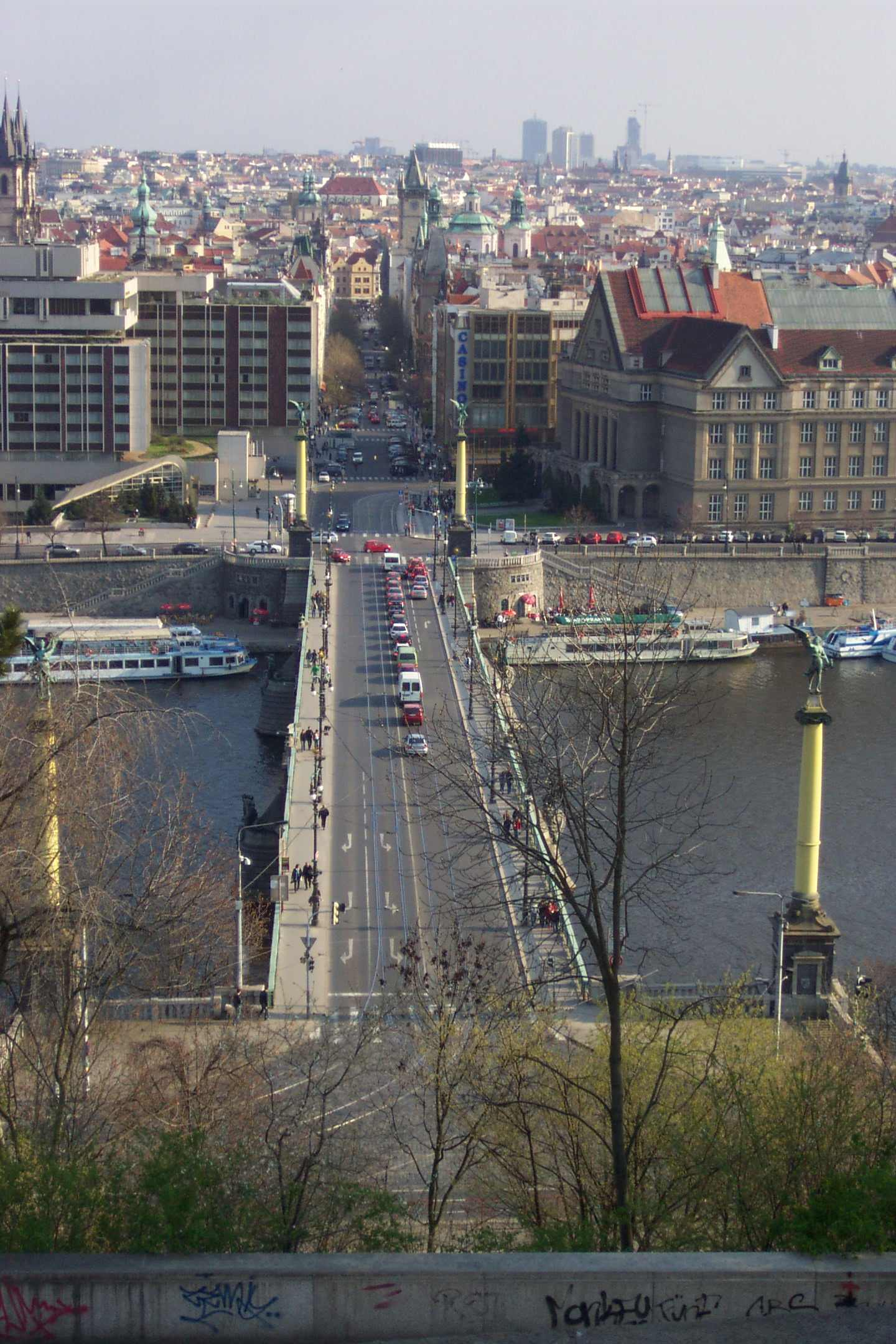
Pohled na Pařížskou ulici a Čechův most z parku Letná
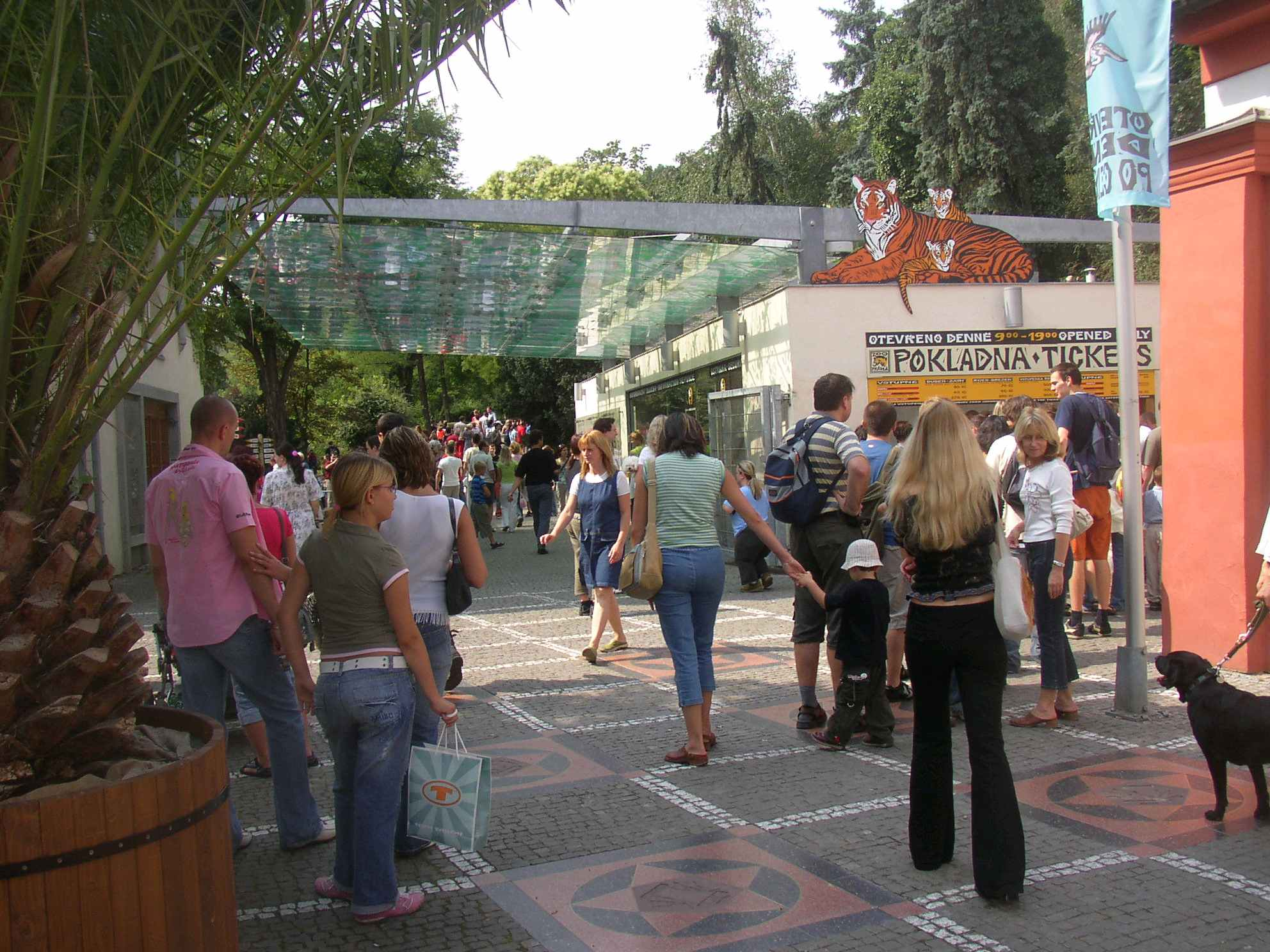
Pražská Zoo, podle serveru TripAdvisor 4. nejlepší na světě (2015)

### Muzea

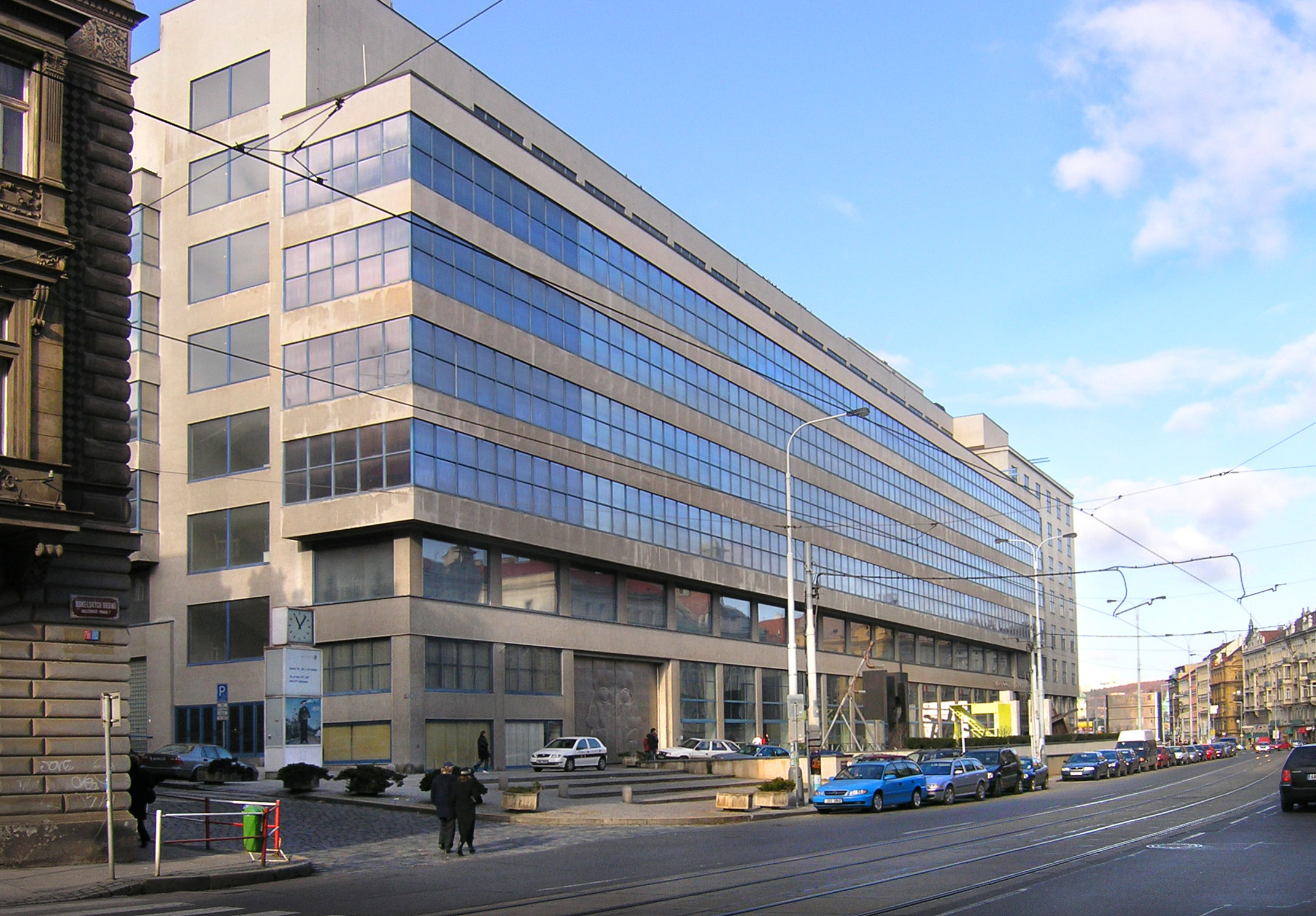
Veletržní palác se sbírkou Národní galerie v Praze

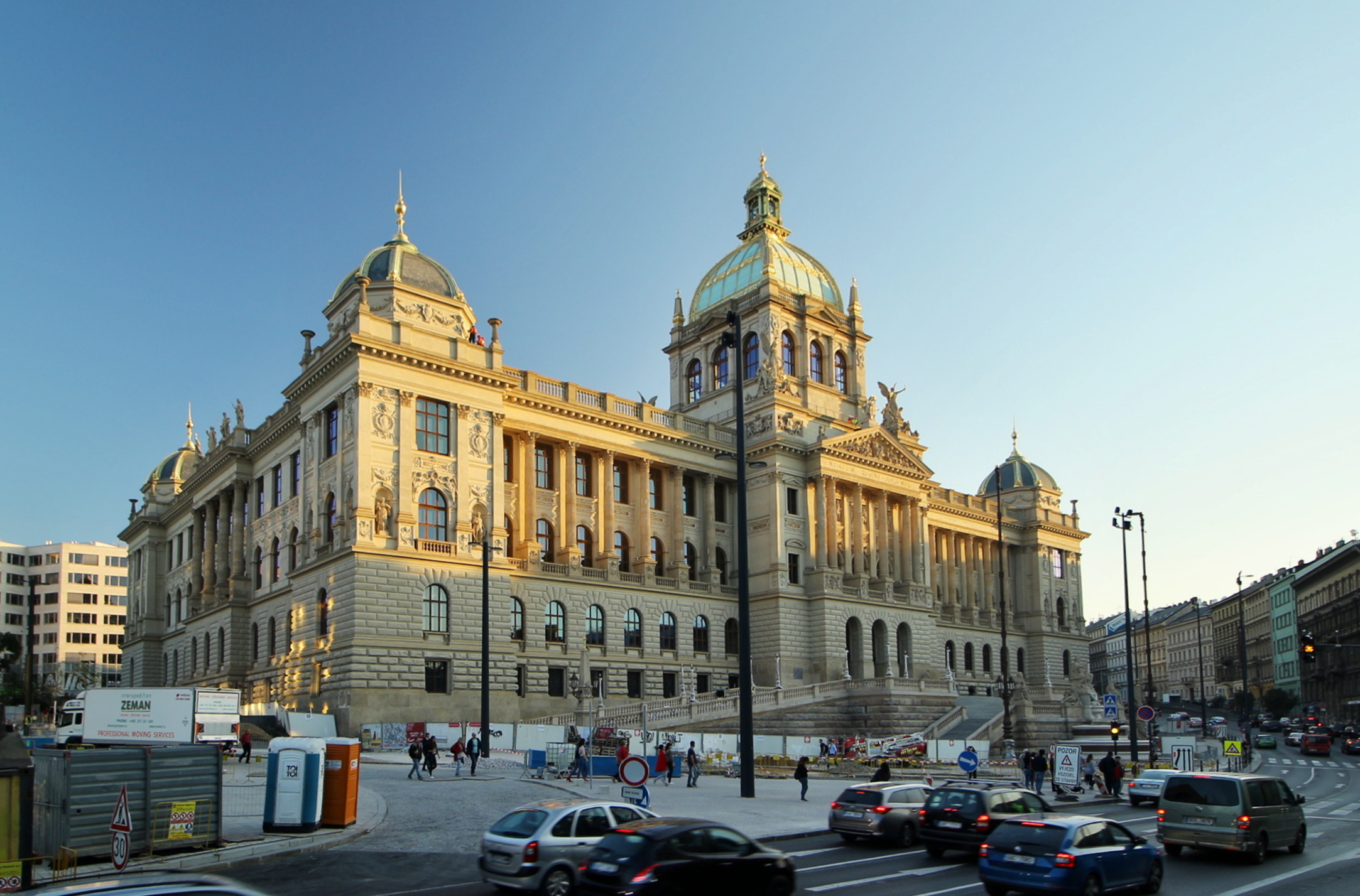
Historická budova Národního muzea na Václavském náměstí, 2018

- České muzeum hudby (hudební nástroje)
- Letecké muzeum Kbely
- Muchovo muzeum
- Muzeum Antonína Dvořáka
- Muzeum Bedřicha Smetany
- Muzeum hlavního města Prahy
- Museum Kampa (moderní a současné umění)
- Muzeum městské hromadné dopravy v Praze
- Náprstkovo muzeum asijských, afrických a amerických kultur
- Národní galerie Praha
- Národní muzeum (historie, přírodní vědy, numismatika)
- Národní technické muzeum v Praze
- Národní zemědělské muzeum
- Památník národního písemnictví
- Pedagogické muzeum J. A. Komenského v Praze
- Poštovní muzeum Praha
- Uměleckoprůmyslové muzeum v Praze
- Židovské muzeum v Praze

### Divadlo

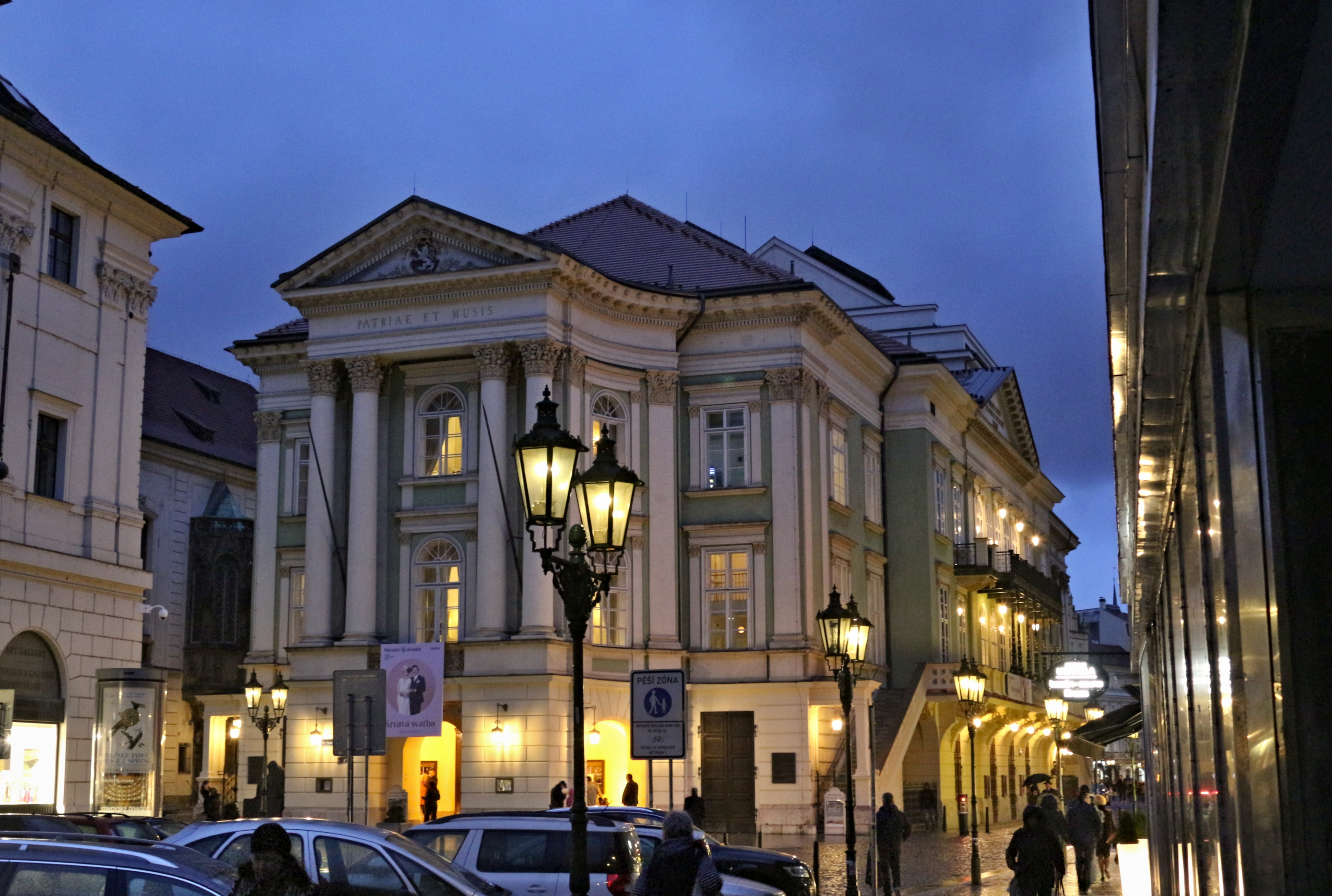
Stavovské divadlo pěstuje tradici oper W. A. Mozarta v Praze

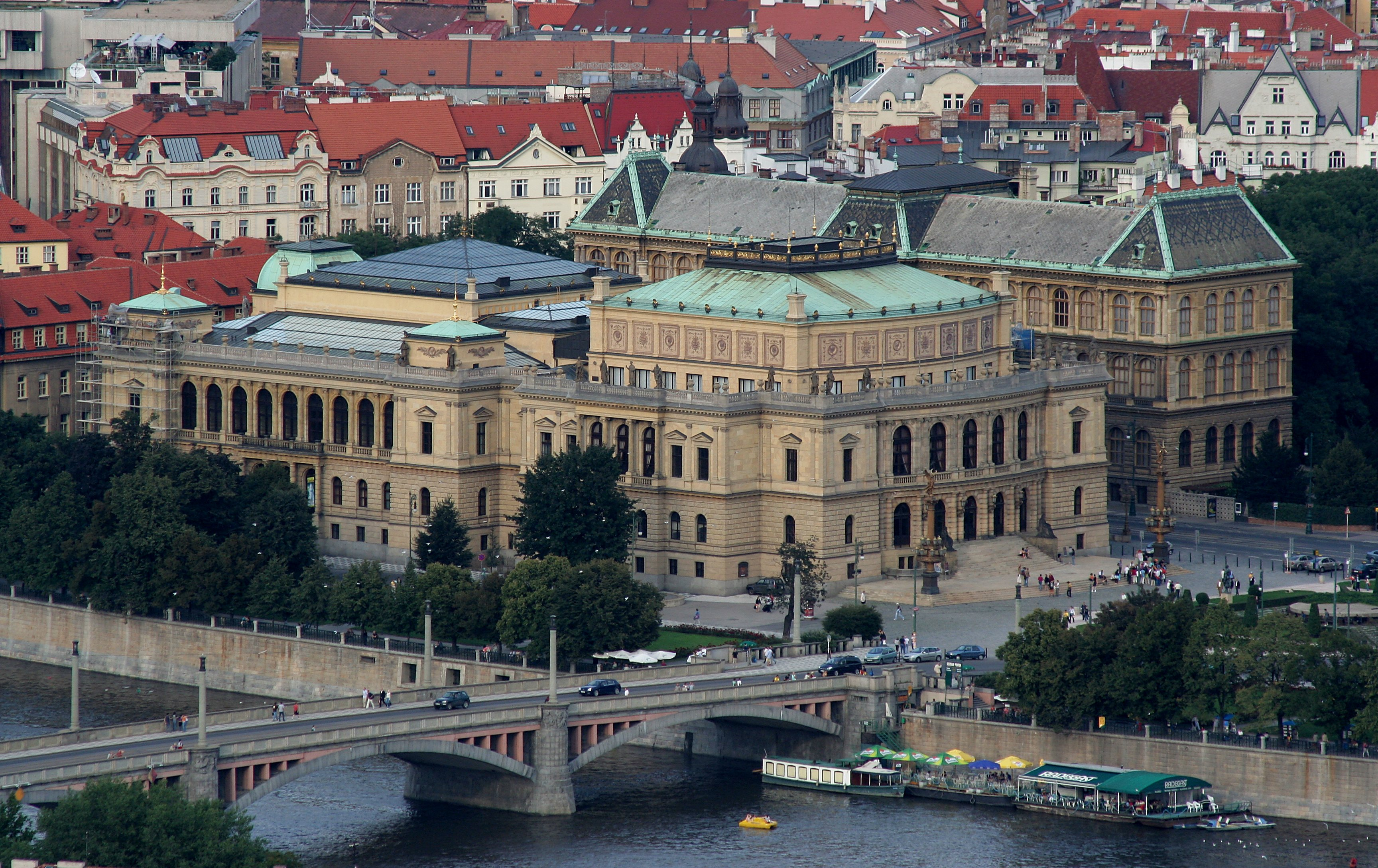
Rudolfinum

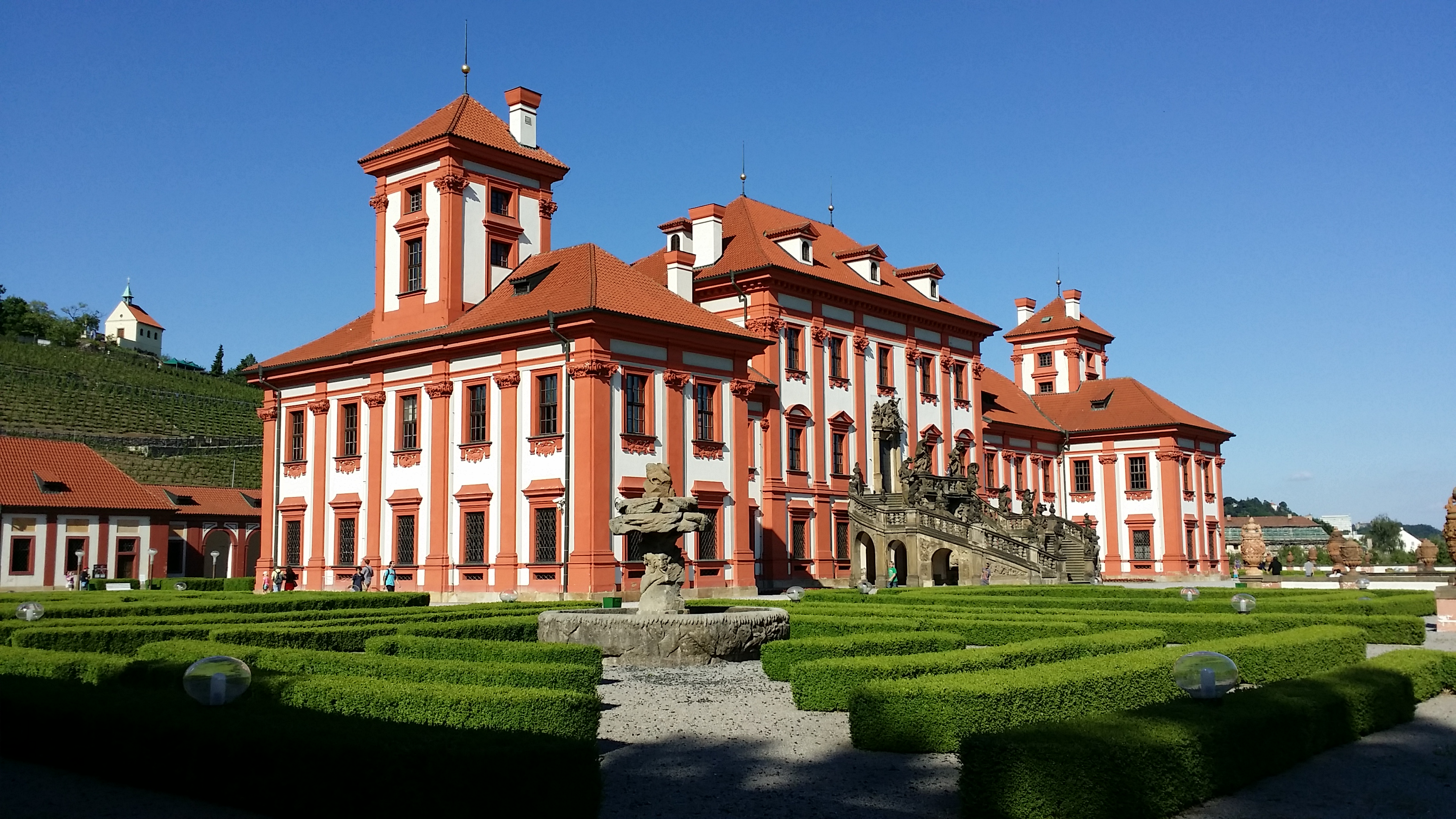
Trojský zámek

Praha se vyznačuje mimořádnou koncentrací malých i velkých divadelních scén. V nejvýznamnějším Národním divadle, jehož novorenesanční budova a výzdoba je symbolem českého vlastenectví 19. století, působí stálé soubory činohry, opery a baletu; ty vystupují střídavě také v klasicistním Stavovském divadle, v němž se na konci 18. století uskutečnily premiéry Mozartových oper Don Giovanni a La clemenza di Tito. Mezi činoherními scénami dále vyniká Divadlo na Vinohradech. Prestižní hudební scénou je pražská Státní opera (původně pražská německá scéna) a také Dvořákova síň Rudolfina, sídla České filharmonie. Světově známé je také divadlo Laterna magika.
Mezi menší scény patří mj. Divadlo Na zábradlí, Divadlo v Dlouhé, Dejvické divadlo či dnes již legendární Semafor a divadlo Járy Cimrmana. Kromě toho má Praha množství muzikálových a zábavných divadel (největší z nich je Hudební divadlo Karlín) a dalších komerčních scén, které se zaměřují např. na černé divadlo a žijí především z cestovního ruchu.[zdroj?]

### Hudba
V Praze sídlí symfonická hudební tělesa:
- Česká filharmonie, Symfonický orchestr hl. m. Prahy FOK, či Symfonický orchestr Českého rozhlasu (SOČR)

### Gastronomie

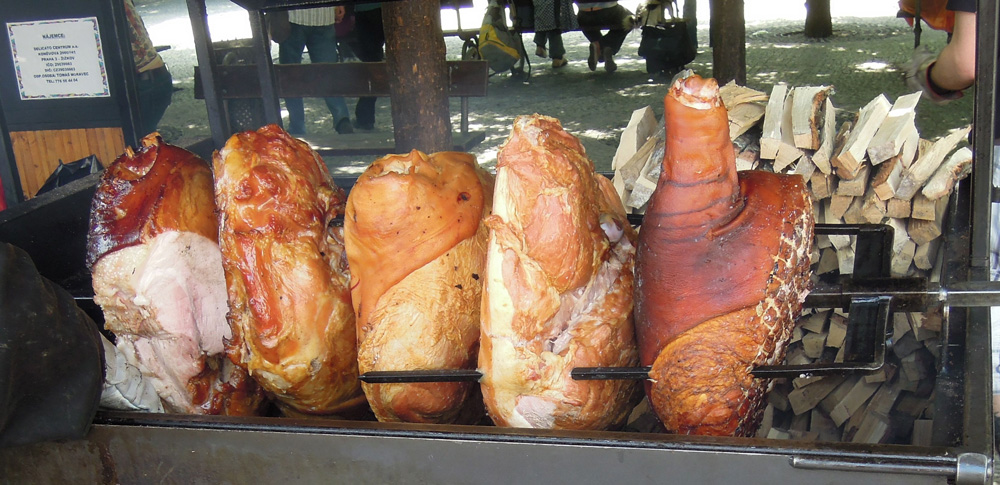
Pražská šunka podávaná ve stánku na Staroměstském náměstí

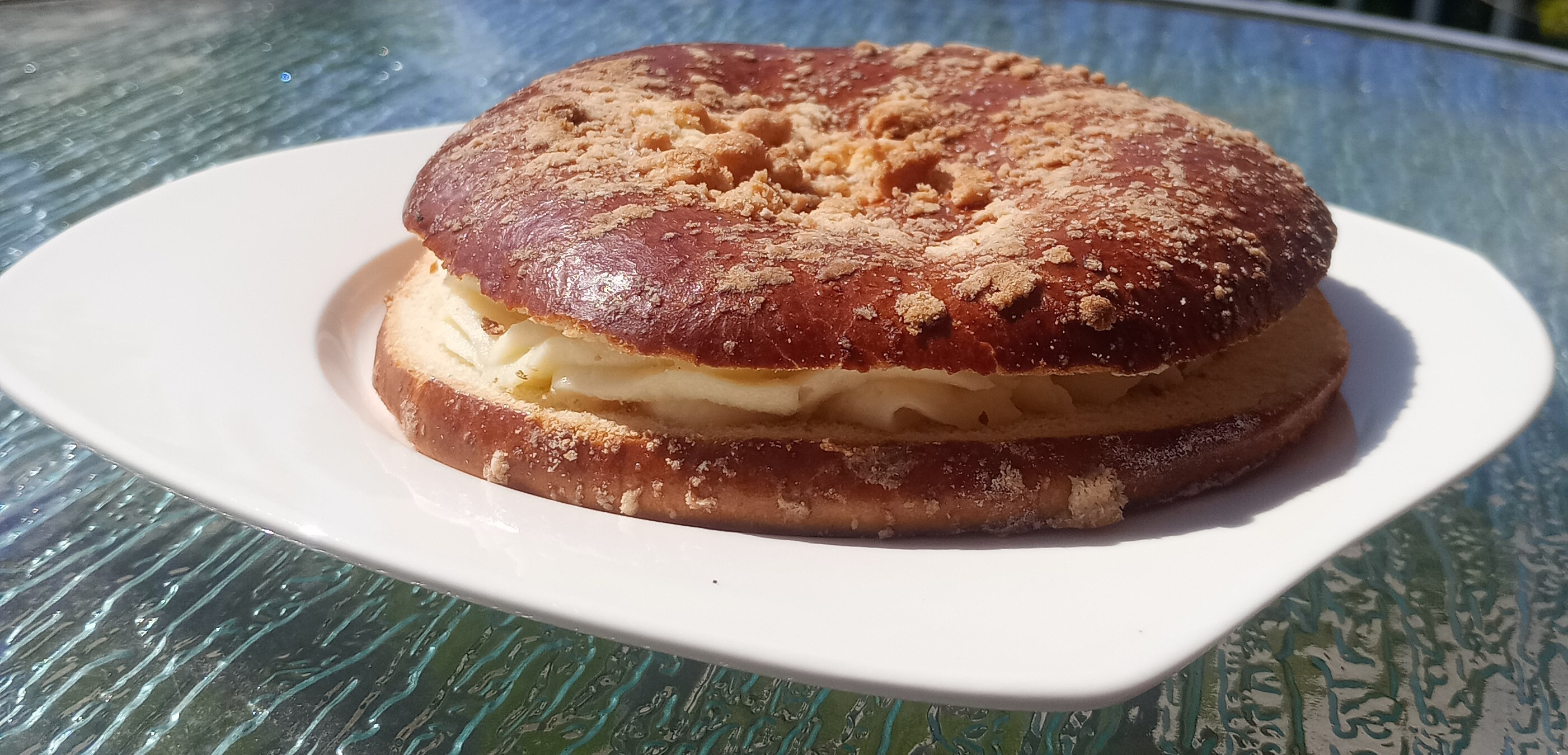
Pražský koláč

Pražská kuchyně je v zásadě podobná běžné české kuchyni, existují nicméně pražské regionální speciality. Patrně nejznámějším pokrmem z Prahy je pražská šunka, kterou poprvé vyrobil pražský uzenář František Zvěřina v roce 1857 a která se rozšířila i do zbytku světa. Další pražskou regionální specialitou je pražský koláč, bochánek z kynutého těsta plněný vanilkovým krémem.
V centru Prahy jsou rozšířené stánky s trdelníkem.

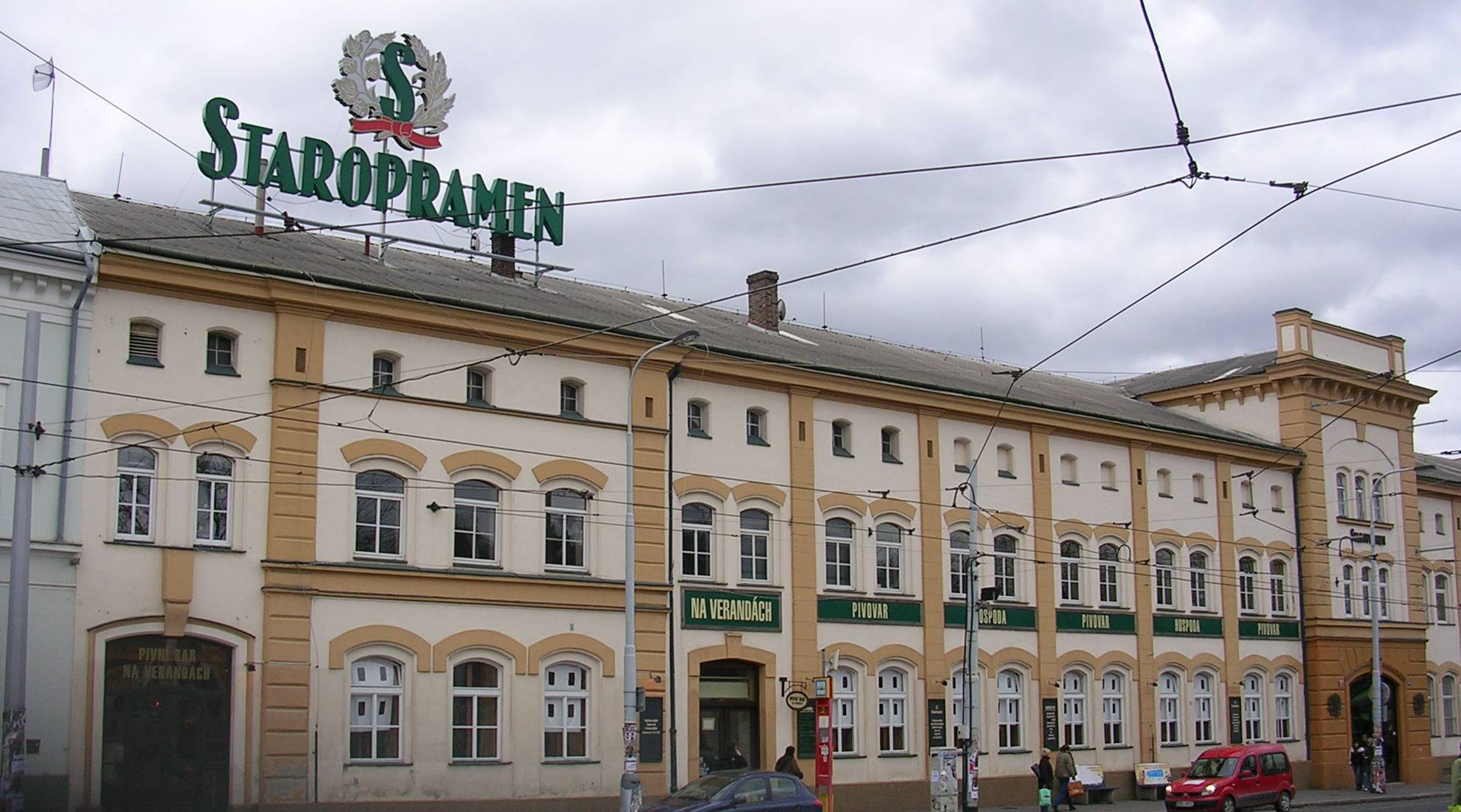
Pivovar Staropramen

#### Restaurace
V Praze jsou stovky restaurací a barů a především hospod s dobrým českým pivem. Malá Strana, Staré Město, Žižkov nebo například i Nusle jsou plné dobrých hospod, z nichž mezi nejznámější patří U Pinkasů, U Zlatého Tygra, U černého vola, Klášterní pivovar Strahov, U Sadu, U Medvídků a další. Slavná je také restaurace, která si vaří vlastní pivo – U Fleků.
Praha v posledních letech nabízí také více kvalitních restaurací vedených zkušenými šéfkuchaři. Úroveň gastronomie vzrůstá a tři pražské restaurace se k roku 2017 mohou pyšnit hvězdičkou Michelin. Každoročně je zde pořádán festival jídla – Prague Food Festival, festival piva – Český pivní festival, či festival zmrzlin – Prague Ice Cream Festival.

#### Pivovary
V Praze také sídlí nebo sídlilo několik pivovarů: 
- Praha 1: První novoměstský restaurační pivovar, Pivovar U Fleků, Klášterní pivovar Strahov, Pivovar Pražský most u Valšů, Pivovarský Hotel U Medvídků
- Praha 2: Pivovarský dům
- Praha 4: Pivovar Braník, Sousedský pivovar U Bansethů, Jihoměstský pivovar, Pivovar Spojovna, Pivovar Kunratice
- Praha 5: Pivovary Staropramen
- Praha 6: Břevnovský klášterní pivovar, Suchdolský Jeník, Výukový a výzkumný pivovar
- Praha 7: Měšťanský pivovar
- Praha 8: U Bulovky

### Fotografie vPraze
Fotografové pravidelně již od poloviny 19. století zachycují proslavené lokality, jako jsou Vyšehrad, Staré Město, Pražský hrad, ale také výjevy všedního života ve městě.

## Správa

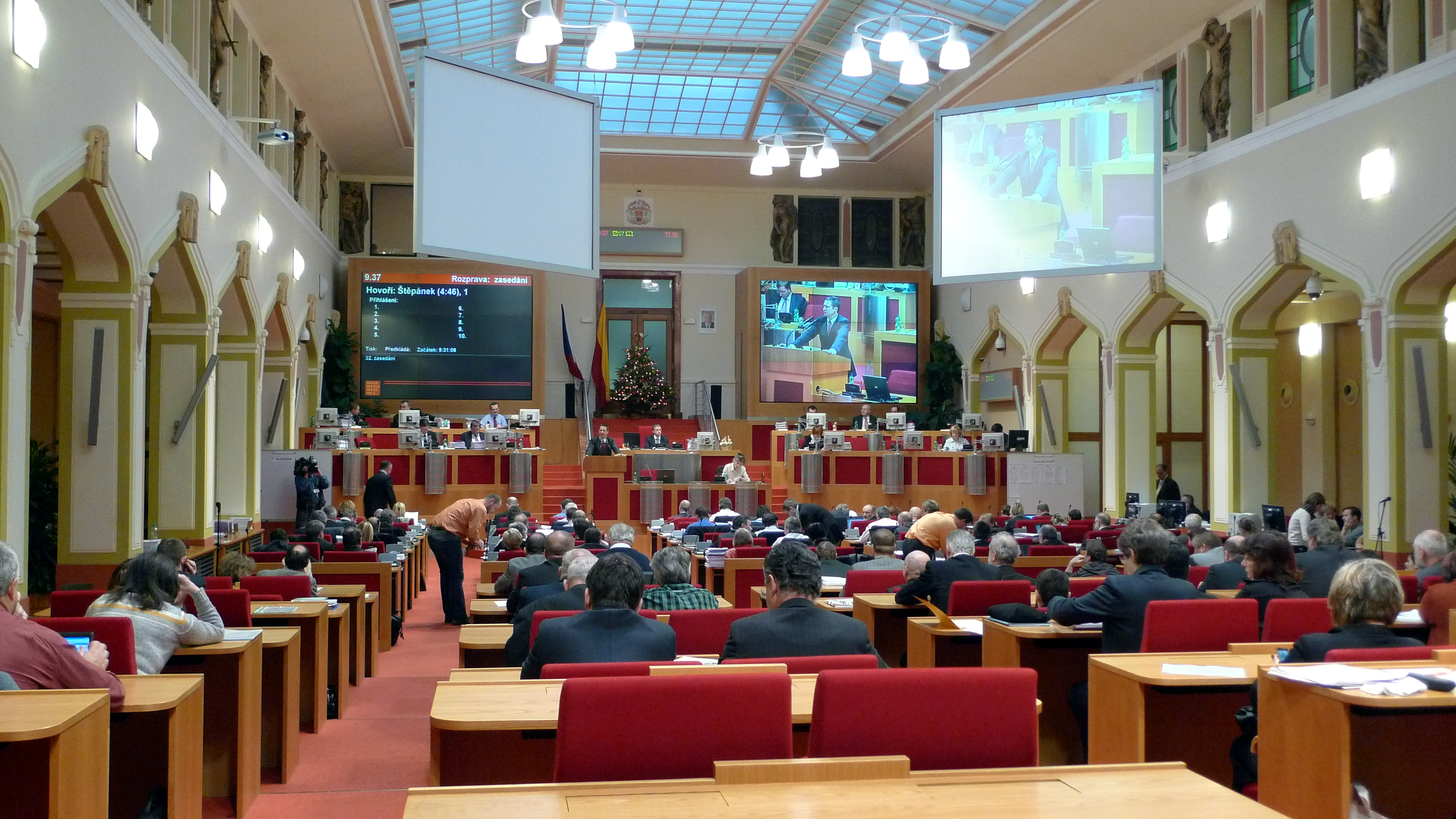
Zasedací sál pražského zastupitelstva

Praha se dělí na 57 městských části

### Postavení Prahy vrámci České republiky
Praha je hlavním městem České republiky a jako taková je pravidelným sídelním městem jejích ústředních orgánů. Má specifické postavení obce i kraje zároveň. Nevztahuje se na ni zákon o obcích (č. 128/2000 Sb.) a zákon o krajích (č. 129/2000 Sb.), nýbrž zvláštní zákon o hlavním městě Praze (č. 131/2000 Sb.), který se zmiňuje o jejím statutu, ale výslovně ji za statutární město neoznačuje, byť de facto jím je. Praha vydává pro své území vlastní právní předpisy, vyhlášky i nařízení, které publikuje ve Sbírce právních předpisů hlavního města Prahy. 
Praha je zároveň ze zákona sídlem Středočeského kraje a dokud byla stanovena sídla okresů, byla i sídlem okresů Praha-východ a Praha-západ. V Praze sídlí správní instituce Středočeského kraje, některá pracoviště městských úřadů Černošice a Brandýs nad Labem-Staré Boleslav, okresní soudy a okresní státní zastupitelství pro Prahu-východ a Prahu-západ a řada dalších úřadů s regionální působností pro Středočeský kraj či Praze přilehlé okresy. 
Zákon o územním členění státu č. 36/1960 Sb. jmenoval hlavní město Prahu jako samostatnou územní jednotku, stojící mimo členění území na kraje, okresy a obce. Ústavní zákon č. 347/1997 Sb. jmenoval hlavní město Prahu mezi 14 vyššími územně samosprávnými celky, z nichž 13 ostatních neslo ve svém názvu slovo „kraj“, avšak zároveň novelizoval č. 99 Ústavy tak, že se Česká republika člení na kraje, které jsou vyššími územními samosprávnými celky, čímž byla Praha implicitně zahrnuta mezi kraje a všechny kraje explicitně mezi vyšší územně samosprávné celky. Zákon č. 131/2000 Sb., o hlavním městě Praze, upravuje postavení hlavního města Prahy jako hlavního města České republiky, jako kraje a jako obce. Zákon č. 51/2020 Sb., o územně správním členění státu, zjevně počítá hlavní město Prahu jako jeden z krajů. 
Problematičtější je postavení hlavního města Prahy jako okresu, protože okresy, na rozdíl od krajů a obcí, nebyly chápány jako samosprávné subjekty, ale pouze jako územní jednotky. Zákon o hlavním městě Praze č. 131/2000 Sb. v původním znění tedy nezmiňuje postavení hlavního města Prahy jako okresu, ale pouze v ustanoveních týkajících se přenesené působnosti stanovil, že hlavní město Praha vykonává přenesenou působnost, která je zvláštním zákonem svěřena okresním úřadům, a statutem může takové působnosti svěřit městským částem (avšak pouze těm, na jejichž úřadu je zřízena funkce tajemníka), primátor vykonává funkci přednosty okresního úřadu a rada hlavního města vydává nařízení, pokud zákon svěřuje tuto pravomoc okresním úřadům. Zrušením okresních úřadů tato ustanovení ze zákona o hlavním městě Praze k 1. lednu 2023 vymizela. Fakticky některé pravomoci okresních úřadů vykonávalo město samo prostřednictvím své rady (vydávání nařízení na městské části nikdy delegováno nebylo) a magistrátu (např. vydávání licencí a stanovisek k licencím pro autobusovou dopravu), některé svěřovalo v různém rozsahu tzv. velkým městským částem. 
Vzhledem k tomu, že územní členění na okresy mělo původně praktický význam také ten, že okresy bývaly soudními obvody okresních soudů, jejichž postavení je shodné s obvodními soudy v Praze, fakticky tak pozici okresů bylo nejblíže 10 městských obvodů v Praze, zatímco pojímat jako okres celou Prahu již ztratilo faktické a právní opodstatnění. Toto pojetí s účinností od 1. ledna 2021 upevnil a zakotvil zákon č. 51/2020 Sb., o územně správním členěním státu, který výslovně stanovil, že v hlavním městě Praze jsou na úrovni okresů vymezeny prostřednictvím správních obvodů městských částí obvody Praha 1 až Praha 10. Registr územní identifikace na tuto změnu reagoval až se zpožděním tím, že k 1. červenci 2022 zrušil okres 3100 Hlavní město Praha. Vzhledem k tomu, že touto změnou byla narušena struktura dat, byl od 15. července jako náhrada zaveden pomocný technický záznam „9999 – území Hlavního města Prahy“, ve finálním řešení plánovaném na prosinec 2022 má být tento pomocný záznam potlačen vytvořením přímé vazby mezi ORP Hlavní město Praha a VÚSC Hlavní město Praha.

### Členění Prahy

Mapa katastrálních území, městských částí a správních obvodů

Praha se dělí na 10 městských obvodů, 22 správních obvodů, 57 městských částí a 112 katastrálních území.

#### Katastrální členění
Do roku 1949 byly správní obvody až na jednu výjimku z roku 1947 tvořeny jedním nebo více celými katastrálními celky, bývalými obcemi či městy. Od roku 1949 došlo k zásadní změně správního členění. Od té doby hranice mnoha obvodů, správních obvodů a městských částí jsou nezávislé na hranicích katastrálních území a některá katastrální území jsou tak rozdělena do více správních a samosprávných částí města. Katastrální území (například Vinohrady, Smíchov) jsou nadále rozhodující zejména pro evidenci pozemků a nemovitostí a označování domů. Praha je složena ze 112 katastrálních území různé velikosti, charakteru i významu.

#### Významné čtvrti
Centrum města: Staré Město, Nové Město, Josefov, Malá Strana, Hradčany, Vyšehrad.
Velké čtvrti poblíž centra: Smíchov, Vinohrady, Nusle, Vršovice, Žižkov, Karlín, Libeň, Vysočany, Holešovice, Bubeneč, Dejvice, Braník.

#### Územní členění
Praha se podle zákona o územním členění státu dělí na deset obvodů Praha 1 – Praha 10, které mají postavení na úrovni okresů. Toto rozdělení vzniklo v roce 1960 a obvody byly i správními a samosprávnými obvody. Od roku 1990 nejsou tyto městské obvody samosprávnými celky, ale jejich základem jsou samosprávné městské části (u prvních tří jsou tyto měst. části s nimi přímo totožné). Od roku 2001 nejsou ani územně-správními obvody. Dnes již podle nich jsou organizovány jen soudy, pošty nebo různé správní firmy.[zdroj?]
| Městské obvody | Správní obvody                                            | Městské části |
| -------------- | --------------------------------------------------------- | --- |
| Praha 1        | Praha 1                                                   | Praha 1 |
| Praha 2        | Praha 2                                                   | Praha 2 |
| Praha 3        | Praha 3                                                   | Praha 3 |
| Praha 4        | Praha 4, Praha 11, Praha 12                               | Praha 4, Praha-Kunratice, Praha 11, Praha-Újezd, Praha-Šeberov, Praha 12, Praha-Libuš                                                                                              |
| Praha 5        | Praha 5, Praha 13, Praha 16                               | Praha 5, Praha-Slivenec, Praha 13, Praha-Řeporyje, Praha 16, Praha-Velká Chuchle, Praha-Lochkov, Praha-Lipence, Praha-Zbraslav, Praha-Zličín                                       |
| Praha 6        | Praha 6, Praha 17                                         | Praha 6, Praha-Lysolaje, Praha-Nebušice, Praha-Přední Kopanina, Praha 17, Praha-Suchdol                                                                                            |
| Praha 7        | Praha 7                                                   | Praha 7, Praha-Troja |
| Praha 8        | Praha 8                                                   | Praha 8, Praha-Březiněves, Praha-Dolní Chabry, Praha-Ďáblice |
| Praha 9        | Praha 9, Praha 14, Praha 18, Praha 19, Praha 20, Praha 21 | Praha 9, Praha 14, Praha-Dolní Počernice, Praha 18, Praha 19, Praha-Vinoř, Praha-Satalice, Praha-Čakovice, Praha 20, Praha 21, Praha-Klánovice, Praha-Koloděje, Praha-Běchovice    |
| Praha 10       | Praha 10, Praha 15, Praha 22                              | Praha 10, Praha-Křeslice, Praha 15, Praha-Dolní Měcholupy, Praha-Štěrboholy, Praha-Petrovice, Praha-Dubeč, Praha 22, Praha-Královice, Praha-Nedvězí, Praha-Kolovraty, Praha-Benice |

#### Správní a samosprávné členění

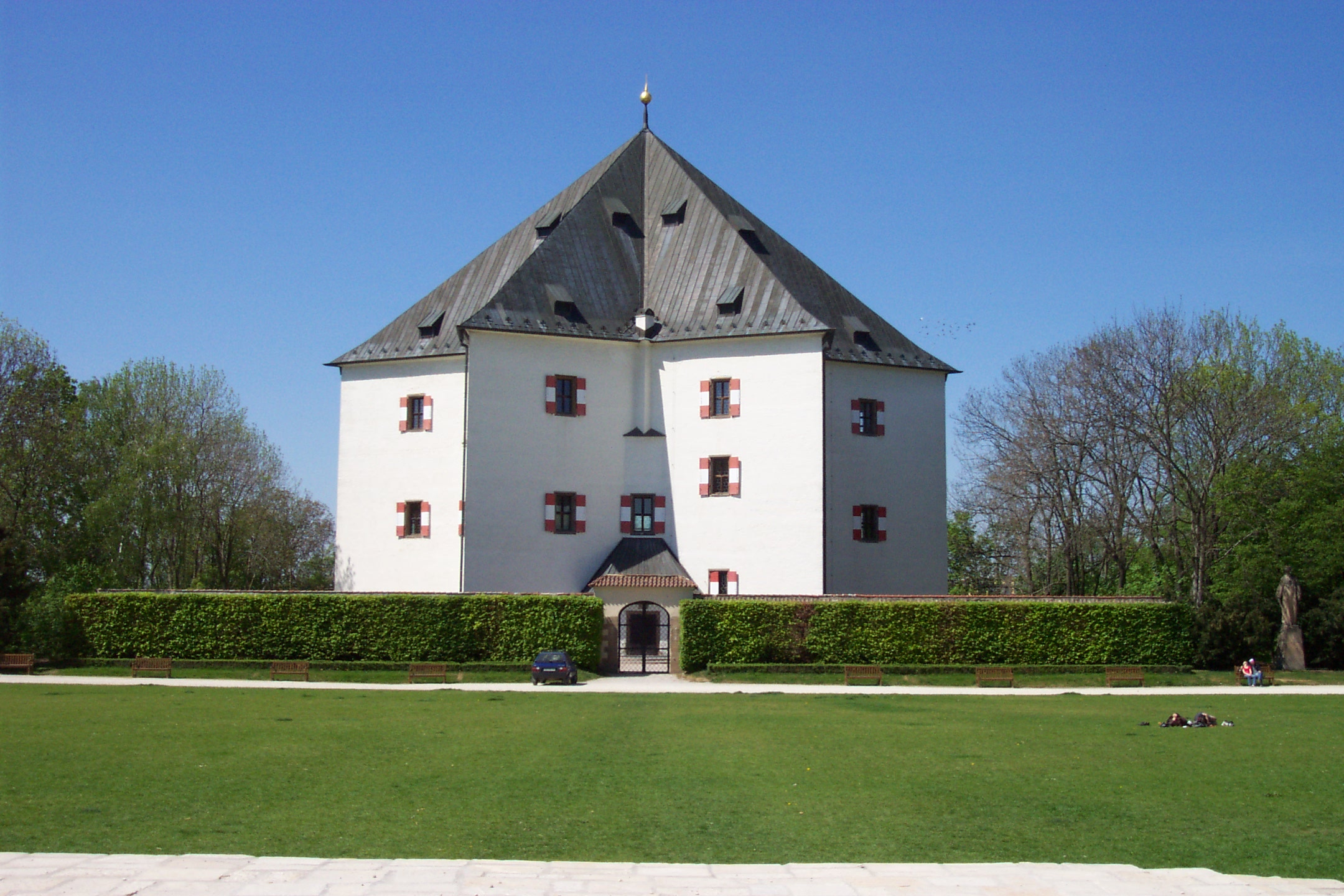
Letohrádek Hvězda leží v katastrálním území (čtvrti) Liboc a zároveň v městské části Praha 6

Praha má 57 samosprávných městských částí, které jsou spravovány voleným zastupitelstvem a dále radou, starostou a úřadem městské části. Úřady některých městských částí měly již od ustavení městských částí svěřeny některé z působností státní správy i pro další městské části.
Od 1. července 2001 byla tato úroveň působností v celé Praze rozdělena do 22 správních obvodů – uvádí-li se v mapách nebo textu v souvislosti s Prahou spojení „správní obvod“, je tím nejčastěji míněn správní obvod této působnosti a úrovně. Od 1. ledna 2002 je názvem těchto 22 městských částí slovo Praha s příslušnou číslovkou, stejné označení se používá i pro správní obvod jejich rozšířené působnosti. Některé z těchto 22 městských částí mají tuto působnost jen pro své území, jiné i pro další městské části.[zdroj?]
Území většiny z těchto 22 správních obvodů (všech s výjimkou Prahy 1 až Prahy 3) však není totožné s územními obvody podle zákona o územním členění státu, které byly původně (před rokem 1990) i správními obvody a měly i vlastní sbory (ONV). Vláda i poslanci opakovaně přicházejí s návrhy, aby staré členění bylo zrušeno.[zdroj?]
Na území Prahy se nachází 953 základních sídelních jednotek.

### Orientační a evidenční systém

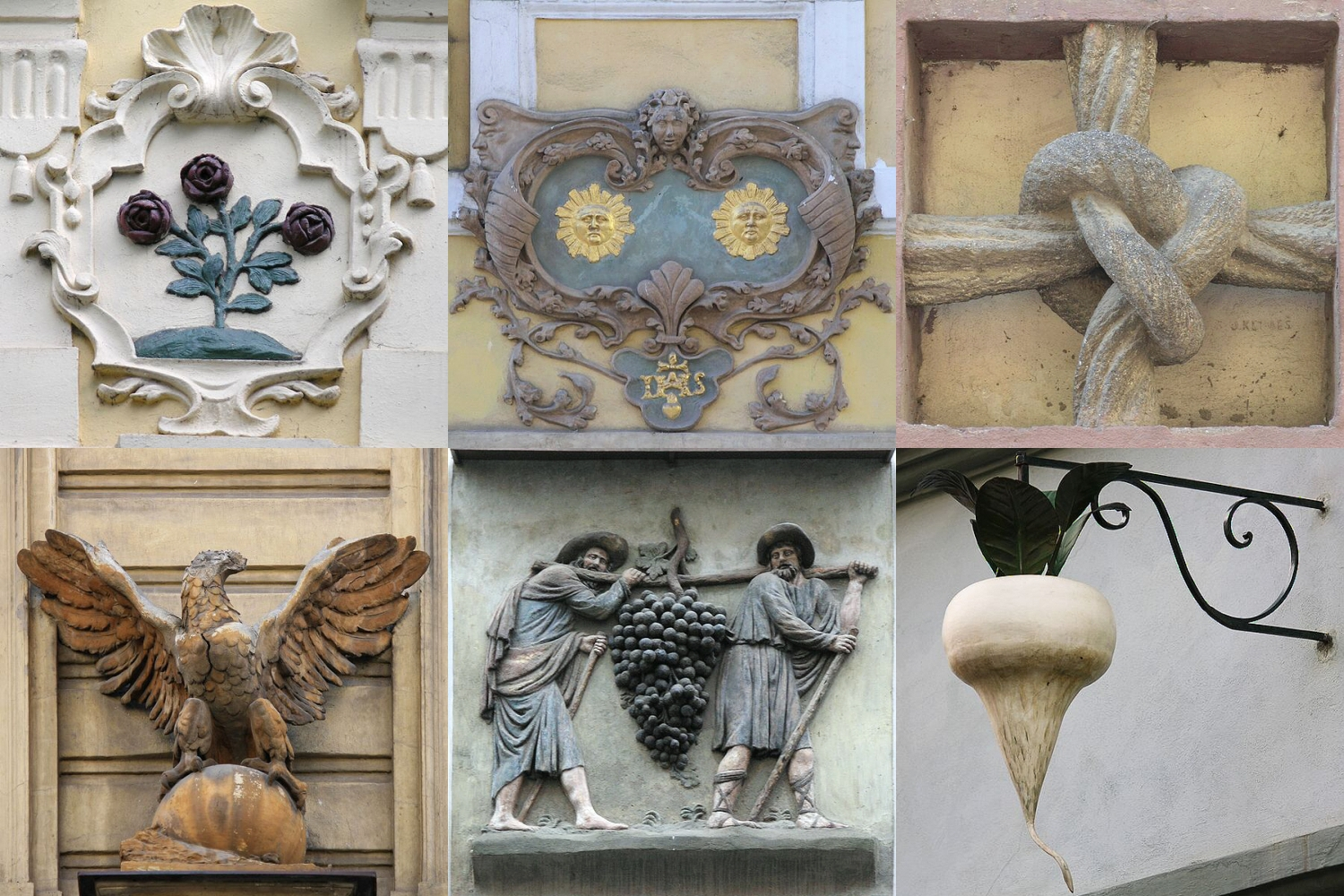
Domovní znamení staré Prahy

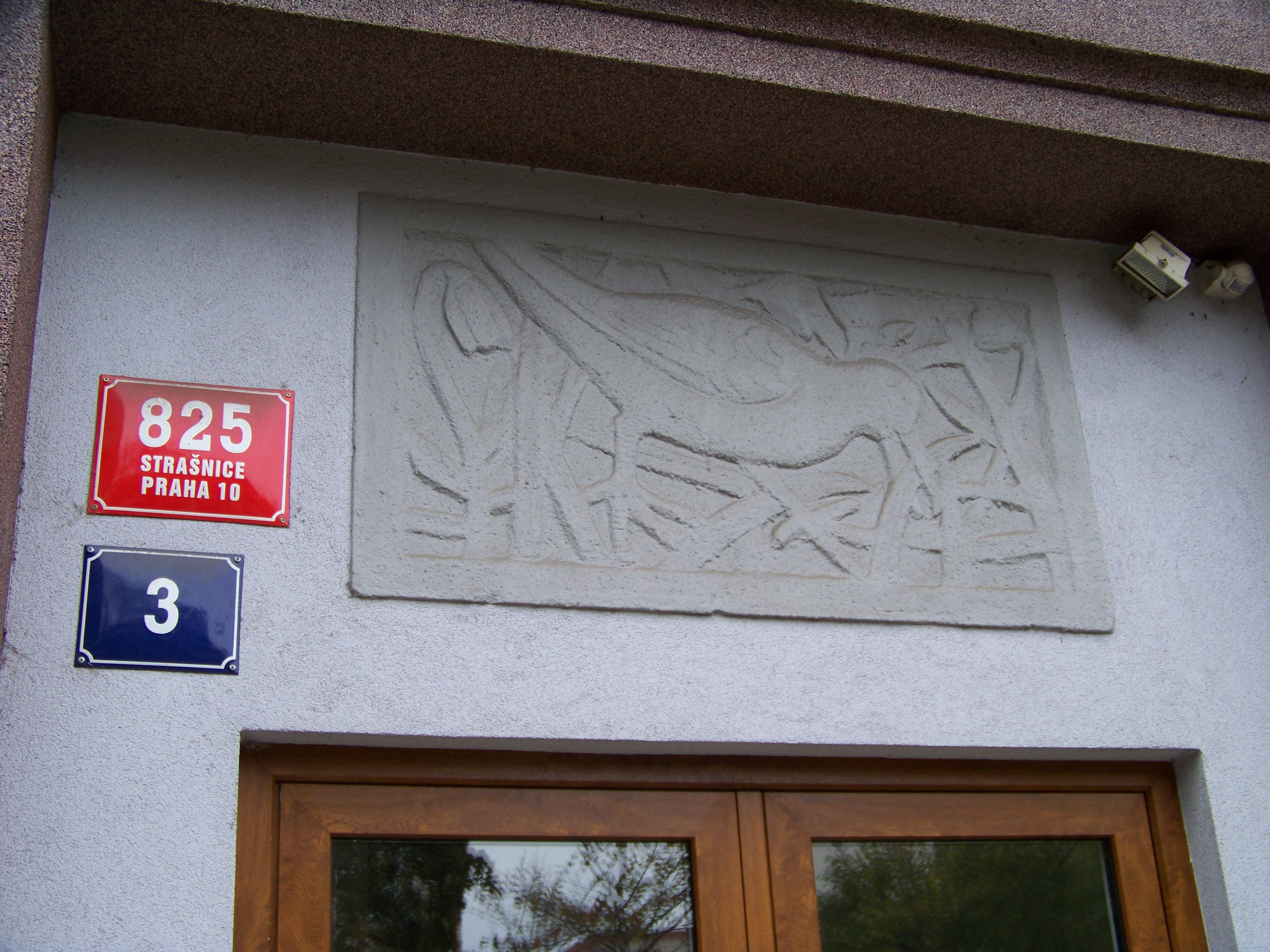
Pražské popisné číslo slouží k lokalizaci v rámci katastrálního území (nahoře), orientační číslo v rámci ulice (dole)

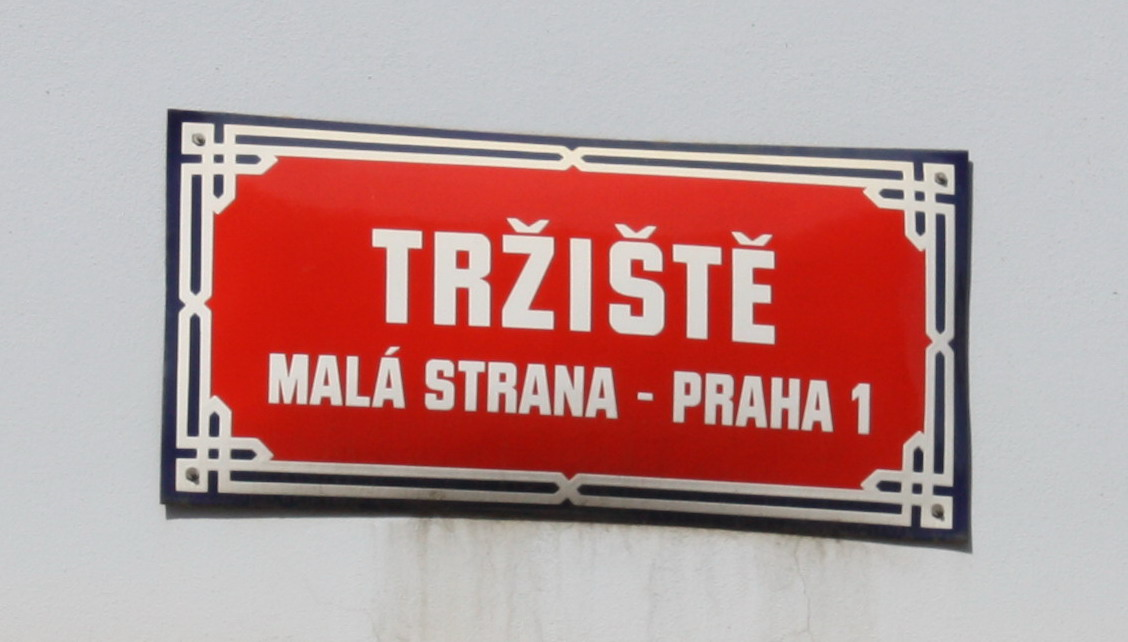
Pražská cedule s názvem ulice

Nejstarší vrstva pražských pomístních názvů pochází z doby kolem 12. století, kolem 14. století se vžily zejména názvy jednotlivých rynků a trhů. Některá místa měla vžitý název latinský, německý i český. Vžívala se též označení ulic podle zasvěcení kostela nebo kláštera, podle významných majitelů domů v ulici nebo domovních znamení, podle vzhledu nebo charakteru ulice nebo podle události. Domy byly rozlišovány zejména podle domovních znamení.
Po roce 1770 byla v monarchii zavedena popisná čísla domů. Po sloučení čtyř pražských měst (1784) byly počínaje 27. říjnem 1787 v Praze zavedeny oficiální názvy ulic jako nutný doplněk k domovním číslům, které orientační funkci plnily lépe. Úředním zavedením byly všechny dosavadní názvy ulic důsledně poněmčeny a úřední zavádění a schvalování postupně nahrazovalo spontánní vývoj názvů. V roce 1857 vyšlo císařské nařízení o pojmenovávání ulic a zavádění domovních čísel podle ulic (dnes nazývaných orientační čísla). 
8. října 1868 se sbor pražských obecních starších usnesl označit pražské ulice jednotnými německo-českými plechovými tabulemi (a zároveň stanovil zásadu unikátnosti názvu v rámci města). Na základě tohoto usnesení byla v Praze ustanovena zvláštní komise pro stanovení názvů ulic a náměstí. Výsledkem její práce byl „Autentický ukazatel ulic a náměstí i čísel domovních královského hlavního města Prahy“, který z nařízení městské rady sestavil ředitel městského archivu Karel Jaromír Erben. V nově připojených Holešovicích byly umístěny jen české názvy, v roce 1893 se jednojazyčné tabulky v českých národních barvách začaly objevovat i v samotné Praze. Po soudních sporech bylo 20. dubna 1894 vyhláškou rozhodnuto o nahrazení dvojjazyčných tabulí českými v celé Praze. 
1. října 1898 správní soud rozhodnutí definitivně potvrdil. V celé Praze se používají smaltované červenobílé tabule s názvy ulic jednotného vzoru, popisná čísla domů jsou tradičně provedena bílým písmem na červených tabulkách a orientační čísla bílým písmem na modrých tabulkách. V některých městských částech je orientační systém doplněn též názvy ulic ve formě směrového dopravního značení nebo speciálními městskými rozcestníky či směrovkami.
Evidenční části Prahy se samostatnými řadami čísel popisných jsou totožné s katastrálními územími Prahy. Ulice jsou pojmenovány ve všech evidenčních částech Prahy. Ve většině částí Prahy jsou domům přidělována i čísla orientační; nejsou přidělena například v částech Běchovice, Benice, Šeberov, Petrovice nebo Zbraslav.[zdroj?]
Šesticifernými čísly jsou označeny sloupy veřejného osvětlení ve správě společnosti Eltodo Citelum, tuto identifikaci využívá k lokalizaci i integrovaný záchranný systém. Dalším významným orientačním prvkem jsou názvy zastávek městské hromadné dopravy.[zdroj?]

## Justice

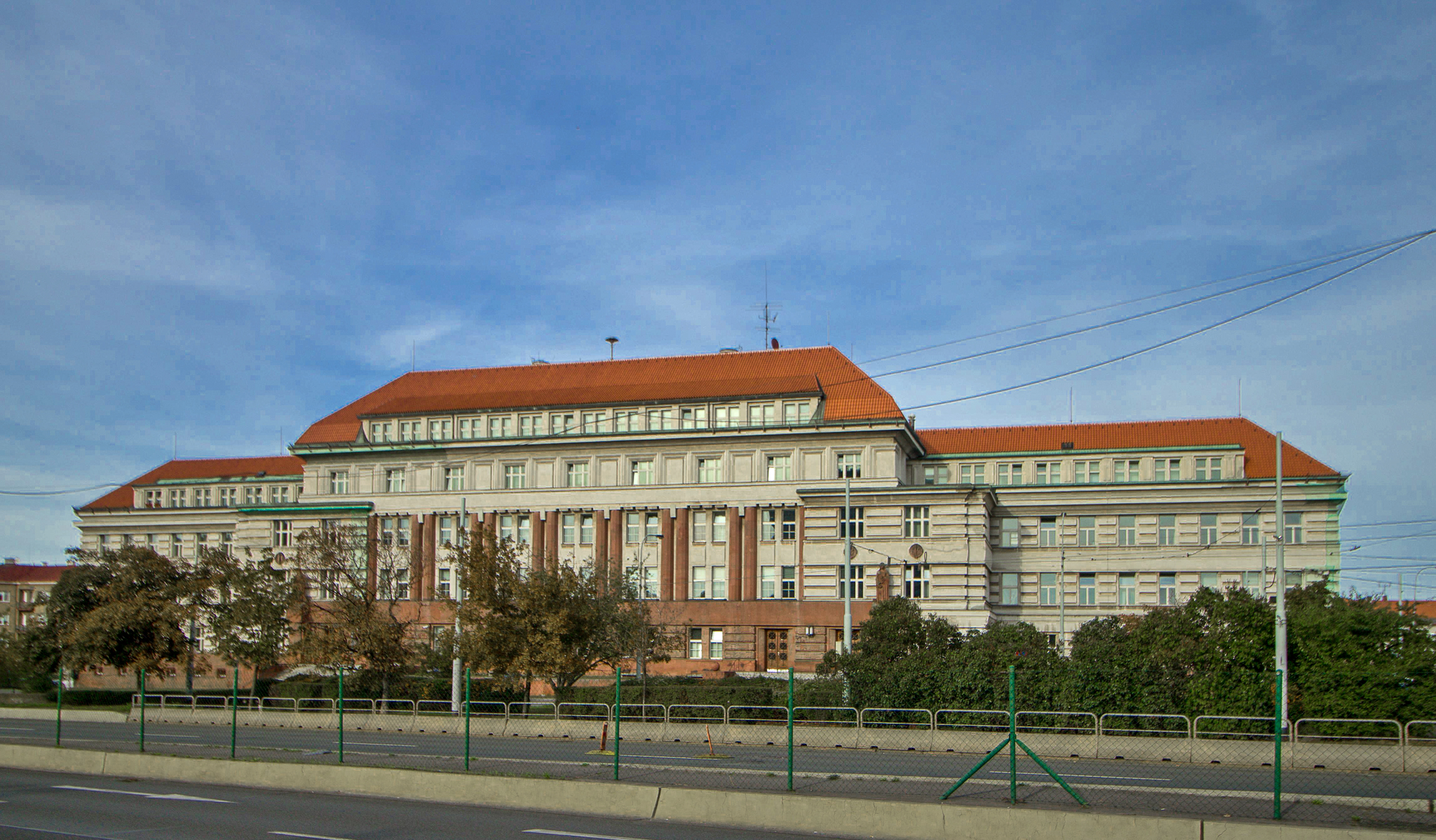
Vrchní soud v Praze

Přestože je Praha hlavním městem České republiky, vrcholné soudní instituce sídlí v Brně. V Praze se nachází pouze jeden ze dvou vrchních soudů, ačkoli s působností vůči téměř celým Čechám, působnost krajského soudu vůči území města má městský soud, zároveň jde zde ale také středočeský krajský soud. Působnost okresních soudů vykonává ve městě deset soudů obvodních, jen pro pražské okolí existují dva klasické soudy okresní (Praha-východ a Praha-západ).

## Volby do parlamentu
Praha jako celek tvoří jeden vícemandátový volební obvod pro volby do Poslanecké sněmovny Parlamentu České republiky. Jako takový se nicméně člení na stovky volebních okrsků.
V Praze je celkem 10 jednomandátových volebních obvodů pro volby do Senátu Parlamentu ČR. Tyto volební obvody částečně odpovídají městským deseti obvodům, některé spojují nesouvisející městské části (jako například senátní obvod č. 17 – Praha 12 rozkládající se od Lochkova přes Kunratice až po Petrovice).[zdroj?]

### Rozvržení mandátů v Poslanecké sněmovně
Praha tvoří jeden ze 14 volebních krajů pro volby do Poslanecké sněmovny. Po volbách 2021 Prahu zastupuje 23 poslanců:
| Strana | Strana                       | Mandáty |
| ------ | ---------------------------- | ------- |
|        | Občanská demokratická strana | 6/23    |
|        | ANO 2011                     | 5/23    |
|        | Starostové a nezávislí       | 4/23    |
|        | TOP 09                       | 3/23    |
|        | KDU-ČSL                      | 2/23    |
|        | Česká pirátská strana        | 2/23    |
|        | Svoboda a přímá demokracie   | 1/23    |

### Aktuální seznam senátorů zastupujících Prahu
V Praze se nachází celkem 10 senátních volebních obvodů.
| Obvod         | Senátor | Senátor                | Strana | Zvolen |
| ------------- | ------- | ---------------------- | ------ | ------ |
| 17 – Praha 12 |         | Pavel Fischer          | TOP 09 | 2024   |
| 19 – Praha 11 |         | Hana Kordová Marvanová | ODS    | 2022   |
| 20 – Praha 4  |         | Jiří Drahoš            | STAN   | 2024   |
| 21 – Praha 5  |         | Václav Láska           | SEN 21 | 2020   |
| 22 – Praha 10 |         | Jan Pirk               | TOP 09 | 2022   |
| 23 – Praha 8  |         | Vladimíra Ludková      | ODS    | 2024   |
| 24 – Praha 9  |         | David Smoljak          | STAN   | 2020   |
| 25 – Praha 6  |         | Jiří Růžička           | TOP 09 | 2022   |
| 26 – Praha 2  |         | Miroslav Bárta         | STAN   | 2024   |
| 27 – Praha 1  |         | Miroslava Němcová      | ODS    | 2020   |

## Doprava

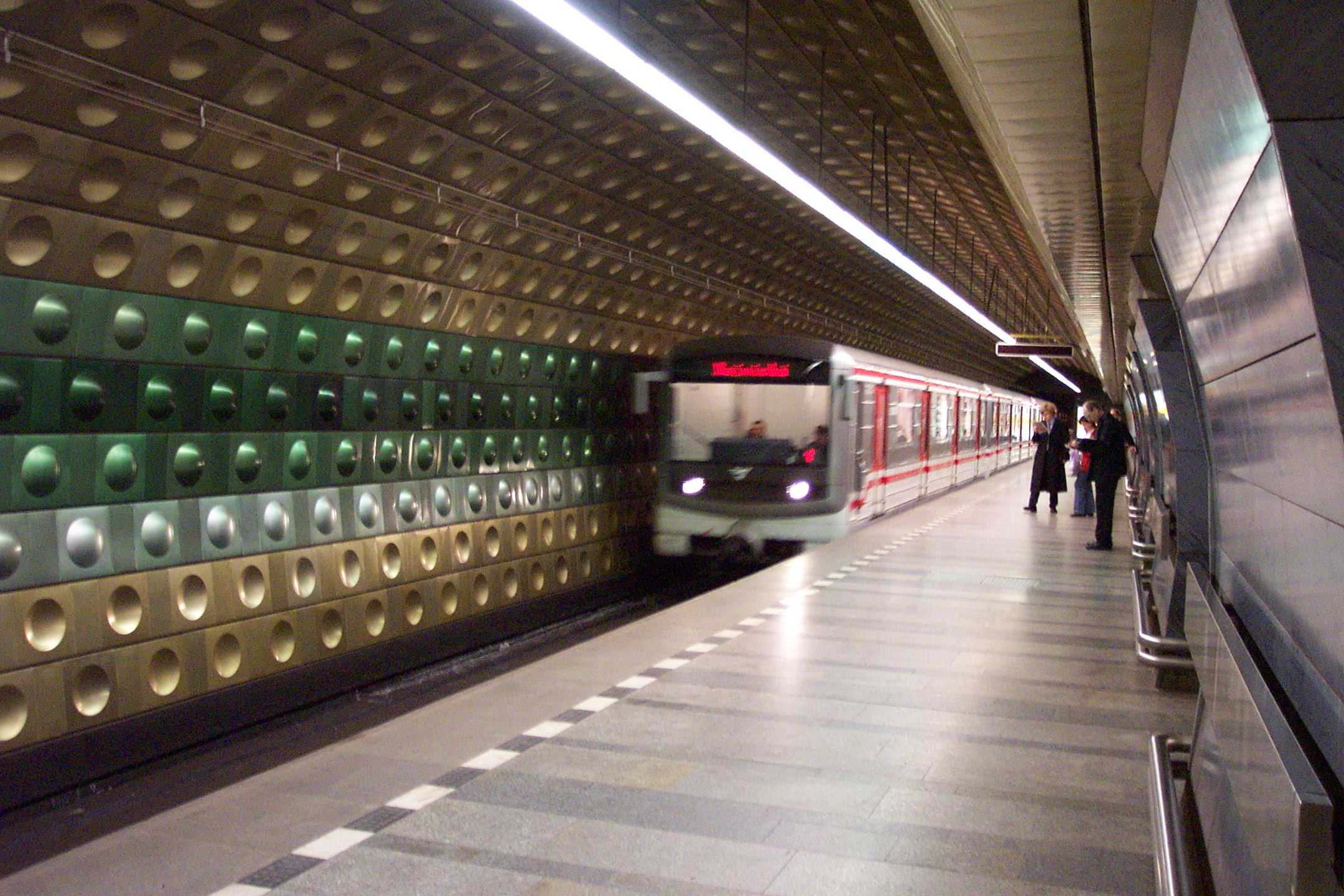
Stanice Malostranská pražského metra na lince A

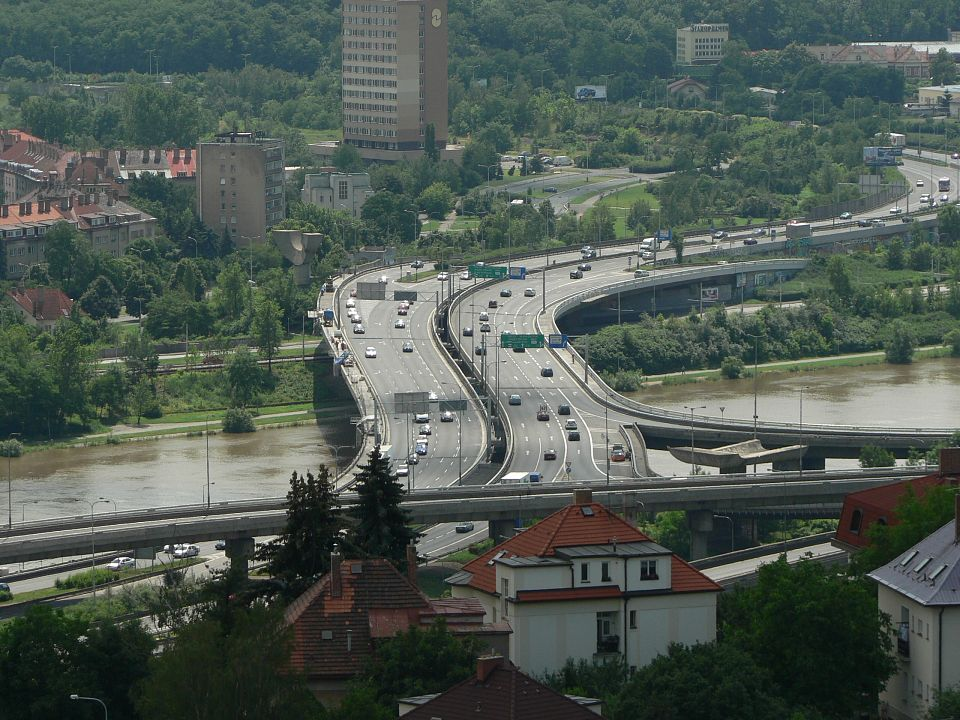
Barrandovský most je součástí vnitřního Městského okruhu a je jednou z nejvytíženějších silniční komunikací v celém Česku

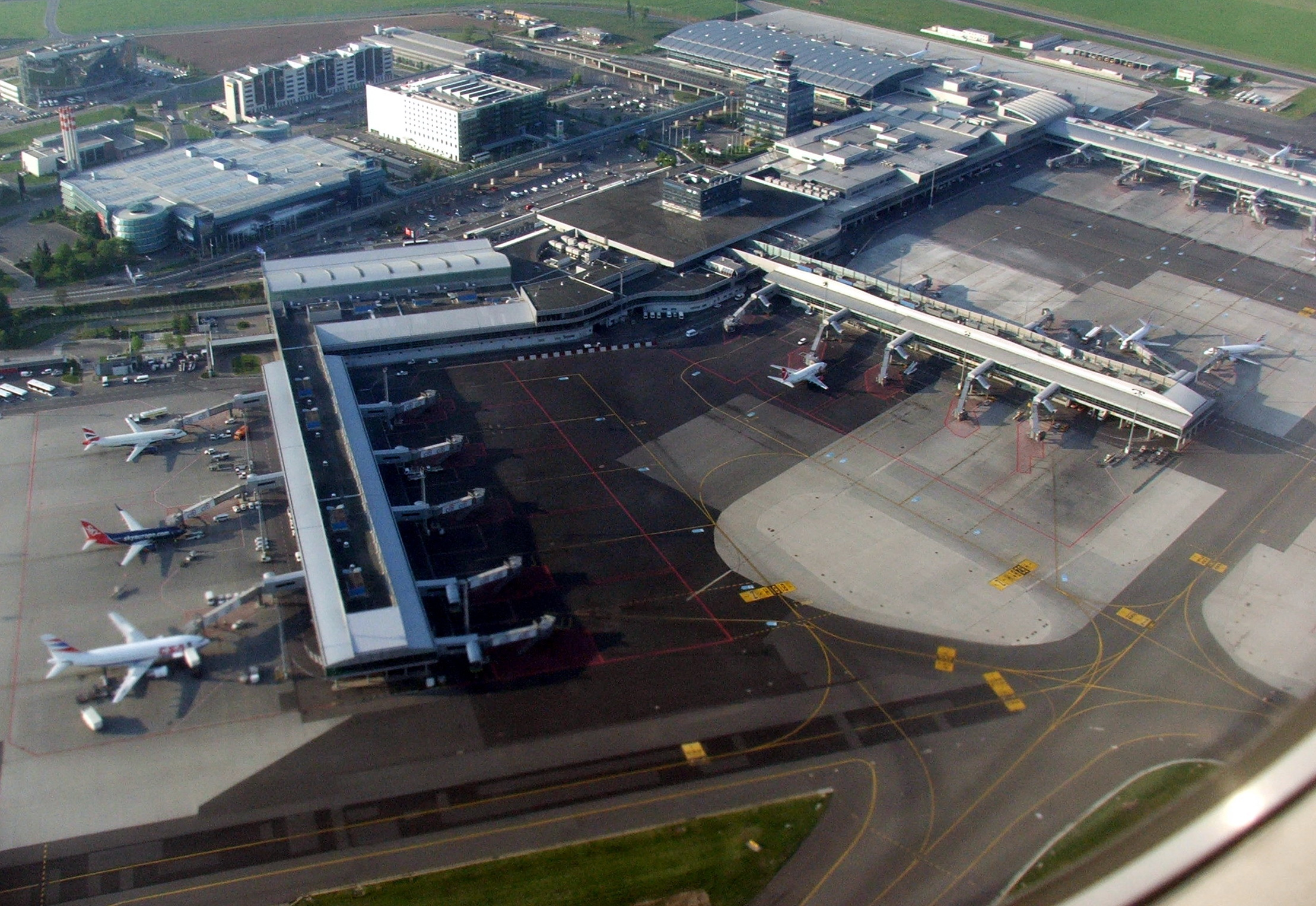
Letiště Václava Havla Praha

Praha je hlavním dopravním uzlem v Česku a významnou křižovatkou ve střední Evropě. Má rozsáhlou dopravní infrastrukturu. Pražský železniční uzel je centrem dálkové i příměstské osobní dopravy. Velká pražská nákladová nádraží jsou v útlumu, avšak v Uhříněvsi vzniklo největší kontejnerové překladiště ve střední Evropě. Letiště Václava Havla je hlavním pražským letištěm.

### Hromadná doprava
Veřejná doprava byla zprvu v 19. století zajišťována drožkami a omnibusy, od roku 1875 vznikala síť koněspřežné tramvaje, kterou od 90. let 19. století začala nahrazovat elektrická tramvaj. Do roku 1907 soukromé městské dráhy vykoupilo město. Po neúspěšném pokusu v letech 1908–1909 se od roku 1925 začlenily do městské dopravy i autobusy a od roku 1974 metro. Po roce 2002 nabyly důrazu snahy využít pro městskou a příměstskou dopravu více i železnici, zejména systémem příměstské železnice Esko (linky S). Doplňkovou roli má od roku 1891 lanovka a sedm malých osobní přívozů.
Systém Pražské integrované dopravy zahrnuje metro, tramvaje, autobusy, trolejbusy, vlaky, přívozy, lanovku a autobusovou linku Airport Express. Pražské metro přepraví okolo 1,2 milionu cestujících denně, je zodpovědné za 37 % výkonů pražské hromadné dopravy. Předplatné jízdné je pro všechny formy dopravy stejné a platí formou nákupu jednorázových papírových jízdenek, kupónů na pevné časové období (1 a 3 denní), systémem čipových karet Lítačka (měsíční, čtvrtletní a roční) a SMS jízdenkami pouze na Airport Express platí zvláštní nepřestupní jízdné. Nejvýznamnějším dopravcem je Dopravní podnik hl. m. Prahy (DPP).

### Silniční síť
Přímo centrem Prahy vede severojižní magistrála, která navazuje na dálnici D1. Postupně jsou dobudovávány vnější Pražský okruh a vnitřní Městský okruh, jehož součástí je i největší městský tunelový komplex v Evropě Blanka. Oba okruhy se staví od 80. let a jejich dostavba nabírá zpoždění. Hlavními dálkovými silničními tahy využívanými také k příměstské dopravě jsou dálnice D1 (Brno, Ostrava), D5 (Plzeň), D8 (Ústí nad Labem) a D11 (Hradec Králové). Automobilová doprava v centru a v přilehlých čtvrtích je regulována modrými zóny placeného stání a především u okrajových stanic metra jsou zřizována odstavná parkoviště P+R.

### Letecká
Praha je obsluhována letištěm Václava Havla, které patří k nejvytíženějším a největším ve střední a východní Evropě, v roce 2017 přepravilo 15 milionů cestujících. Základnu zde mají největší české letecké společnosti a to Smartwings a České aerolinie. Na území Prahy se dále nachází vojenské letiště Kbely a dále rekreační sportovní letiště Letňany a Točná. Poblíž se nachází také letiště Vodochody, u kterého se uvažovalo o rozšíření.

### Cyklistická
V Praze na kole dojíždí přibližně 2 % obyvatelstva, jízda na kole je častější jako sport či rekreace. Koncepce ucelené pražské sítě cyklistických tras se začala prosazovat kolem roku 2000. V roce 2017 bylo v Praze 178 km chráněných stezek pro cyklisty oddělených od automobilů. Nachází se zde 48 km oddělených cyklopruhů a 24 km jízdních pruhů pro autobusy, které jsou zároveň zpřístupněné pro cyklisty. Za největší překážku rozvoje cyklistiky v Praze se uvádí nedostatek bezpečných tras a nekvalitní infrastruktura často stavěna „salámovou metodou“. Systém sdílení kol zde v roce 2022 poskytují firmy Lime, Rekola a Nextbike.

### Vodní
Osobní vodní doprava na Vltavě má v Praze převážně rekreační a turistický význam, nicméně jsou zde od roku 2005 obnovovány přívozy. K roku 2018 jich v hlavním městě funguje pět, z čehož jsou tři sezónní. Radotínský přístav umožňuje nákladní dopravu po Vltavě na labskou vodní cestu.

## Vzdělání

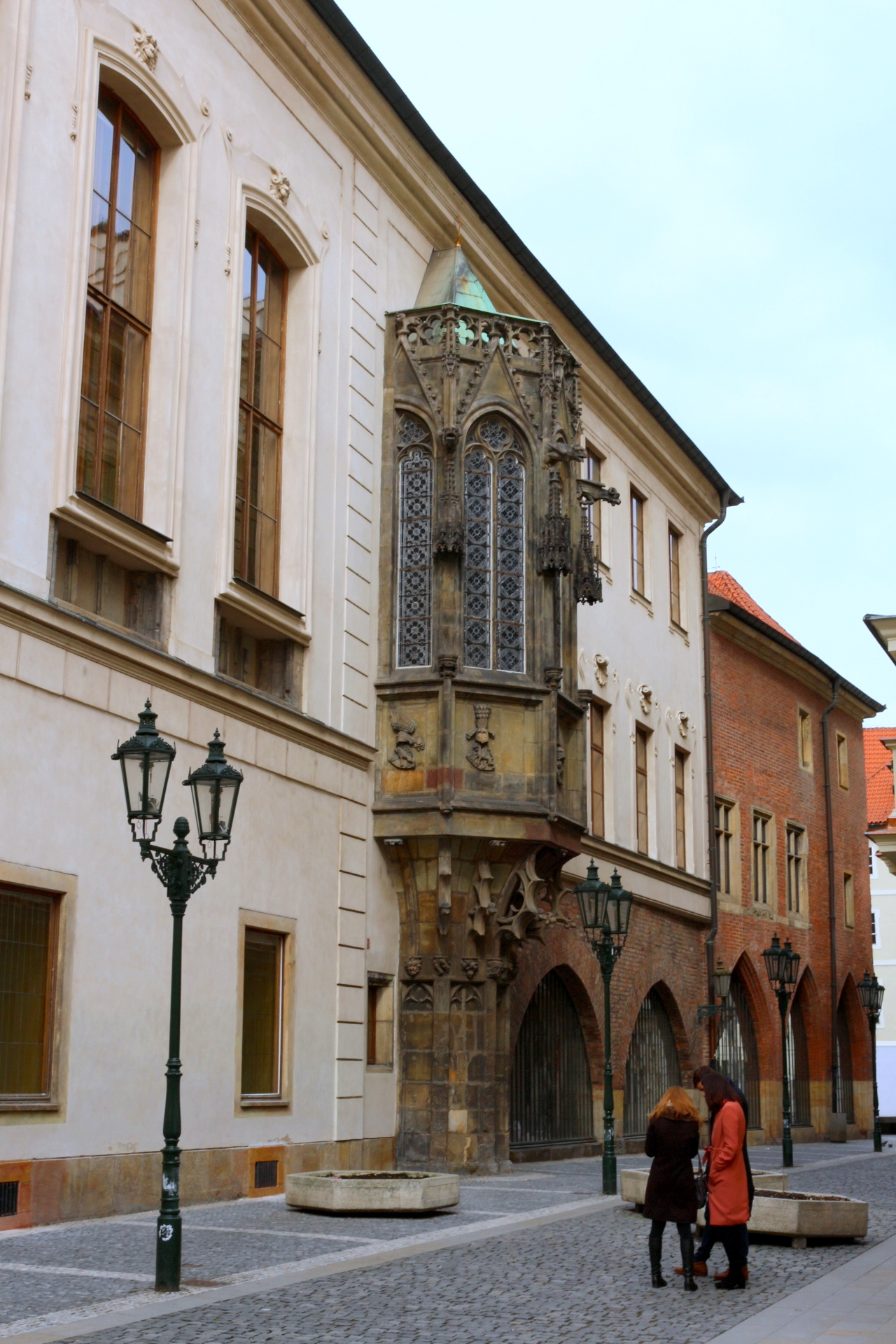
Karolinum, původní gotická budova Univerzity Karlovy

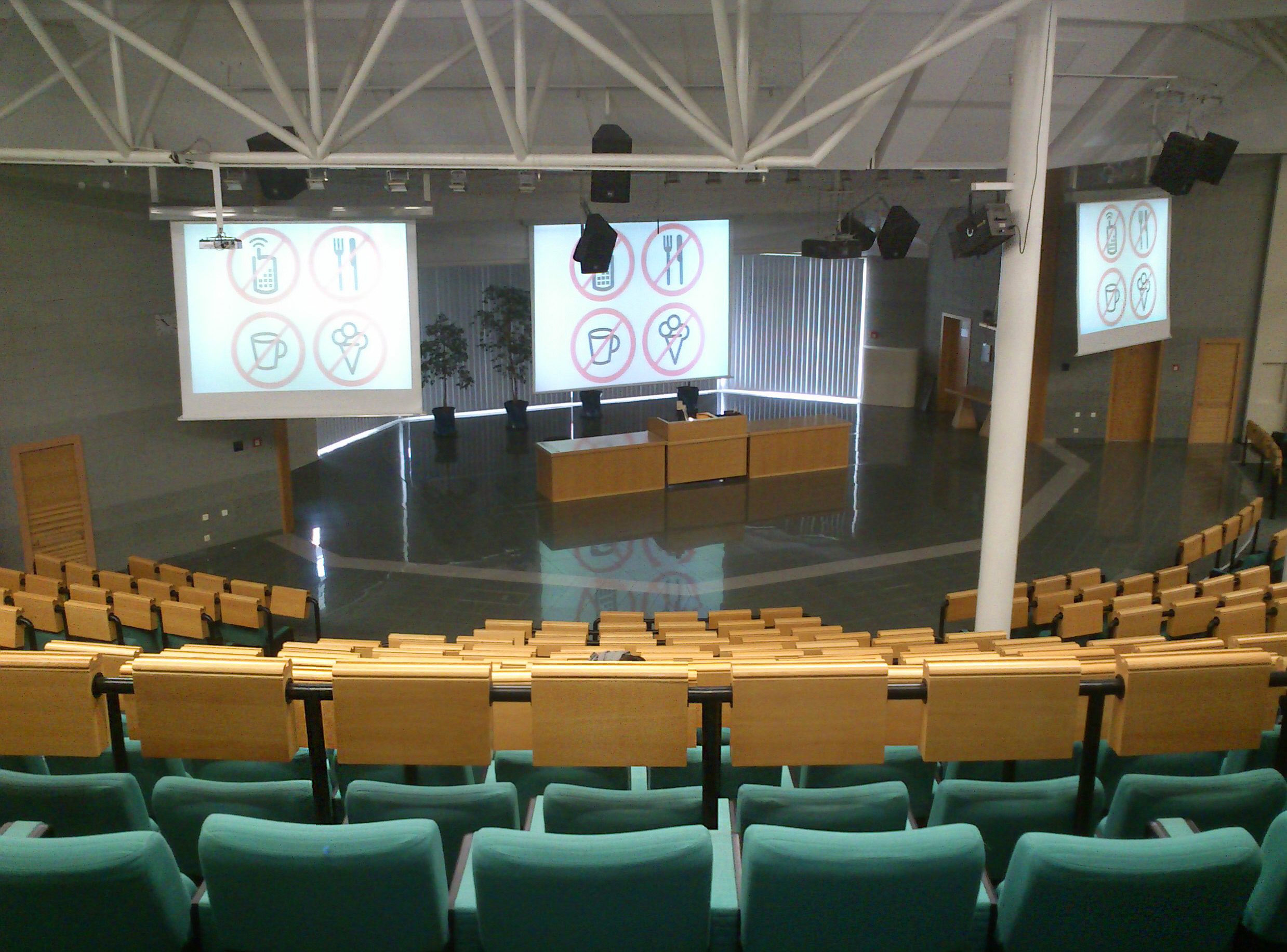
Vysoká škola ekonomická v Praze

### Veřejné univerzity
- Karlova univerzita založena roku 1348, nejstarší univerzita ve Střední Evropě
- České vysoké učení technické v Praze (ČVUT) založeno roku 1707
- Vysoká škola chemicko-technologická v Praze (VŠCHT) založena 1920
- Vysoká škola ekonomická v Praze (VŠE) založena 1953
- Česká zemědělská univerzita v Praze (ČZU) založena 1906/1952

### Veřejné akademie
- Akademie výtvarných umění v Praze (AVU) založena roku 1800
- Vysoká škola uměleckoprůmyslová v Praze (VŠUP) založena roku 1885
- Akademie múzických umění v Praze (AMU) založena roku 1945

### Státní vysoké školy
- Policejní akademie České republiky

### Soukromé školy
- University of New York in Prague (UNYP) založeno roku 1998
- International School of Prague (ISP) založeno roku 1948
- Anglo-American University (AAU) založeno roku 1990
- University of Northern Virginia in Prague (UNVA) založeno roku 1998
- Architectural Institute in Prague (ARCHIP) založeno roku 2010
- Vysoká škola finanční a správní (VSFS) založeno roku 1999
- Metropolitní univerzita Praha (MUP) založeno roku 2001
- Prague City University založeno roku 2004

### Mezinárodní instituty
- New York University
- Instituto Camões
- Goethe-Institut Česko
- Instituto Cervantes
- British Council
- Alliance française

## Sport

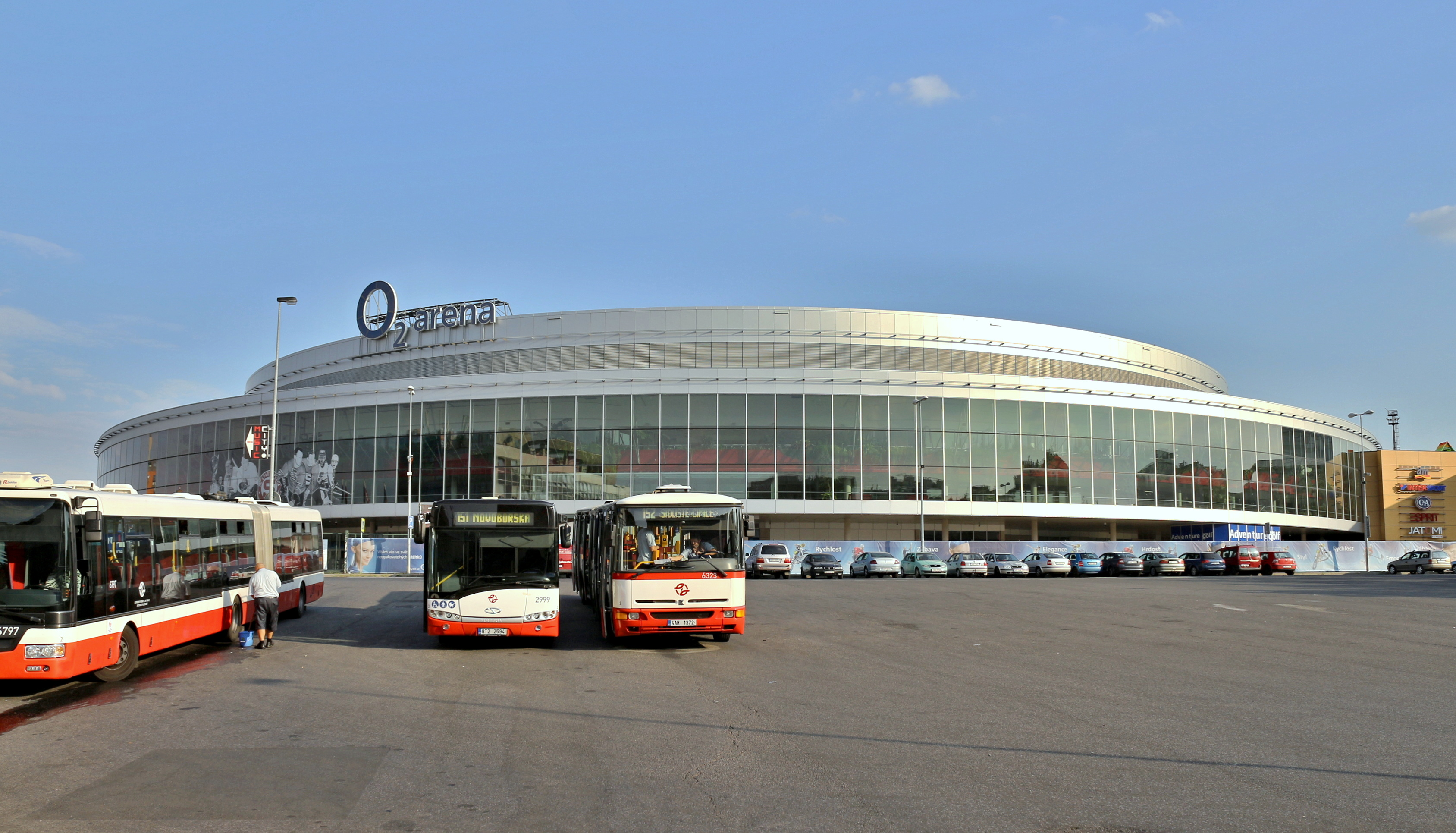
O_{2} arena je třetí největší hokejová aréna v Evropě

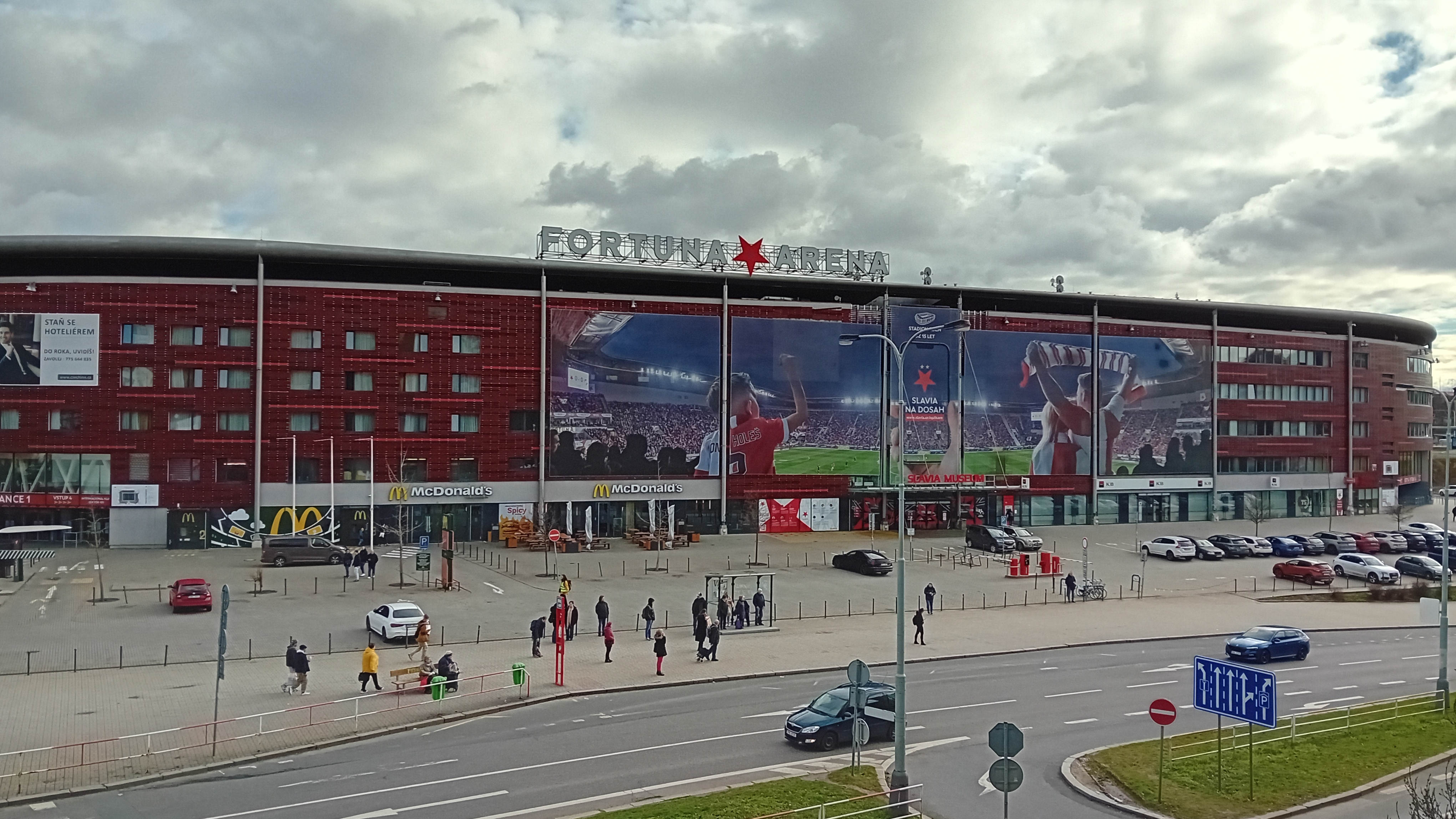
Fortuna Arena je největší a nejmodernější fotbalový stadion v Česku

Praha je sídlem významných fotbalových týmů AC Sparta Praha, SK Slavia Praha, Bohemians 1905 (1. česká fotbalová liga), FK Dukla Praha a FK Viktoria Žižkov (2. česká fotbalová liga). Dále pak hokejových týmů HC Sparta Praha (Extraliga), HC Slavia Praha (druhá nejvyšší hokejová liga), HC Letci Letňany a HC Kobra Praha (třetí nejvyšší hokejová liga).
V Praze se nachází Strahovský stadion, největší stadion na světě, dnes už využíván jen jako výcvikové centrum fotbalové Sparty. Největší česká multifunkční hala je O2 arena. Moderní Fortuna Arena ve Vršovicích je největší fotbalový stadion v Česku a sídlo SK Slavie. Další významný Stadion Letná je domovským stadionem AC Sparty. Nejvýznamnější tenisový areál Štvanice patří Českému tenisovému svazu, kurty pak druhému nejstaršímu českému tenisovému klubu I. ČLTK. Největší golfové tréninkové hřiště v ČR najdeme v Hodkovičkách, další také ve Zbraslavi, Hostivaři, Motole a nově také na Černém Mostě.
Ke každoročním sportovním událostem také patří Pražský mezinárodní maraton (PIM), Memoriál Josefa Odložila (mezinárodní atletický mítink), Mystic Sk8 cup (světový skateboardový pohár) nebo Frisbeer Cup (mezinárodní frisbee turnaj).
V Praze se dá zabruslit na zimních stadionech v Ice Areně v Letňanech, Icerink ve Strašnicích, Nikolajce na Smíchově, stadionu Kobra v Braníku, ZS Hvězda v Praze 6, Malé sportovní hale Incheba na Výstavišti v Holešovicích a na různých venkovních kluzištích.
Mezi největší akvaparky a bazény v Praze se řadí Plavecký stadion Podolí, Plavecký stadion Slavia Praha, Petynka, Plavecký areál Šutka, Aquapark Barrandov, Aquacentrum Letňany a PSA Hloubětín, který je jako jediný přisolovaný mořskou solí. Nedaleko Prahy se nachází (asi 100 metrů za hranicí Prahy) největší český aquapark Aquapalace Praha. U Vltavy v Podolí je také písečná pláž Žluté lázně.
Praha je také sídlem mnoha významných florbalových klubů, jako Tatran Střešovice, Florbal Chodov, FbŠ Bohemians (Superliga florbalu a Extraliga žen ve florbale), AC Sparta Praha, Black Angels, TJ Sokol Královské Vinohrady, Butchis (Superliga) a Start98 (1. florbalová liga mužů).

## Mezinárodní vztahy

### Partnerská města
Partnerskými městy Prahy jsou:
| - Berlín, Německo - Brusel, Belgie - Frankfurt nad Mohanem, Německo - Hamburk, Německo | - Chicago, Spojené státy americké - Kjóto, Japonsko - Miami-Dade County, Spojené státy americké | - Norimberk, Německo - Phoenix, Spojené státy americké - Tchaj-pej, Tchaj-wan |

### Spřátelená a spolupracující města
Praha má dále uzavřenu smlouvu o spolupráci s městy:
- Kanton, Čína

### Bývalá partnerská a spřátelená města
- Moskva, Rusko (1995–2014)
- Petrohrad, Rusko (1992–2014)
- Šanghaj, Čína (2017–2019)

Praha pozastavila partnerství s ruskými městy jako reakci na anexi Krymu. Spolupráci Prahy se Šanghají ukončila čínská strana jako reakci na partnerskou smlouvu Prahy s tchajwanským Tchaj-pej.

### Neformální spolupráce
Spolupráce bez uzavřené smlouvy probíhá s městy:
- Bratislava, Slovensko
- Budapešť, Maďarsko
- Jeruzalém, Izrael
- Kyjev, Ukrajina
- Lucemburk, Lucembursko
- Riga, Lotyšsko
- Vídeň, Rakousko
- Vilnius, Litva

### Jmenovci
Čeští emigranti pojmenovali po Praze několik nově založených sídel, nejvíce v tzv. „Novém světě“.
- Praha, Slovensko
- New Prague, Minnesota, Spojené státy americké[143]
- Prague, Oklahoma, Spojené státy americké[144]
- Praha, Texas, Spojené státy americké[145]
- Prague, Nebraska, Spojené státy americké[146]

## Osobnosti
S Prahou je spojeno velké množství osobností, ke kterým patří bájná zakladatelka města kněžna Libuše, Karel IV., který Prahu velkoryse rozšířil, a Rudolf II., který stejně jako Karel IV. z Prahy udělal centrum římské říše, z oblasti kultury například rabbi Löw a Franz Kafka. V minulosti byla jmenována čestnými občany Prahy řada osobností.